# Nash Motors
Nash (Неш) — з 1916 року американський виробник автомобілів. Штаб-квартира розташована в місті Кеноша, штат Вісконсин. У 1954 році компанія об'єднується з фірмою Hudson, утворивши концерн American Motors Corporation. У 1957 році компанія припинила виробництво автомобілів.

## Чарльз Неш
Чарльз Неш народився в 1864 році в містечку Де-Калб, штат Іллінойс. У віці шести років його батьки розлучилися і мати віддала сина наймитом на ферму, хлопчикові не подобалися умови праці, і в 12 років він тікає з ферми. Чарльз Неш кочує з ферми на ферму, потихеньку збирає гроші, через кілька років він зібрав суму, достатню для покупки вісімдесяти овець і, продаючи їх шерсть, хлопець зміг купувати книги, за якими навчився самостійно писати і читати. У віці 18 років Чарльз Неш продав усіх своїх овець і купив сінокосарку; через два роки, косячи поля в одного з фермерів, він познайомився з дочкою клієнта й одружився з нею. Після одруження Неш купує ферму в Мічигані і на шість років стає хліборобом, підробляючи також столяром. Однак йому набридає робота в селі і він вирушає до міста, там Чарльз Неш влаштовується набивщиком сидінь у фірму Flint Road Cart Company, яка виробляла гужовий транспорт, заробляв він по одному долару в день. Незабаром підприємство перейменовується в Durant-Dort Carriage Company, воно було на той момент найбільшим виробником двоколок у світі. Його працьовитість зауважує керівництво, і через деякий час молодий чоловік генеральним менеджером компанії.
У 1904 році Дюрант, що став на той час власником компанії Buick, переводить Неша в цю фірму, в 1908 році він стає президентом компанії, тоді як Дюрант скуповує компанії для створення General Motors. Проте в 1912 році нова корпорація наближається до свого банкрутства, Дюранта виганяють з компанії, але за його порадою президентом корпорації стає Чарльз Неш. Нешу вдається не тільки погасити всі борги, а й отримати прибуток, який він витрачав на розширення виробничих потужностей і заміну обладнання. 1915 року через відмову виплачувати дивіденди акціонерам його виганяють з компанії, на своє колишнє місце повертається Дюрант, який просив Неша залишитися, проте йому вже виповнився 51 рік і він не збирався працювати на інших — Чарльз Неш вирішує розпочати власну справу.

## Заснування компанії
У 1916 році Неш планував купити компанію Packard, однак угода провалилася, а тут на продаж було виставлено цілком успішну компанію, тільки з дивним босом, який вирішив відійти від світу бізнесу і присвятити своє життя книжкам та маркам. У липні 1916 року Неш спільно зі ще з одним колишнім менеджером компанії General Motors Джорджем Сторроу за 5 млн доларів викуповують компанію Thomas B. Jeffery Company. Неш планував переманити до себе і Волтера Крайслера, який на той момент очолював фірму Buick, але Дюрант пішов на безпрецедентний крок: він запропонував Крайслеру зарплату в 500 000 доларів на рік, і той залишився в General Motors. Такі ж гроші Дюрант пропонував і Нешу, коли той зібрався йти з компанії, але він відмовився.

## Початок виробництва автомобілів

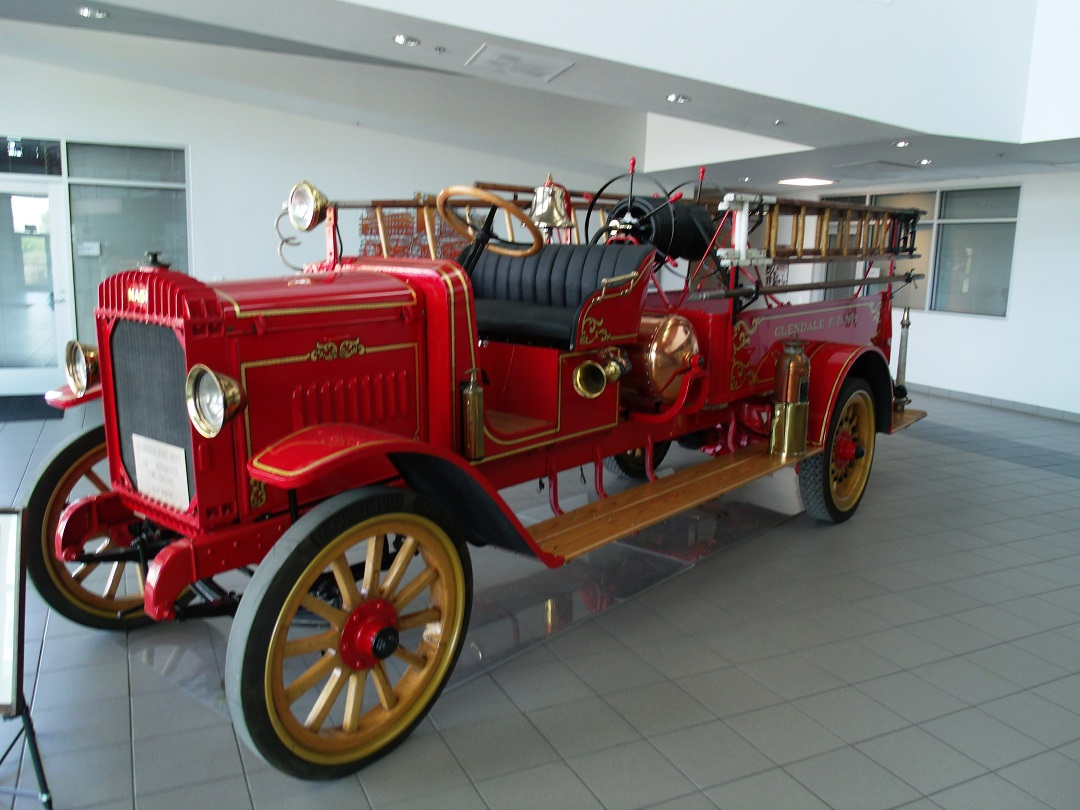
Пожежний автомобіль Nash

Купивши підприємство, Неш деякий час продавав автомобілі під колишньою маркою Jeffery, однак у вересні 1917 року він перейменовує марку в Nash, а фірму — в Nash Motors Company.
За перший рік виробництва «Нешів» було продано 10 000 автомобілів, з них 6500 було легковиків, іншу частину становили вантажівки, з яких майже 3000 були повнопривідні вантажівки Quad. Але Неш, купуючи підприємство, планував не тільки виробляти вже наявні конструкції, але і створити свої. Найняті ним Елфорд і Воррен не сиділи, склавши руки, і працювали над створенням нової моделі, мотористом до них оформляють уродженця Російської імперії, а точніше Князівства Фінляндського — Нільса Еріка Валберга. Неш працював по 16 годин на день, чого вимагав і від своїх підлеглих. При тому, що Неш був при грошах, він не витрачав їх просто так, його кабінет був найскромнішим, якщо порівнювати з іншими босами автовиробників, у нього в кабінеті стояли простий стіл і стілець. При цьому, коли Неш перевіряв свої виробничі лінії, то, здавалося, він знає всіх робітників за іменами. Якоюсь мірою Неш був жорстким босом, але водночас нагадував усім, що він теж був ніким, і тільки наполеглива праця зробила його тим, ким він став.
Наприкінці 1917 року був готовий прототип першої власної моделі 680 серії (модельний ряд складався з моделей 681–687 залежно від типу кузова). Неш не хотів давати своє ім'я аби-якій конструкції, вона мала бути надійною і водночас неархаїчною. Серія 680 отримала 6-циліндровий двигун з верхнім розташуванням клапанів і 3-ступінчасту коробку передач.
Виробництво автомобіля почалося у квітні 1918 року, до кінця року було продано понад 10 000 автомобілів, що було дуже непоганим результатом для новачка. Машина фарбувалася в синій колір, колеса артилерійського типу були золотистого кольору, а салон оздоблювався дуже якісною шкірою. Продажі вантажівок теж зросли до позначки в 11500 штук, причому основну масу становили повнопривідні «Квади», які у 2.5 раза коштували дорожче звичайних полуторок тієї ж марки. Цього року підприємство Неша стає найбільшим виробником вантажівок у світі.
У 1919 році Неш купує кузовного виробника — Seaman Body Company, через кілька місяців після покупки фірма перейменовується в Seaman Body Corporation, і виробництво переноситься з Мілвокі в Детройт. Seaman Body Co хоч і робила тепер кузови суто тільки для автомобілів Nash, але в структуру компанії не входила, зберігаючи незалежність. У тому році продаж легковиків подвоївся, а от попит на вантажівки впав удвічі. У тому ж році Неш спільно зі Сторроу відкривають ще одну автомобільну компанію. Оскільки їхній колишній роботодавець мав велику лінійку марок, то і ці пани вирішують розширити гаму пропонованої продукції. У Марс Хілл була заснована Lafayette Motors Company, названа на честь французького дворянина Марі Жозефа Поля Ів Рош Жильбера дю Мотьє маркіза де Ла Файета. Цей громадянин узяв безпосередню участь у визвольній війні США від Британії, причому на власні гроші він купив корабель, озброїв його і прибув до Північної Америки, де також на власні гроші купував озброєння для повстанців, обмундирування і навіть побудував форт, озброєний гарматами. Ла Файет виголосив промову перед шістьма вождями індіанських племен, які стали на сторону Штатів у військовому конфлікті з Великою Британією. Його сина звали Джордж Вашингтон де Ла Файет. Управлінцями в компанію були покликані колишній головний інженер і колишній директор з продажу фірми Cadillac — МакКолл Уайт і Ерл Говард. Англієць МакКолл Уайт був саме тією людиною, яка сконструював перший V8 для Cadillac, а до цього він працював у британській фірмі Napier.

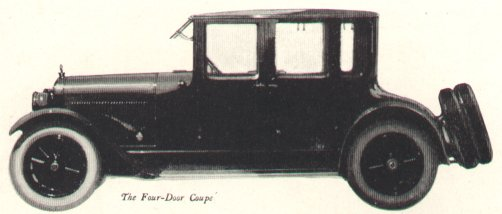
Lafayette 134 Series Four Door Coupe

У вересні 1920 року з'являється дуже дорогий автомобіль, який коштував у 4 рази дорожче (близько 5000 доларів), ніж Nash 680 Series. Під капотом у нього стояв V8 двигун, об'ємом 5.7 л, потужністю 90 к.с. Не дивлячись на те, що особливих ноу-хау машина не мала, не можна не помітити, що вперше в автомобілі був використаний електричний годинник.

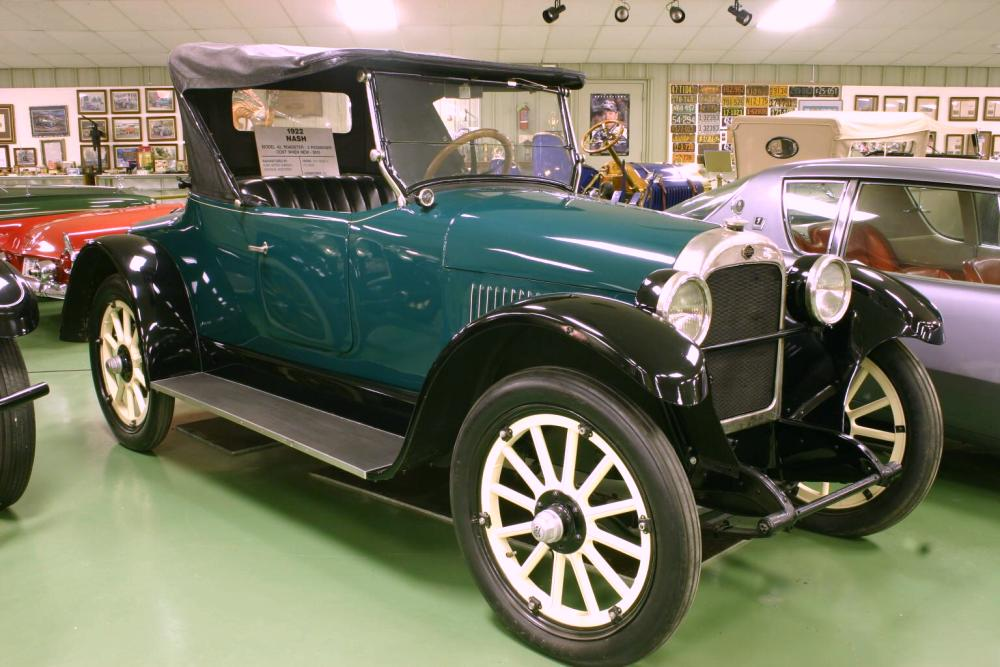
Nash 42 Series Roadster

У 1921 році з'являється нова модель більш доступної марки Nash, це була 4-циліндрова машина 40 Series (моделі могли нести індекси 41-47 залежно від кузова) з мотором, об'ємом 2.7 л, головним конкурентом Неш бачив автомобілі марки Essex. «Четвірка» першою в своєму класі обзавелася повністю закритими кузовами, трохи обігнавши своїх конкурентів, а також однією з перших на неї встановили двигун на раму через гумові подушки, трохи пізніше гумові подушки двигуна з'явилися і на 6-циліндровій моделі, ці машини отримали індекс 690 Series (691 і 692 моделі, що відрізнялися базою коліс), але першою гумові проставки на свої автомобілі майже за чверть століття до цього встановила французька фірма Mors.

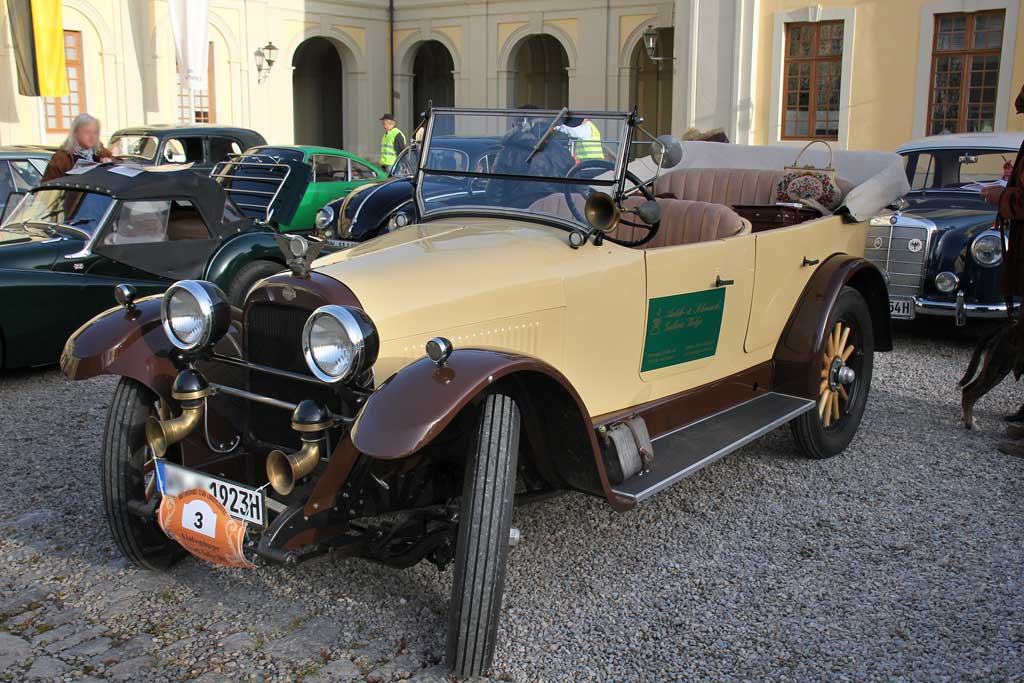
Nash 46 Series Touring

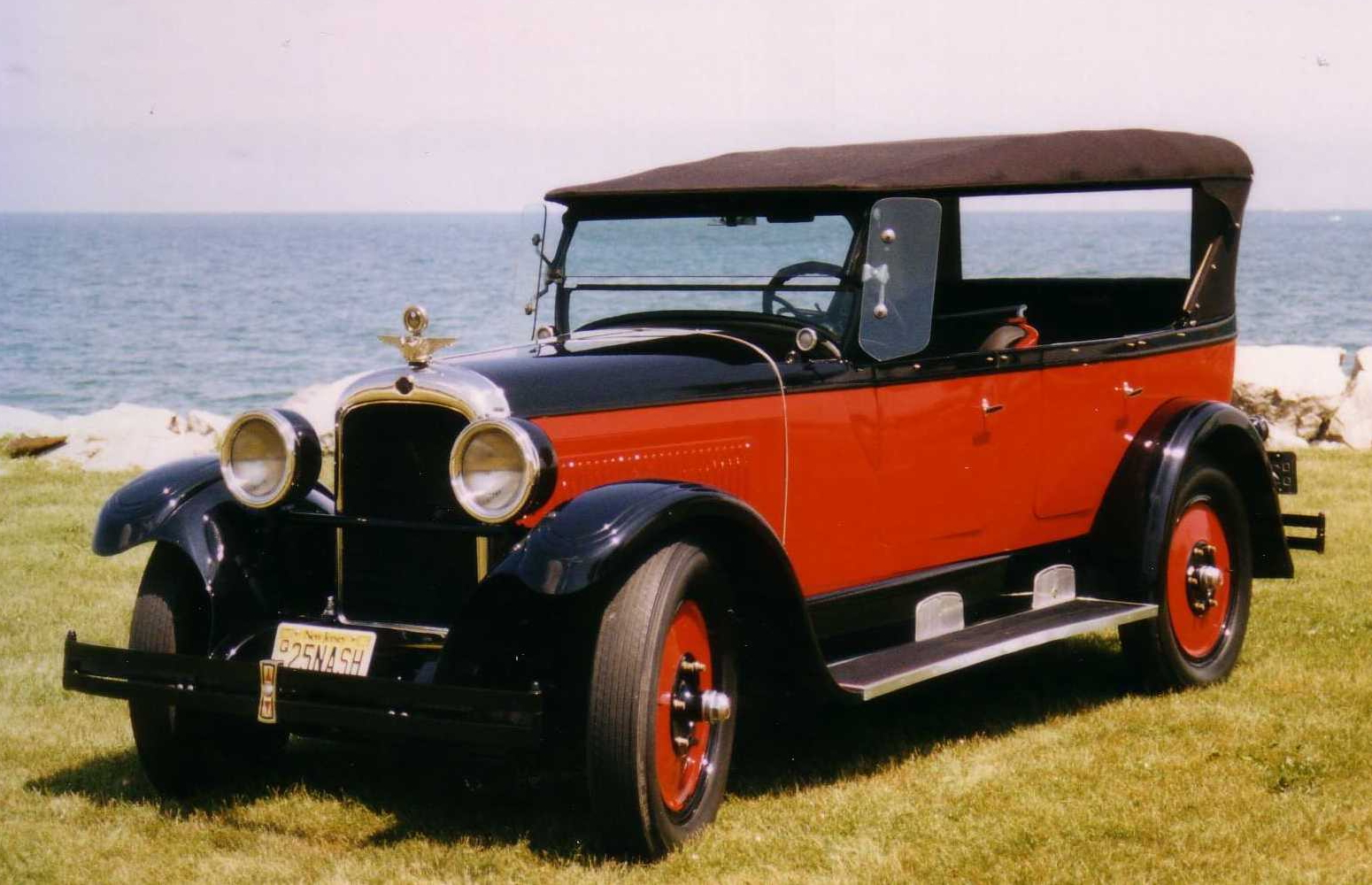
Nash 692 Series Touring

У травні 1922 року, повернувшись з відрядження до Європи, заводські інженери пропонують закритий седан Carriole для 4-циліндрової моделі, дизайн якого нагадував французькі та італійські автомобілі, тоді у Франції були в моді невеликі, але презентабельні автомобілі. У червні 1922 року Nash Motors Company викуповує Lafayette Motors Company, перейменовує компанію в Lafayette Motors Corporation і в січні 1923 року переводить виробництво цих дорогих автомобілів, яких було випущено за цей час трохи більше 1100 екземплярів і які конкурували з Pierce-Arrow, Cadillac і Rolls-Royce, на заводи в Мілвокі, туди, де раніше виготовляла кузови компанія Seaman Body Co.
До 1924 модельному ряду 4-циліндрова модель перейменовується в 4 Series, а 6-циліндрова — в 6 Series. У першої мотор був збільшений до 2.9 л, а в 6-циліндрової залишився колишнім, але автомобілі зменшилися в габаритах, так 6 Series втратив 15 см в базі в порівнянні з моделлю 692.

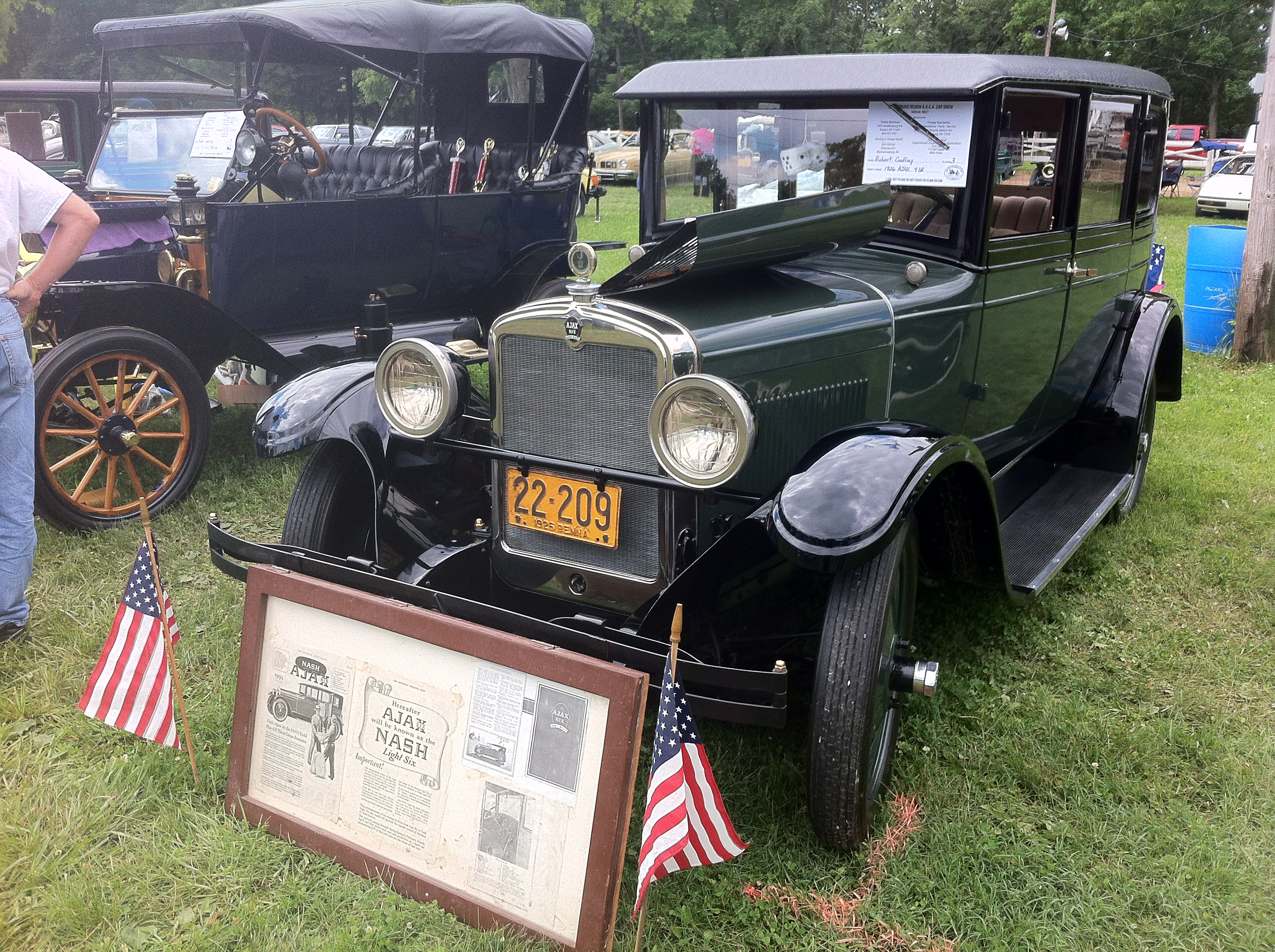
Ajax 51 Series Sedan

До 1924 року стає ясно, що бренд Lafayette не виправдовує сподівань, за весь час було продано не більше 5000 екземплярів автомобілів. Неш намагався прибрати до рук компанію Pierce-Arrow Company, проте переговори закінчуються нічим. Тоді Неш вирішує покинути нішу дорогих автомобілів і спробувати свої сили в ніші, в якій автомобілі продавалися не дорожче 1000 доларів, в той час як навіть 4-циліндрові автомобілі Nash коштували не менше 1300 доларів. Завод Lafayette закривається і все обладнання з нього перевозиться на потужності в Расіні, штат Вісконсин, викуплені в фірми Mitchell Motors Cо, що збанкрутувала в квітні 1923 року. У червні 1925 року в Расіні ґрунтується нове підприємство — Ajax Motor Co, яке починає випускати 2.8 л 6-циліндрову модель 50 Series. Не дивлячись на стартову ціну в 885 доларів за відкриту версію, машина мала примусову систему змащення, дискові колеса і гальмівний привід всіх 4 коліс, що для автомобілів такого цінового рівня було поки недозволеною розкішшю. Салон оброблявся натуральним мохером, в салоні можна було зустріти той же електричний годинник, що встановлювали і на Lafayette. Найдешевшу модель компанії виготовляли з обладнання, яким робили найпрестижнішу марку Неша. Прем'єра нової марки пройшла на бейсбольному стадіоні перед грою. Неш був великим шанувальником цієї американської гри, де гравці повинні відбити палицею важкий м'яч.

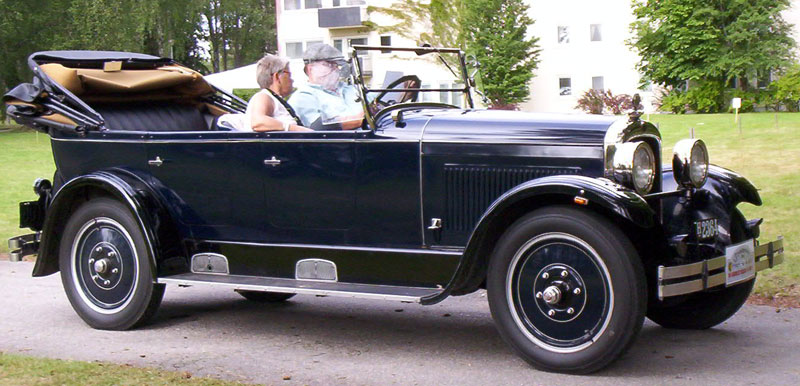
Nash 261 Series Advanced Six Touring

У 1925 році з рейтингів Nash пропали 4-циліндрові моделі, зате тепер пропонувалося цілих дві шестициліндрових, які називалися Advanced Six 160 Series і Special Six 130 Series. Перша модель мала базу 3.23 м і оснащувалася 4-літровим двигуном, який був знайомий за попередніми моделями, друга була на 49 см меншою в базі, а під капотом був встановлений новий двигун, об'ємом 3.4 л, такої ж конструкції, що і крупніший двигун, тобто з верхнім розташуванням клапанів. Обидві моделі відрізнялися від торішніх наявністю гальмівних механізмів на всіх 4 колесах, дисковими колесами і поліпшеним рульовим керуванням.
Затія з найдешевшим автомобілем Ajax не вдалася, до середини 1926 року було продано трохи більше 27 000 автомобілів, зовсім не та цифра, яку хотіли бачити Неш і Сторроу. Назва Ajax була абсолютна незнайома клієнтам, у той час як ім'я Неша на решітці радіатора вже зарекомендувало себе, і попит на автомобілі цієї марки був настільки величезним, що довелося ввести шестиденний графік на заводах, тому Неш вирішується на ребрендинг, ім'я Ajax (в кожному з перших десятиліть ХХ століття існувало по одній марці Ajax: з 1906 по 1910 у Швейцарії та з 1913 по 1919 у Франції) пропадає з каталогів, замість неї з'являється ідентичний Nash 220 Series Light Six, який відрізнявся тільки іншою емблемою. Всі нерозпродані автомобілі на заводі і в дилершипах також оснащувалися новими радіаторами і ковпаками коліс, а також новими бирками, більше того Неш вирішує роздати безкоштовно всім власникам Ajax точно такі ж комплекти, тому на сьогоднішній день знайти Ajax 50 Series в оригінальному стані дуже складно. Зміна бренду відразу збільшує рівень продажів молодшої лінійки, за 1926 рік продається майже 40 000 автомобілів моделі Light Six з 135000 виготовлених фірмою автомобілів в 1926 році. Не дивлячись на рекордні продажі, цей рік затьмарився смертю давнього партнера по бізнесу і головного спонсора Джеймса Сторроу.

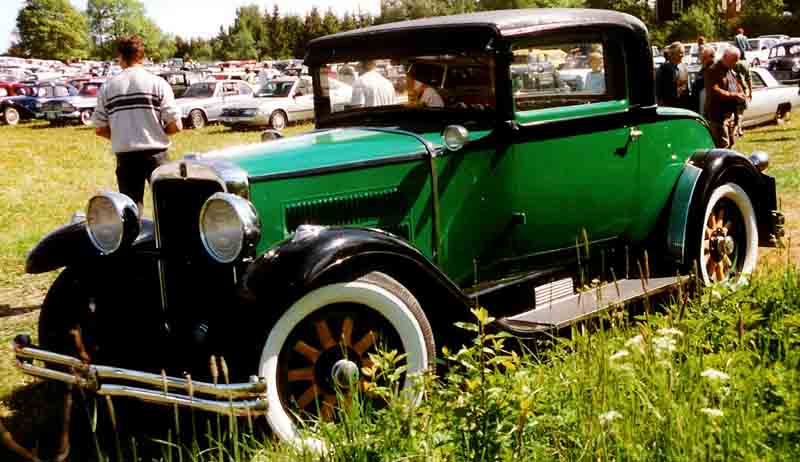
Nash 436 Special Coupe

У 1927 році робочі скандинавського походження, що працювали на заводі в Кеноші, яких на заводі було немало, дарують принцу Швеції Вільяму автомобіль 264 Series з кузовом Ambassador Sedan, автомобіль був оснащений королівським гербом і літерою W, але для отримання викупленого працівниками автомобіля найяснішій особі довелося їхати в США. Автомобілі без змін, тільки зі зміною індексів (перша цифра в 1926 змінилася на 2, а через рік — на 3), випускалися до серпня 1928 року, коли з'явилися нові моделі. Всього їх було три: 420 Series з 3-літровим двигуном, потужністю 50 к.с. і колісною базою в 2.85 м; 430 Series з 65-сильним 3.7 л мотором і базою коліс в 2.95 м; і топова — 460 Series з 4.6 л мотором, що розвивав 78 к.с., і базою в 3.3 м. Не дивлячись на різні об'єми ці шестициліндрові мотори мали одну спільну рису — вони оснащувалися двома свічками на циліндр.
Восени 1929 року почалася сумнозвісна економічна криза, якраз на кінець року була підготовлена нова топова модель вперше в історії марки з 8--циліндровим двигуном, який також був оснащений 2 свічками запалювання на циліндр. Автомобіль серії 490 отримали колісну базу 3.37 м, тобто всього на 7 см більше, ніж у серії 460, додаткова довжина якраз пішла на більш довгий мотор, об'ємом 4.9 л і потужністю 100 к.с.. У тому ж 1929 році з рейтингів пропали вантажні автомобілі, попит на який різко пішов вниз після війни, і поступово падав, поки нарешті не прийшла пора позбутися їх виробництва.

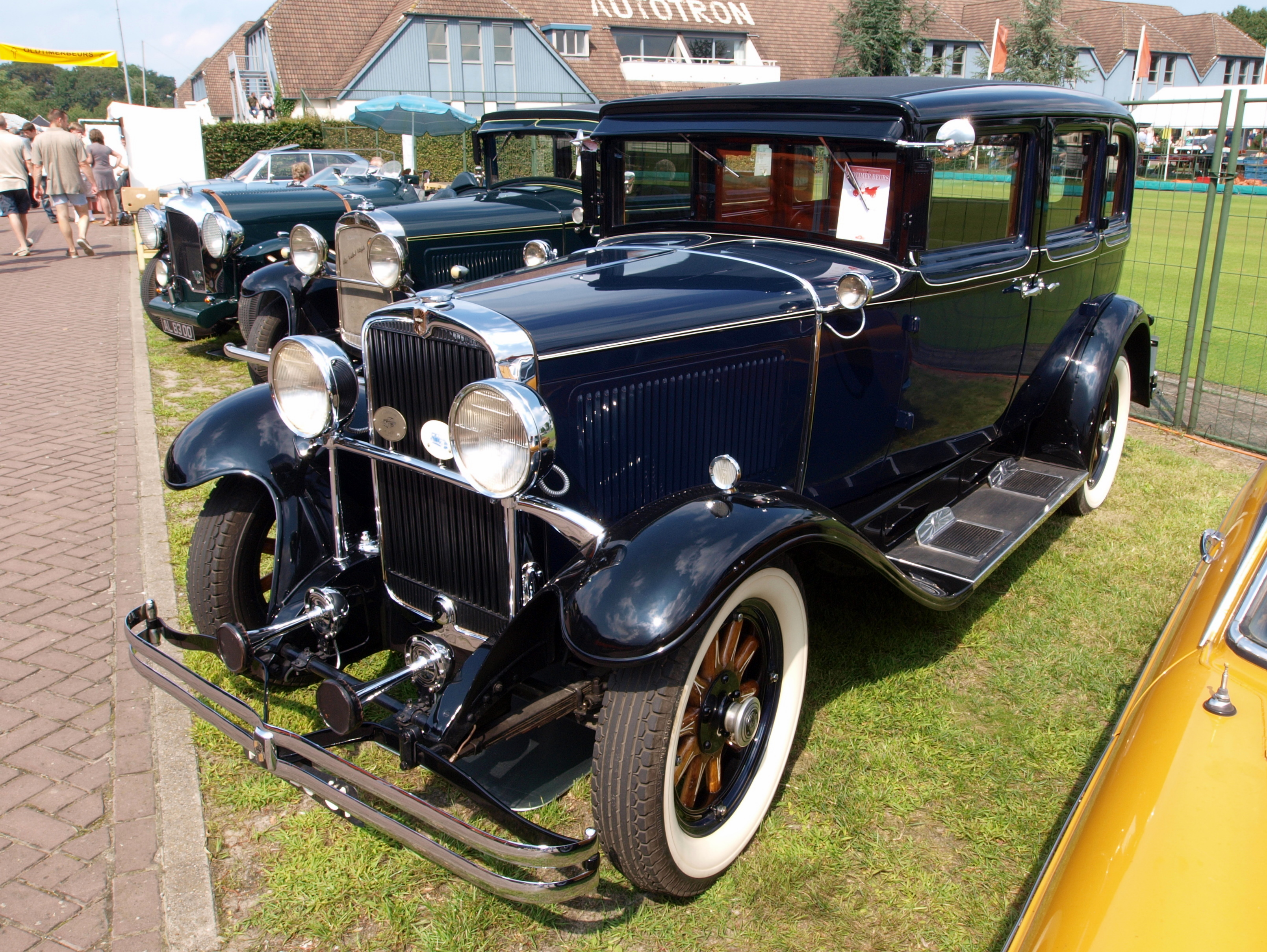
Nash 450 Series Sedan

Одночасно з 8-циліндровою машиною з'являється дешевша 6-циліндрова серія 450, яка, маючи мотор, об'ємом 3.3 л, розвивала 60 к.с., але був він оснащений не двома свічками на циліндр, а всього однією. Третьою моделлю, яку можна було побачити в каталогах за той рік, була 4-літрова 75-сильна серія автомобілів 480. Модельний ряд, який з'явився в 1928 році до моменту запуску в серію нових моделей припинив своє існування. На початку 1930 року Неш переживає ще один удар. Помирає ще один його соратник, який працював з ним ще в «Дженерал Моторс», — Волтер Елфорд, який був віце-президентом компанії після смерті Сторроу.

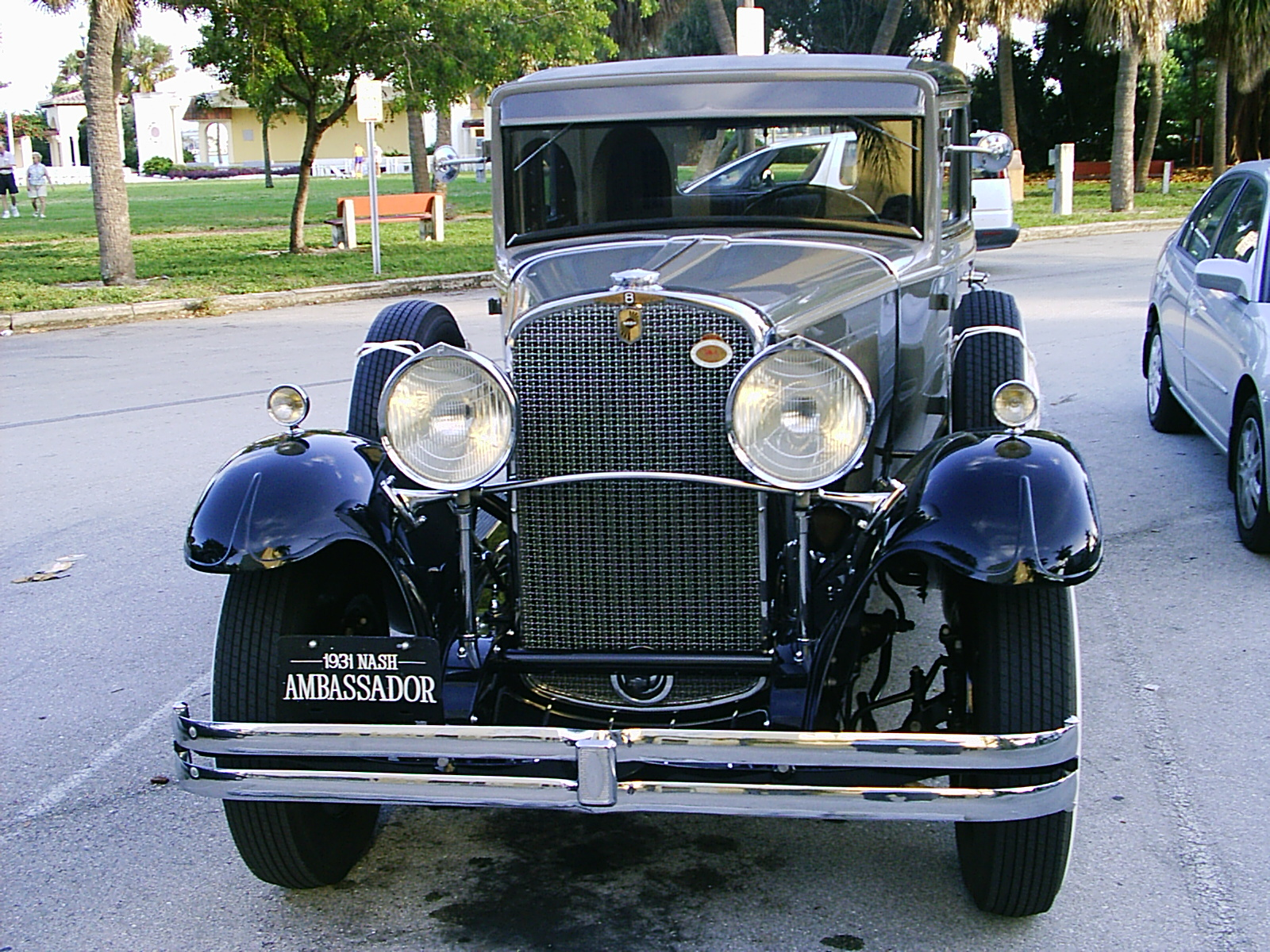
Nash 8-90 Series Ambassador Sedan

Не дивлячись на те, що на дворі були важкі часи і фірма урізала ціни на свою продукцію, компанія закінчила 1930 і 1931 роки з прибутком, цього ж зміг домогтися тільки «Дженерал Моторс», який пропонував найширший спектр своєї продукції, але прибуток домагався несправедливо по відношенню до працівників. Неш встановив найнижчу заробітну плату в автомобільній індустрії США, він вважав, що у людини є вибір — хоче працювати за ці гроші, значить працює, немає — нехай шукає інше місце роботи. Не дивлячись на низьку зарплату працівників якість продукції не страждала. Бачачи старання працівника, Чарльз Неш пропонував йому відрядну зарплату, в підсумку на заводі не було працівників, що отримували одну і ту ж саму суму в конверті. Крім того, Неш впровадив політику виготовлення автомобілів тільки на замовлення, тобто ніяких зайвих автомобілів, в той час багато працювали за тим принципом, що в шоу-румі повинно бути як мінімум 10 машин, інакше втрачаєш права представника, а Неш підійшов з іншого боку. Дилер брав замовлення і завод його виконував, таким чином будь-який «Неш» кризових часів — виготовлений на замовлення продукт, і в цьому його унікальність порівняно з іншими «масовими» автомобілями того часу, які простоювали на складах. Ще одним фактором, який дозволяв фірмі закінчувати фінансовий рік з прибутком було те, що Неш спочатку поставив собі за мету бути виробником, а не просто збирачем, а тому більшість деталей виготовлялося власними силами, і тим самим економило кошти на закупівлю і логістику. Однак, не дивлячись на те, що Неш був акулою капіталізму і трохи скнарою, не забував він про добрі справи. Так, не дивлячись на те, що зарплата у працівників була мінімальною, в їх розпорядженні були тенісні корти і бейсбольне поле, більше того, Неш мав бейсбольну напівпрофесійну команду з числа працівників. Також лікарні на території заводів були оснащені новітнім медичним обладнанням, а в штаті співробітників були професійні юристи, які безкоштовно консультували працівників у разі потреби. Працівники згадували, що Чарльз Неш особисто обходив завод, перевіряючи все, і при цьому здавалося, що він знає кожного працівника по імені, робочим цей факт імпонував. 1931 року модельний ряд змінюється, колишньою залишається тільки модель 450, яка перетворюється на 6-60, старша 6-циліндрова модель закінчила своє конвеєрне життя, а от вибір 8-циліндрових розширився в цьому році моделями 8-70 з 3.7 л 75-сильним мотором і 8-90 з 4.9 л мотором (колишня 490), який тепер видавав всі 115 к.с., восьмициліндрова модель відрізнялася від 6-циліндрових захистом від «дурня», тобто машину не можна було запустити, якщо не була натиснута педаль зчеплення.

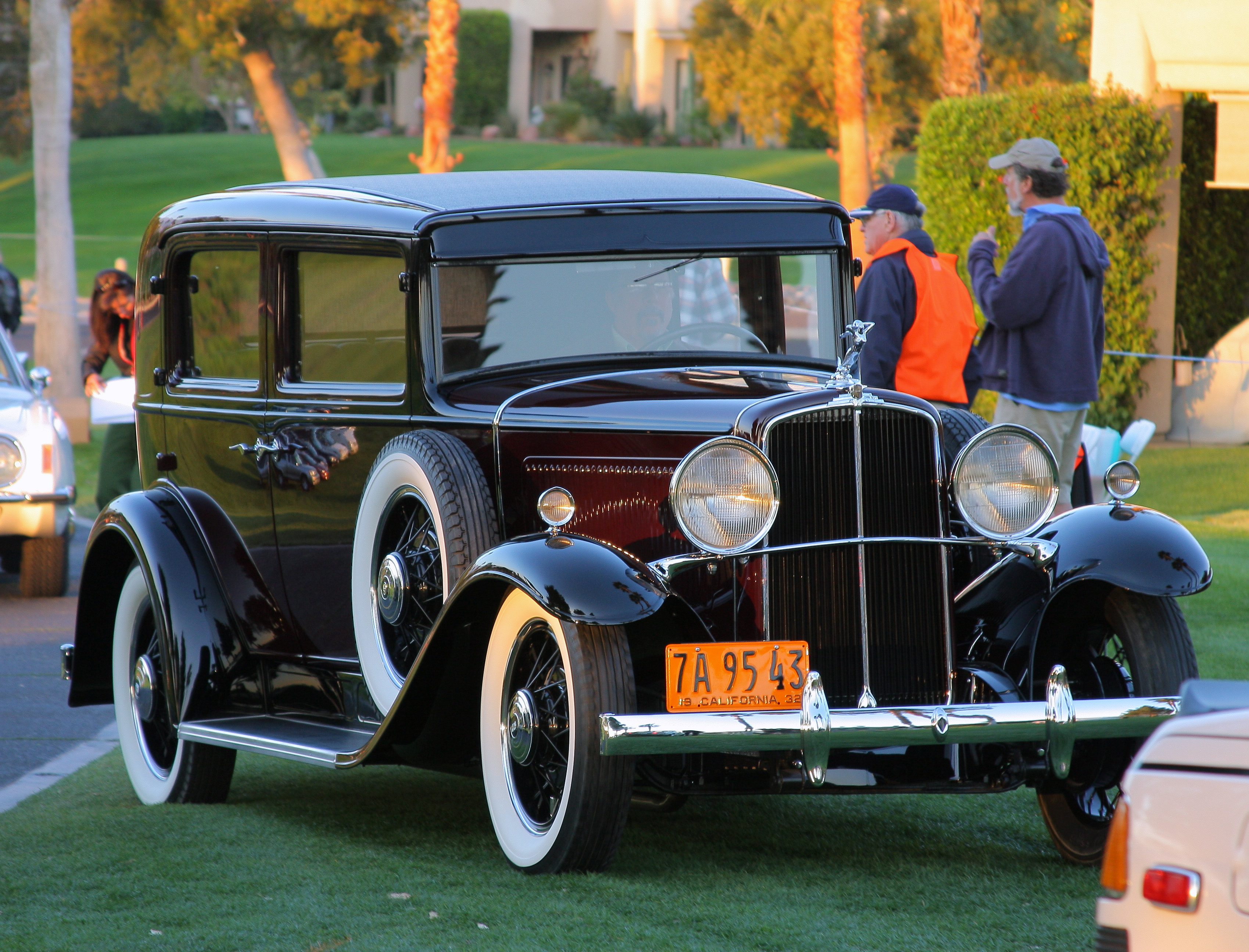
Nash 970 Series Ambassador Sedan

У червні 1931 року ці моделі змінюються моделями серії 960, оснащеними 3.3 л 6-циліндровим мотором, потужністю 60 к.с., серії 970 з 8-циліндровим 75-сильним двигуном, серії 980 також з 8 циліндрами і об'ємом чотири літри (потужність дорівнювала 85 к.с.), і серії 990, яка була тією ж 8-90. Як тільки з'явилася нова лінійка, мер Чикаго — Антонін Йозеф Чермак (чех за народженням) купує Nash 994 для службових цілей, проте поїздити йому на цій машині було призначено менше року, в лютому 1933 року Чикаго відвідав президент США Франклін Делано Рузвельт, і під час однієї із зустрічей з мером іммігрант з Італії стріляє в Рузвельта, але в нього він не влучив, зате куля дісталася Чермаку, який помер через три тижні після поранення.

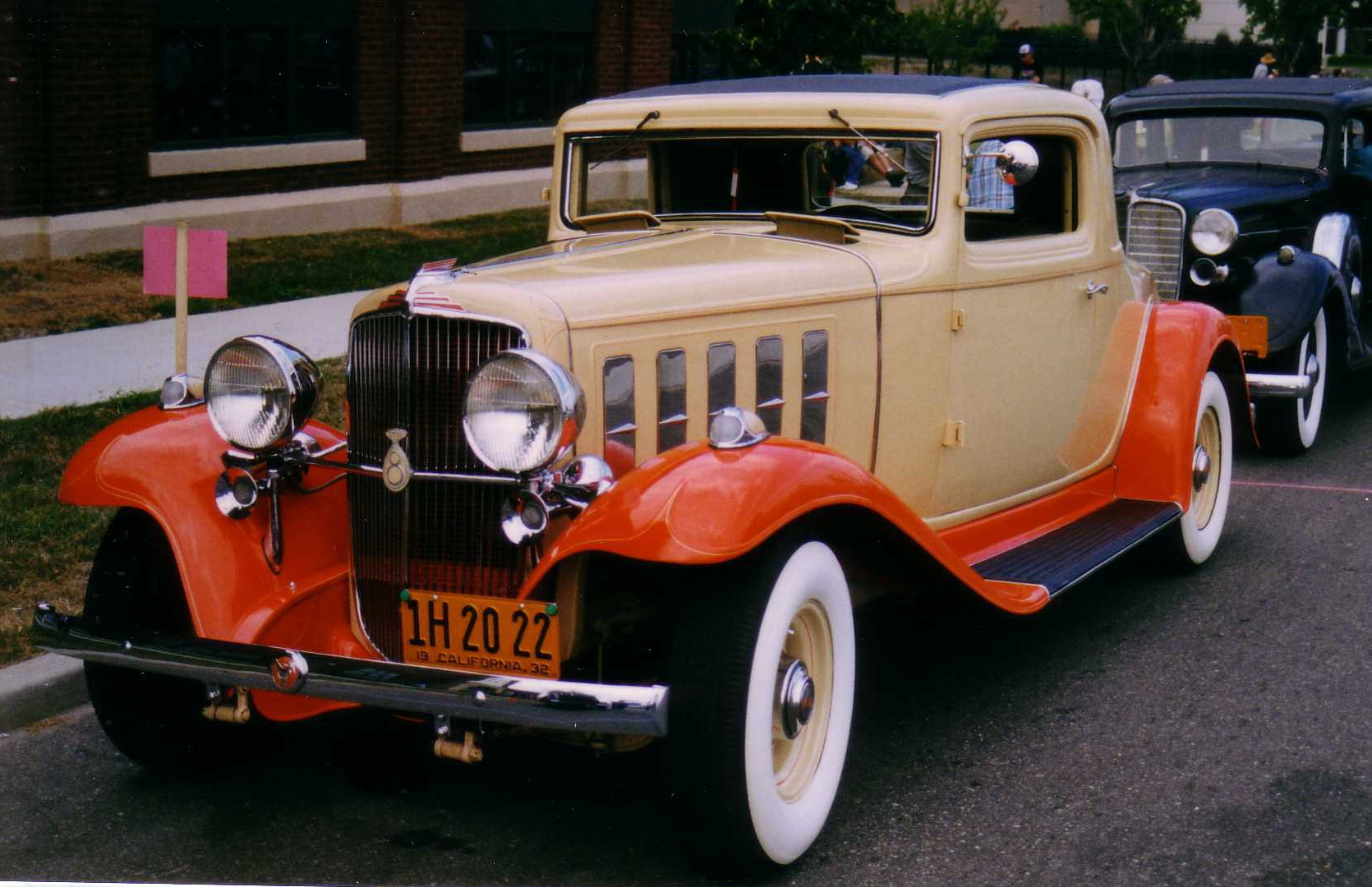
Nash 1080 Ambassador Rumble Seat Coupe

У березні 1932 року автомобілі стали оснащуватися 3-ступінчастою повністю синхронізованою коробкою передач, автоматичним централізованим змащенням шасі, головною передачею черв'ячного типу, маховиком з вільних ходом і за замовленням регульованими амортизаторами, зовні нові автомобілі можна було відрізнити за V-подібною решіткою радіатора. Модельний ряд тепер складався з 5 серій, які відрізнялися одна від одної об'ємом мотора і довжиною колісної бази. Це були: 1060 Big Six Series з базою в 2.95 м і колишнім 6-циліндровим 3.3 л двигуном, який тепер розвивав 70 к.с. (потужність піднялася завдяки новим, більш легким, поршням); 1070 Standard Eight Series з 3.07 м базою і новим 8-циліндровим 4-літровим мотором (об'єм був збільшений до 4.05 л), потужністю 85 к.с.; 1080 Special Eight Series з базою 3.25 м і 4.3 л мотором з віддачею в 100 к.с.; 1090 Advanced Eight Series з базою 3.38 м і 5.3 л стосильним двигуном; і вінець виробничої програми — 1090 Ambassador Eight Series також з 5.3 л двигуном, потужність якого була доведена до 125 к.с., а база була розтягнута до 3.61 м. Не дивлячись на те, що кількість вироблених автомобілів знизилася, фірма закінчила цей рік з прибутком, і знову її успіх зміг повторити тільки «Дженерал Моторс», той же «Форд» закінчив тоді фінансовий рік з божевільним збитком.

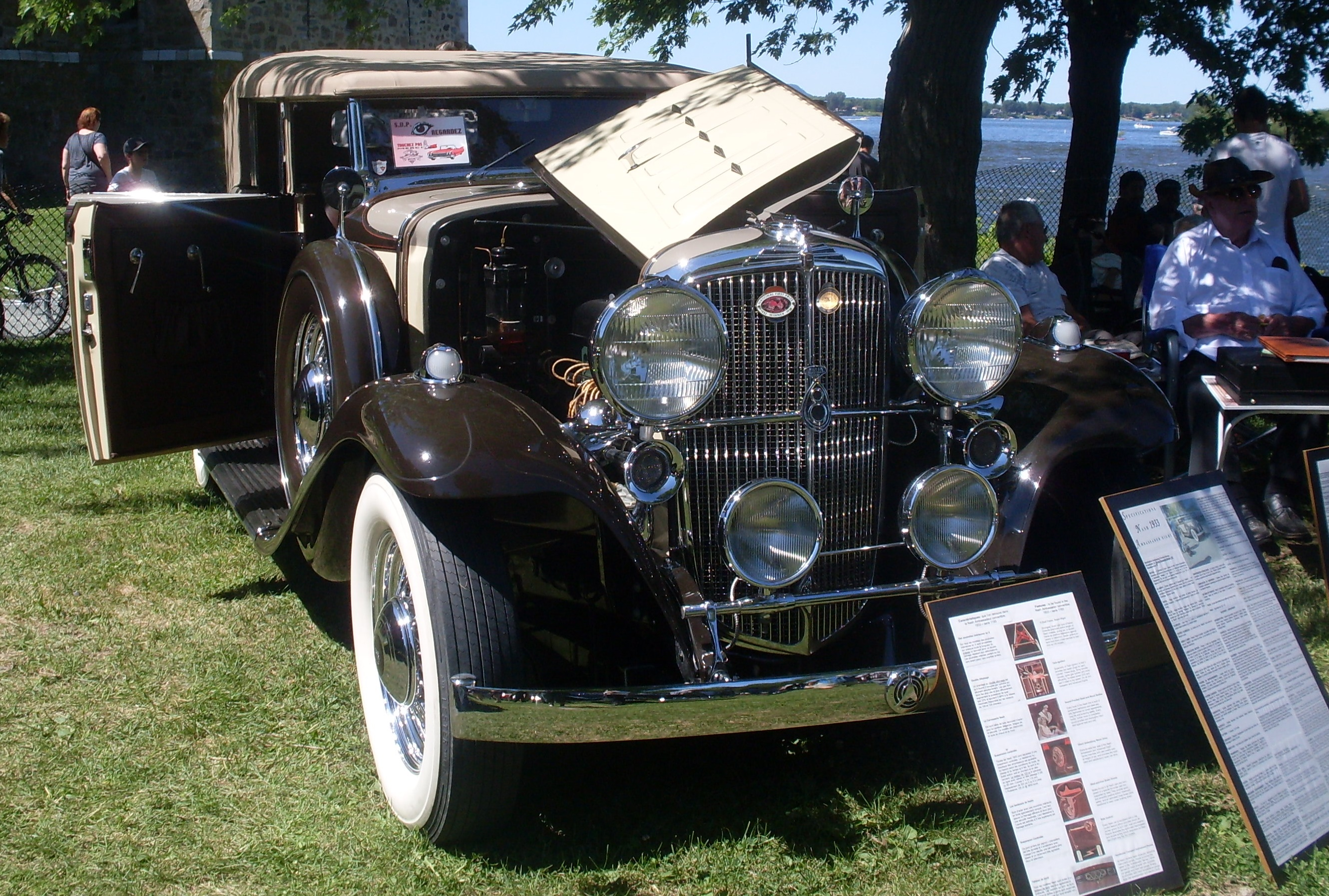
Nash 1190 Ambassador Eight Series Convertible Sedan

У 1933 році модельний ряд розширився до 6 серій: шістка стала називатися 1120 Big Six Series, попутно виріс об'єм двигуна до 3.6 л; слідом йшов 1130 Standard Eight Series — це була машина з шасі від 1120 Big Six, на які встановили 4-літровий двигун, інші були ідентичні торішнім, тільки мали дві одинички в назвах своїх серій. Однак, не дивлячись на політику ведення бізнесу, Чарльз Неш вперше у своєму житті закінчив фінансовий рік зі збитком, оскільки збут автомобілів впав до рекордно низького рівня — трохи менше 15000 примірників.

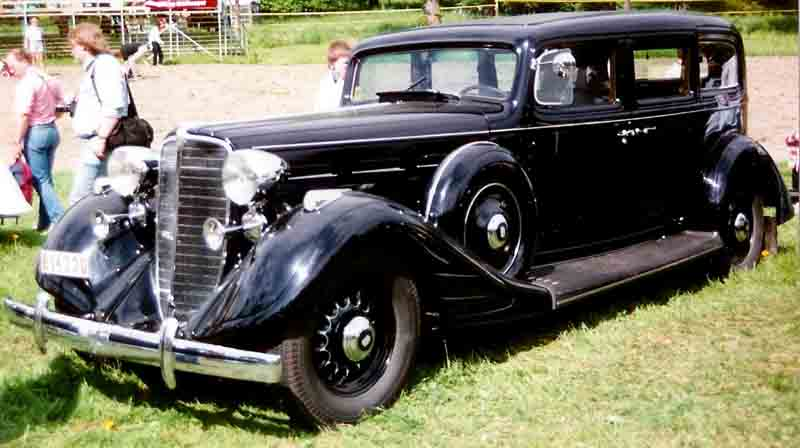
Nash 1282 Advanced Eight Series Sedan

Збитки заставили зайнятися оновленням модельного ряду, насамперед було вирішено приділити увагу дизайну, Нешем був запрошений граф Алексіс де Сахноффскі, який надав автомобілям стрімкий зовнішній вигляд з закритими задніми арками коліс, кулеподібними фарами і закругленими лініями кузова, стиль цей одержав назву «Speedstream». У цьому 1934 році у 6-циліндрової моделі, яка отримала назву 1220 Series Big Six, мотор збільшується до 3.8 л, а потужність — до 88 к.с., лінійка Standard Eight була вилучена з обігу, тому слідом йшла серія 1280 Advanced Eight Series з 4.3 л 100-сильним двигуном, і вінчала модельний ряд 1290 Ambassador Eight Series, який зменшився в габаритах в порівнянні з минулим роком, силовий агрегат залишився без змін.

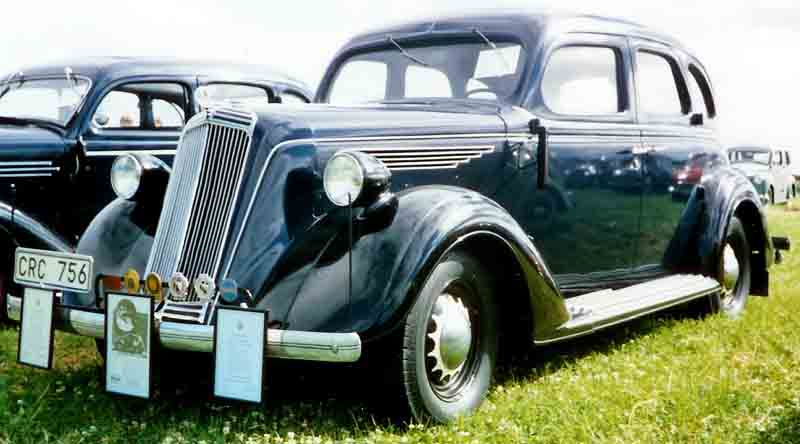
LaFayette 115 Series Touring Sedan

Представники фірми просили від Чарльза Неша, двері кабінету якого завжди були відкриті для дилерів, більш доступного автомобіля. Неш вирішується на введення нового бренду, під яким продавалися б найдешевші автомобілі зі стартовою ціною в 585 доларів. Керівництво компанії дістає з запорошених запасників призабуте ім'я маркіза Ла Файета, яке було злегка змінено, марка стала нести назву LaFayette. Під капотом нового LaFayette 110 Series розташували 6-циліндровий двигун, об'ємом 3.6 л і потужністю 75 к.с.. Загальні продажі автомобілів компанії Nash зросли майже вдвічі, проте фінансовий звіт показав, що і 1934 рік був закінчений зі збитком. 1934 року був виготовлений мільйонний автомобіль марки Nash.

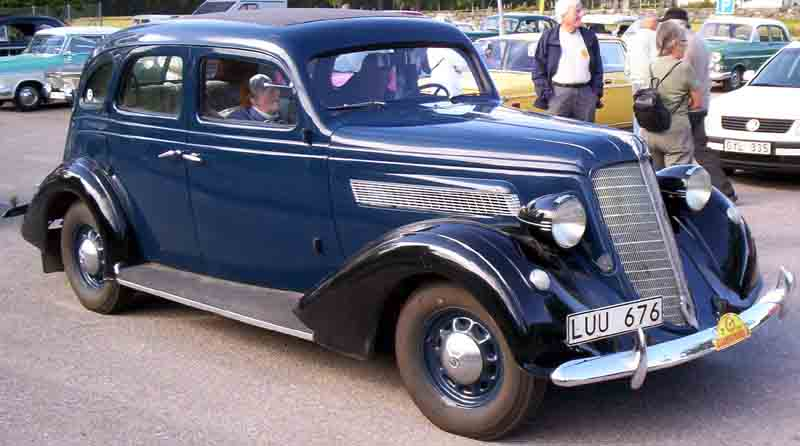
Nash Advanced Six 3520 Series Sedan

Але, не дивлячись на тривалу низку економічних невдач, Неш не збирався здаватися, і на 1935 рік пропонується радикально новий дизайн кузова, який до того ж став суцільнометалевим. Він став аеродинамічним, який так і назвали — «Aeroform», до того ж починається раціоналізація, для шестициліндрових моделей пропонується всього два типи кузова, а для моделей з рядною вісімкою — чотири. Лінійка полягала тепер з наступних моделей: LaFayette Standard Series 3510 з 3.6 л 75-сильним серцем, Nash Advanced 6 Series 3520 з 3.8 л 6-циліндровим мотором, потужністю 88 к.с.; Nash Advanced 8 Series 3580 і Nash Ambassador 8 Series 3590, що оснащувалися одним і тим же двигуном 4.3 л, потужністю 100 к.с., відмінності зводилися до обробки. Всі автомобілі отримали гідравлічний привід гальмівного механізму, а автомобілі марки LaFayette — ще й саморегулюючі ресори, які рекламувалися як «синхронізована підвіска».
За підсумками 1935 року обсяг продажів виріс до позначки в 44 000 автомобілів, але збитку не вдалося уникнути і цього року, хоча він став удвічі меншим, ніж у попередні роки.

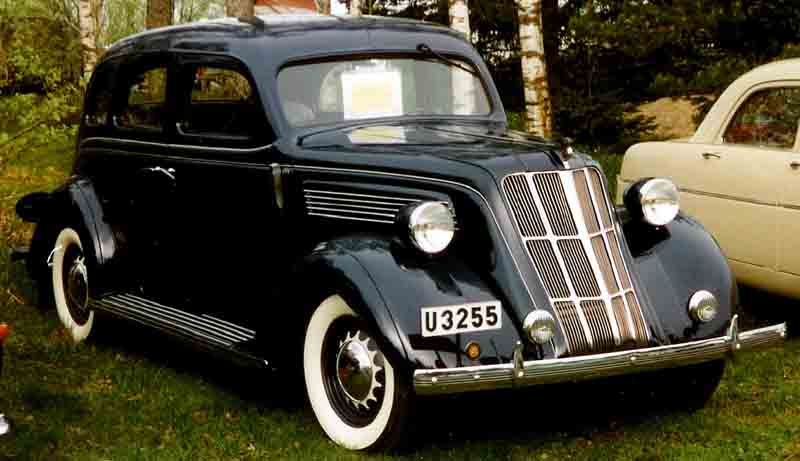
Nash 400 Standard Series 3640 Sedan

У травні 1935 року з'являється модель 400 Standard Series 3640, її оснастили 6-циліндровим 3.8 л двигуном, потужністю 90 к.с., фішкою мотора став впускний колектор, що становив з блоком мотора єдине ціле, проте, на відміну від попередніх верхньоклапанних моторів, цей двигун мав бічне розташування клапанів. Крім цього ці автомобілі стали оснащуватися овердрайвом, тобто підвищувальною передачею, вона знижувала галасливість трансмісії на останній передачі, плюс економила паливо. Торкнулися оновлення і зовнішності, так спереду замінилася фальш-радіаторна решітка, якій надали стиль водоспаду, ззаду з'явилися багажні відділення, які були виконані разом з кузовом, наявність такого багажника передбачала наявність опції «Bed-In-A-Car» — задні сидіння розкладалися в рівну площадку, створюючи таким чином ліжко, при цьому відкривався доступ до багажника з салону. За задумом творців два пасажири могли спати головою до водійського сидіння з просунутими в багажне відділення ногами.

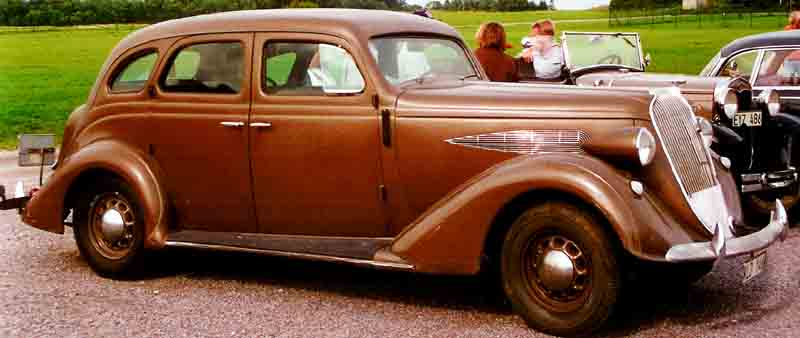
Nash Ambassador Six Series 3620 Touring Sedan

У жовтні 1935 року всі колишні серії знімаються з виробництва, їх замінюють нові машини. Модель 400 отримує видозмінений дизайн решітки радіатора, індекс теж був змінений на 400 De Luxe Series 3640A, технічно автомобіль залишився не зміненим, наступною за ранжиром у марки Nash йшла модель (всі моделі отримали єдиний дизайн) Ambassador Six Series 3620, що отримала мотор, об'ємом 3.8 л і потужністю 93 к.с., але з верхніми клапанами, трансмісія у неї була аналогічна моделі 400. Потім йшов Ambassador Super Eight Series 3680 зі 102-сильним 4.3 л 8-циліндровим мотором. Марка LaFayette представила технічно і зовні схожу на «Неші» машину Series 3610 з колишнім 3.6 л двигуном, який розвивав 83 к.с..

## Компанія Nash-Kelvinator

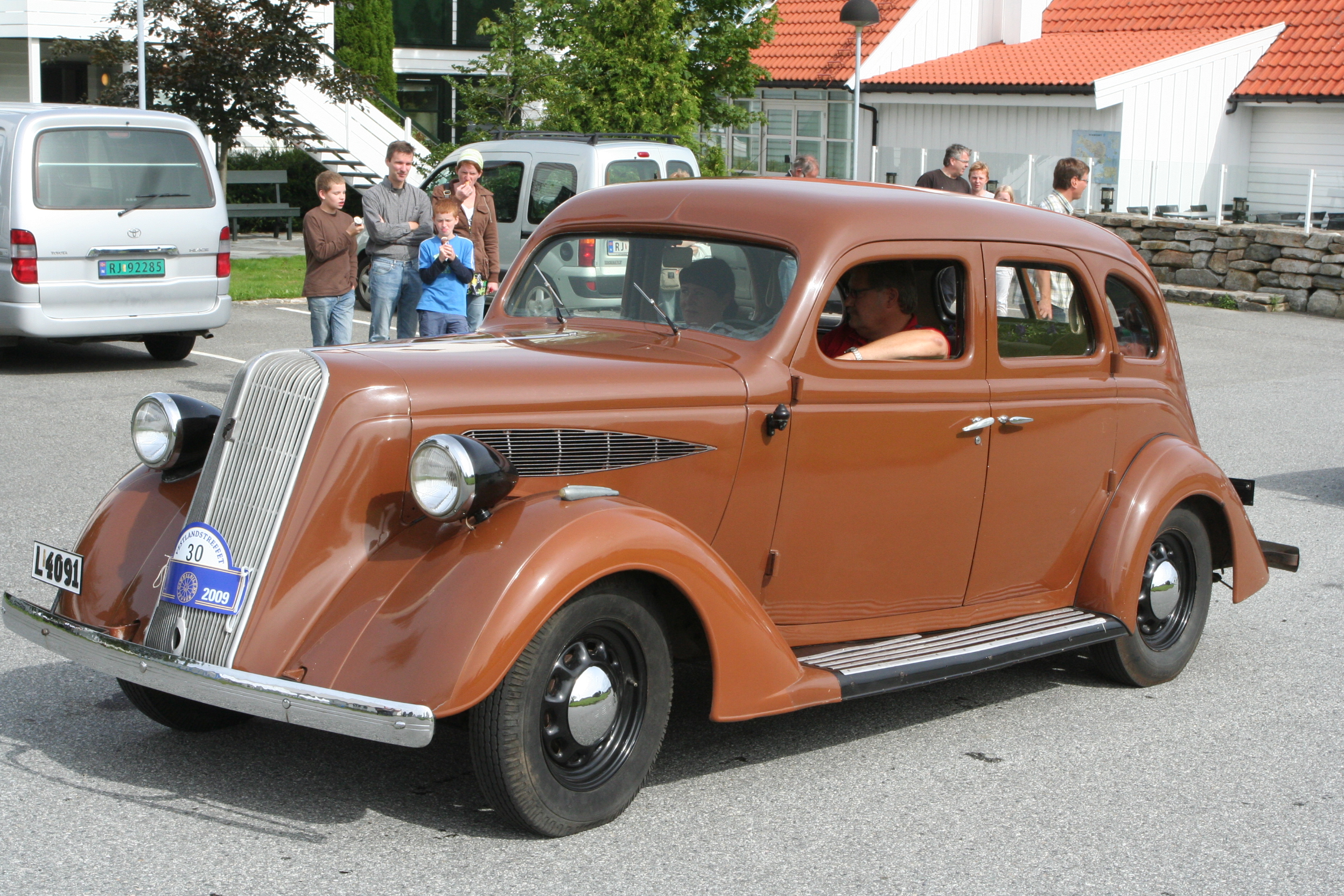
Nash 400 De Luxe Series 3648A Touring Sedan

У 1936 році Чарльз Неш, якому було вже 72 роки і який займав пост голови зборів акціонерів, починає підшукувати заміну собі, проте жодна з відомих кандидатур не влаштовувала великого керівника, він шукав такого хлопця, який був би схожим на нього і який дотримувався б його філософії керівництва. Неш звик правити по-старому, проте в 1933 році починають свою активність профспілки (які в США існували з 1842 року), Рузвельт, що прийшов до влади, змінив закони, які стосувалися мінімальної оплати і часу праці, і тепер представники робітників висували свої вимоги. Нарешті Неш за порадою Волтера Крайслера виходить на Джорджа Волтера Мейсона, главу фірми Kelvinator Company, що випускала ексклюзивні холодильники та іншу домашню кухонну техніку. Не дивлячись на кризу, компанія Мейсона не тільки не втратила своїх позицій, а й отримувала прибуток, а це була заслуга і керівника. Неш починає вмовляти Мейсона, але той відмовляється покидати свій колишній пост. Нарешті Неш запитав у Мейсона, який стояв біля витоків фірми Chrysler, що б сталося, якщо б Мейсон став його спадкоємцем. Тоді Мейсон сказав: «Тільки якщо компанії об'єднаються». Неш подумав, що General Motors володіє холодильною компанією Frigidaire, Borg-Warner теж господарює в Norge Appliance, але різниця була в тому, що ті фірми володіли компаніями, а тут повинно було здійснитися об'єднання фірм, які взагалі працювали у різних сферах. У жовтні почалося об'єднання, яке завершилося в січні 1937 року, коли президентом компанії Nash-Kelvinator стає Джордж Мейсон, а Неш хоч і йде на пенсію, але юридично залишається членом правління в реорганізованій фірмі. Неш іде на спочинок і вперше не видає різдвяні премії своїм робочим особисто, в кризові роки Чарльз Неш особисто роздавав 10-доларову премію кожному працівнику заводів, але тепер він вважав, що його зрадили його ж власні працівники, і він передав суму, призначену для премій, своїм керуючим, які й зайнялися роздачею премій. Неш передав фірму в руки Мейсона, закінчивши рік з прибутком, розміром більше мільйона доларів.
Мейсон народився в 1891 році в провінційному містечку штату Північна Дакота. У віці 15 років він вперше сів за кермо автомобіля і навчився непогано їздити, тому хлопця взяв на роботу місцевий дилер, що продавав автомобілі марки Maxwell. В обов'язки юнака входили демонстрація автомобілів і навчання управління ним. У 16 років він захопився мотокросом, хлопець ганяв на мотоциклі по бруду, посідаючи призові місця, попутно він почав продавати мотоцикли. 1909 року Мейсон вступив до Мічиганського університету, відучившись три роки на інженера і один рік на менеджменті, закінчивши університет зі ступенем бакалавра, він вирішує пов'язати свою кар'єру з автомобілями. Мейсон влаштовується в Studebaker Corp., пропрацювавши там рік, він переходить в Dodge Brothers. Перехід був пов'язаний з тим, що Вільям Вілсон, який був босом у Мейсона, перейшов з однієї фірми в іншу з такою умовою, що його підопічному теж дадуть нове місце. У 1917–1918 роках завідував арсеналом у Рок Айленді на прохання військового відомства. 1921 року Вілсон стає членом правління в Maxwell Motor Corporation, куди він був покликаний Волтером Крайслером. Вілсон, який отримав посаду віцепрезидента, відповідального за виробництво, робить своїм замом Мейсона. А через рік Мейсон у віці 31 року стає директором заводу компанії, в 1926 році Вілсон стає головою фірми, що випускала холодильники, — Copeland Products, і просить свого протеже стати віцепрезидентом у цій компанії. Через рік Мейсон стає президентом цієї компанії, яка за його ініціативою зливається з більш великою Electric Refrigeration Co, тим самим формується Kelvinator Corporation, названа на честь британського вченого лорда Кельвіна. За важкий час фірма не тільки не зазнавала збитків, але збільшила обсяг виробництва з 39000 одиниць до 306 тисяч.

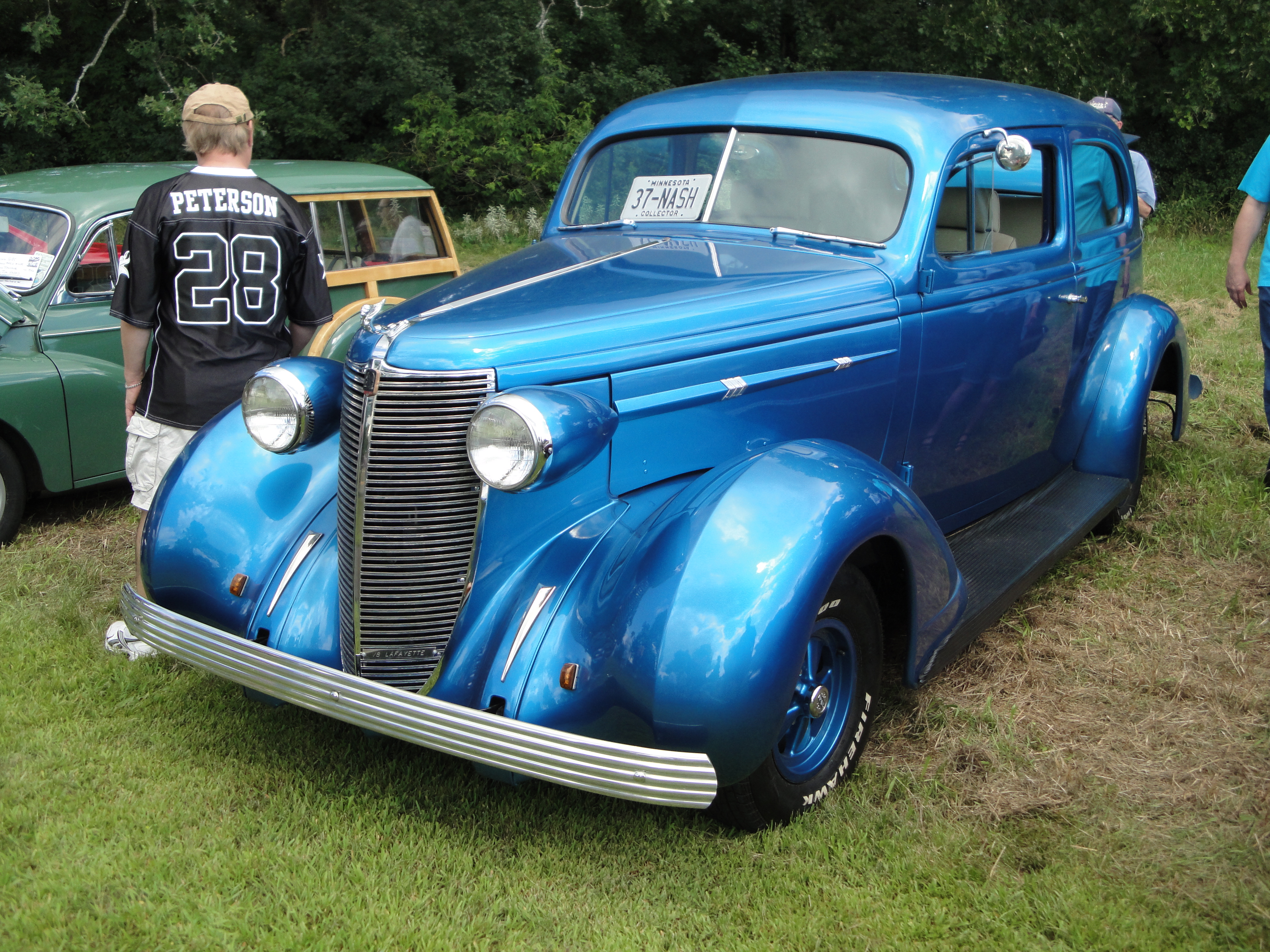
Nash Lafayette 400 Series 3712 Coupe

У 1937 році в раду директорів входить сім чоловік (п'ять з «Кельвінатора» і всього два з «Неша», причому один з цих двох — сам Чарльз Неш). Марка LaFayette вчергове йде на спочинок, однак назва на ділі нікуди не дівається, з'являється автомобіль Nash Lafayette 400 Series 3710 — той же «Неш 400», але з новими решітками радіатора і лобовим склом, розділеним на дві частини.
Іншими моделями, які були присутні в каталогах за 1937 рік, стали Ambassador 6 Series 3720 (3.8 л 95 к.с.) і Ambassador 8 Series 3780 (4.3 л і 105 к.с.), якщо технічно вони не зазнали змін, то зовні вони стали схожими на молодшу, тобто мали аналогічне оформлення лицьової частини кузова і роздвоєне лобове скло. Продажі зросли до позначки в 85 000 автомобілів, а прибуток — до 3640 тисяч доларів, проте в 1938 році продажі впали вдвічі через рецесію на ринку, плюс йшли роботи над моделлю 1941 модельного ряду, так що 1938 був закінчений з 7 млн збитком.

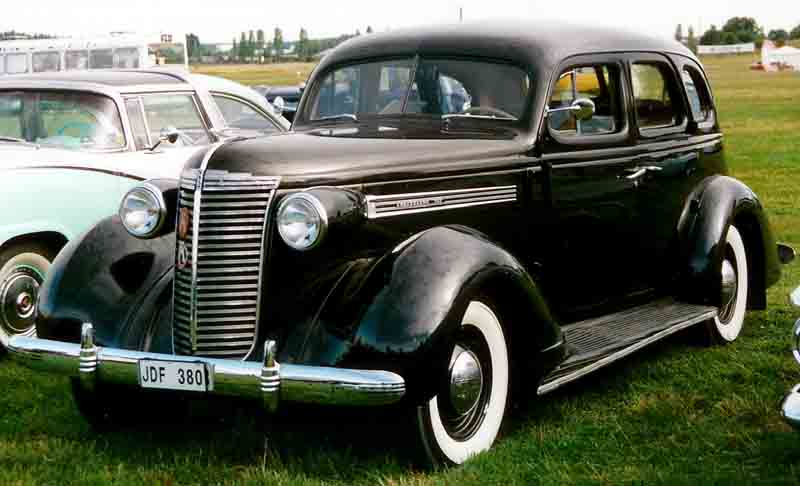
Nash Ambassador Six Series 3828 Sedan

Модельний ряд 1938 року зовні був практично ідентичним автомобілям 1937 року, але технічно був привнесений ряд інновацій, так з'явилася вакуумна коробка передач, селектор її знаходився на панелі приладів над радіо, але Evans Products Company, який розробив цей механізм, поставляв її і фірмам Studebaker та Graham. По-друге, на машинах з'являється опалювач, повітря забиралося з вулиці, нагрівалося через радіатор, з'єднаний з мотором і подавалося моторчиком в салон.

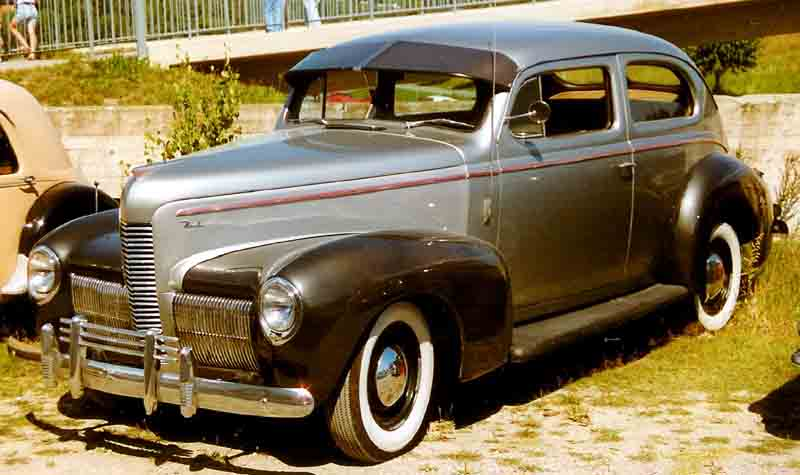
Nash Lafayette Special 4013 Series Sedan

У 1939 році система була доопрацьована і названа Weather Eye, це був перший у світі клімат контроль, і хоча системи кондиціонування в ній не було, але вона могла підтримувати задану температуру в салоні, а також мала функцію «розморожування» лобового скла. «Неш» першим у світі застосував і так званий салонний фільтр, винайшов його Ерік Нільс Вальберг. Крім цього автомобілі 1939 року відрізнялися від своїх попередників і новим дизайном кузова, авторами нової версії були Джордж Вокер (який в 50-ті створить перший Ford Thunderbird) і Дон Мортрюд, лінійка автомобілів залишилася при цьому колишньою, тобто Lafayette Special Series 3910, у якої не змінився об'єм мотора, але потужність досягла 99 к.с., у Ambassador 6 Series 3920 потужність піднялася до 105 к.с., а у Ambassador 8 Series 3980 — до 115 к.с..

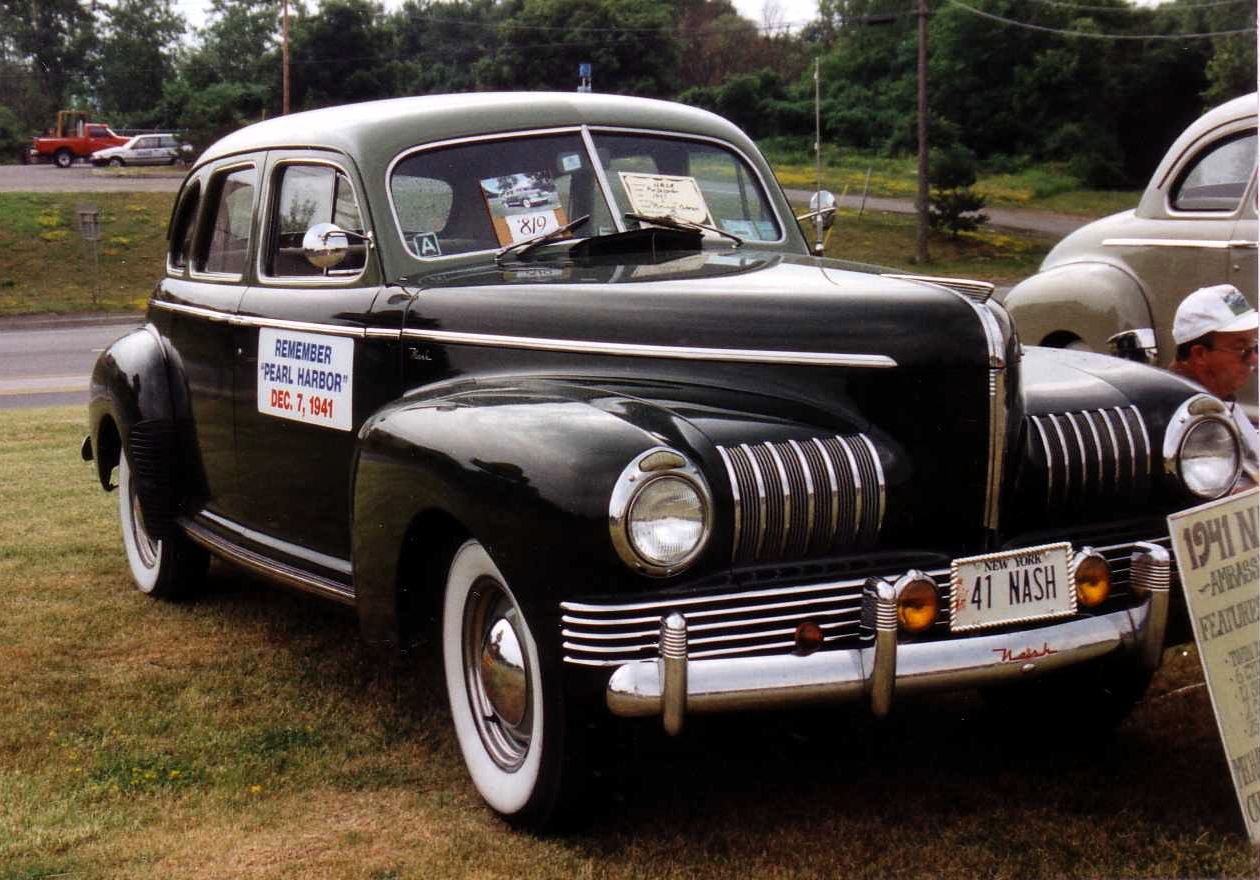
Nash Ambassador Six 4020 Touring Sedan

Продажі зросли до шістдесяти п'яти з половиною тисяч одиниць, однак збиток залишився, але вже не такий великий, як роком раніше. На 1940 рік всі автомобілі бренду «Неш» стали оснащуватися серійно спальними місцями, які до цього пропонувалися тільки на замовлення, дизайн вчергове був переглянутий. З 1935 року автомобілі марки «Неш» не мали якихось фамільних рис в дизайні, за якими можна було б пов'язати нинішні моделі з попередніми. Лінії стали більш плавними, зникли фари складної форми, місце яких зайняли круглі, решітка радіатора теж змінилася. Машина сподобалася кіношникам, і досить багато «касових» фільмів, в яких були кадри з автомобілями, світили нові «Неші» серії 40.

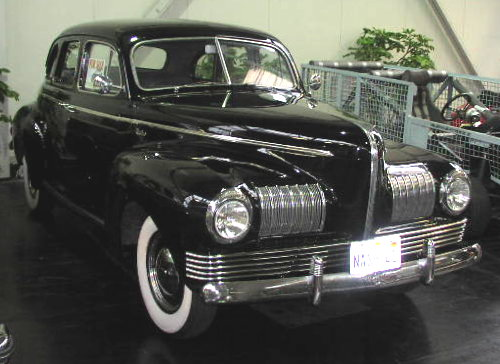
Nash Ambassador Six 4081 Series Sedan

Один з «Нешів», а саме Ambassador Eight 4082 Coupe, був навіть подарований продакшн-менеджеру компанії «Universal» Мартіну Мерфі. Технічно ж машини не зазнали жодних змін. Щоб залучити клієнтів з домаганнями, був знову акредитований граф Алексіс де Сахновський, який створив на базі 8-циліндрової моделі кабріолет з низькою поясною лінією і великою кількістю хромованого декору, але за 1940 рік було реалізовано всього одинадцять таких автомобілів з двадцяти побудованих, а всього за 1940 рік виготовили 53000 автомобілів, на 7000 менше, ніж роком раніше. Але тим не менш рік закінчився з прибутком, рівним торішнім збиткам.

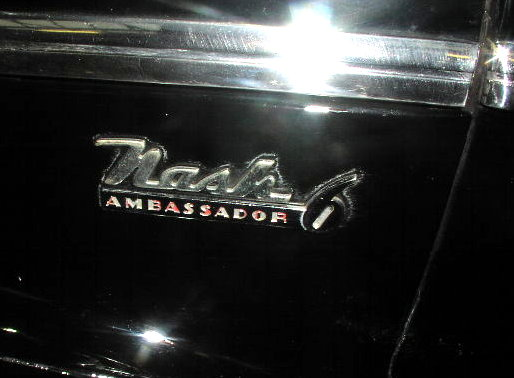
Логотип Nash Ambassador Six

У жовтні 1940 року анонсується нова модель Ambassador 600 4140 Series 1941 модельного ряду, яка стала революційною для США. Кузов автомобіля став несучим, вперше в американському масовому виробництві, підвіска всіх коліс отримала пружинну підвіску (спереду незалежну), рядний 6-циліндровий мотор був маленьким за американськими мірками, всього 2.8 л, але при цьому він розвивав 83 к.с.. Головним акцентом була економічність, автомобіль міг проїхати на одному баку (76 л) 970 км або 600 миль, звідси і назва моделі — Ambassador 600, тобто середня витрата складала 7.6 л, що дуже непогано навіть за нинішніми мірками. Ambassador 600 Series, як і його старші брати, оснащувався трансмісією з овердрайвом, причому управління КПП було на рульовій колонці, також початкова модель отримала автоматичний клімат контроль, а до кінця 1941 року оснастили її і спальними місцями, як і колишні моделі.

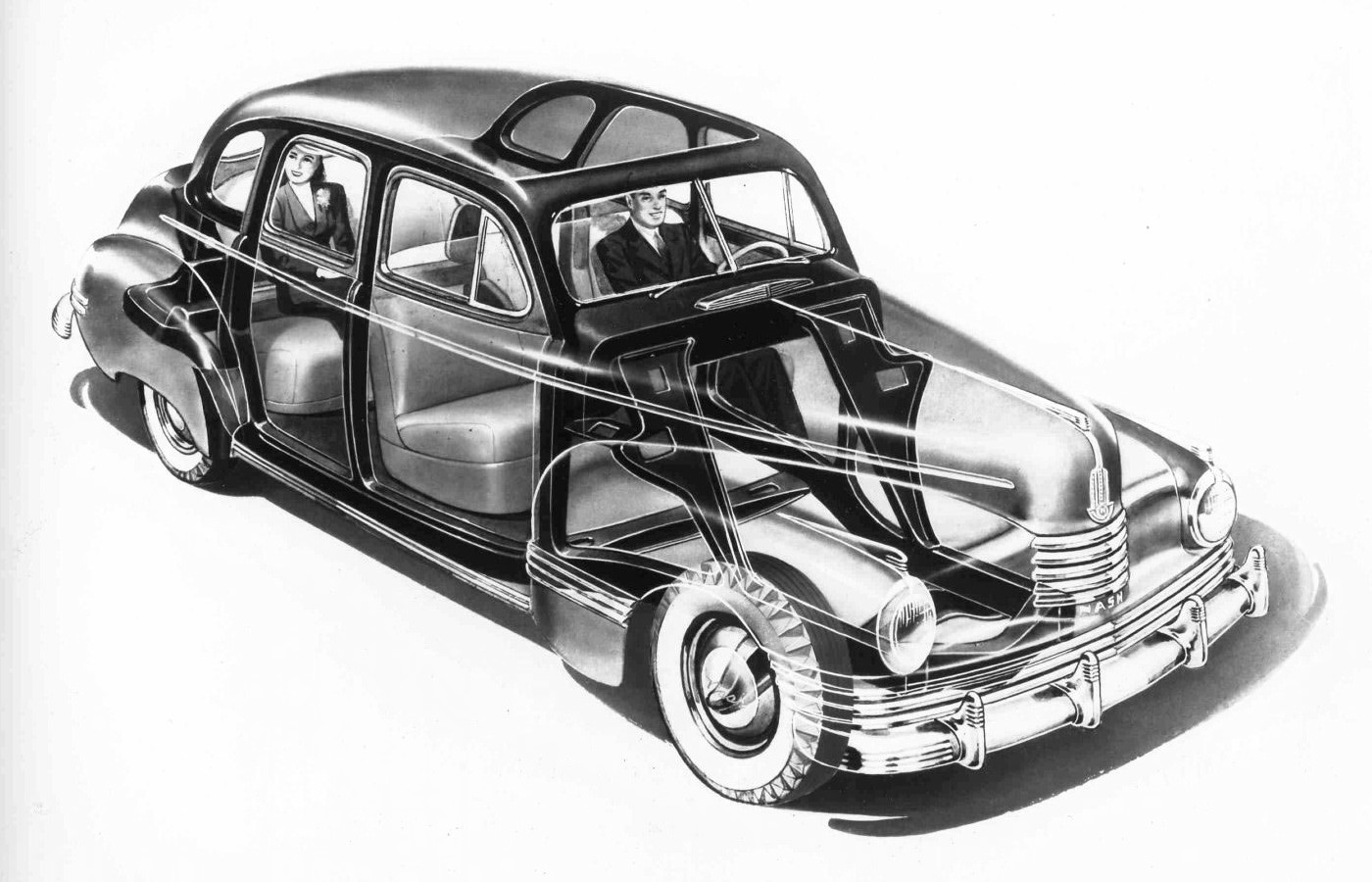
Nash Ambassador 600 4220 Series Sedan

Не дивлячись на те, що ціни на цю модель починалися з 735 доларів, що було дорожче від однокласників, наприклад, Ford коштував 600 доларів, Plymouth — 685 доларів і Chevrolet — 713 доларів, розходилася вона дуже непогано, адже рекламували її як машину 1944 року. Дві інші моделі (Ambassador Six та Ambassador Eight) мали схожий дизайн, але класичну конструкцію. У загальному заліку за 1941 рік було продано майже 90 000 автомобілів, фірма відкусила не поганий куш, але в грудні 1941 року США вступають у війну після нальоту Японії на Перл-Гарбор. Вступ США у війну збільшив на якийсь час попит на автомобілі серії 600, оскільки дефіцит палива зіграв фірмі на руку, американці вперше задумалися про економічність, при чому «Неш» ще рекламував і низький викид шкідливих газів. У січні 1942 року, встигнувши продати невелику кількість автомобілів 1942 модельного ряду, фірма переходить на виробництво військової продукції.
У перебігу війни фірма випускала авіаційну продукцію, зокрема вертольоти Сікорського (ближче до останньої стадії війни), крім авіаційних деталей поставляв «Неш-Кельвінатор» і причепи для човнів, снаряди, патрони і навіть біноклі. За час війни фірма заробила 600 млн доларів США, цифра велика за тими мірками, але компанія «Крайслер» заробила вп'ятеро більше. Військові замовлення дозволили побудувати за час війни аеродинамічну трубу, ініціатором якої був все той же Нільс Ерік Вальберг. Після закінчення війни, передбачаючи бум на автомобілі, фірма будує нові заводи в Каліфорнії і Канаді, щоб забезпечити продукцією своїх дилерів, які знаходилися в тих регіонах.

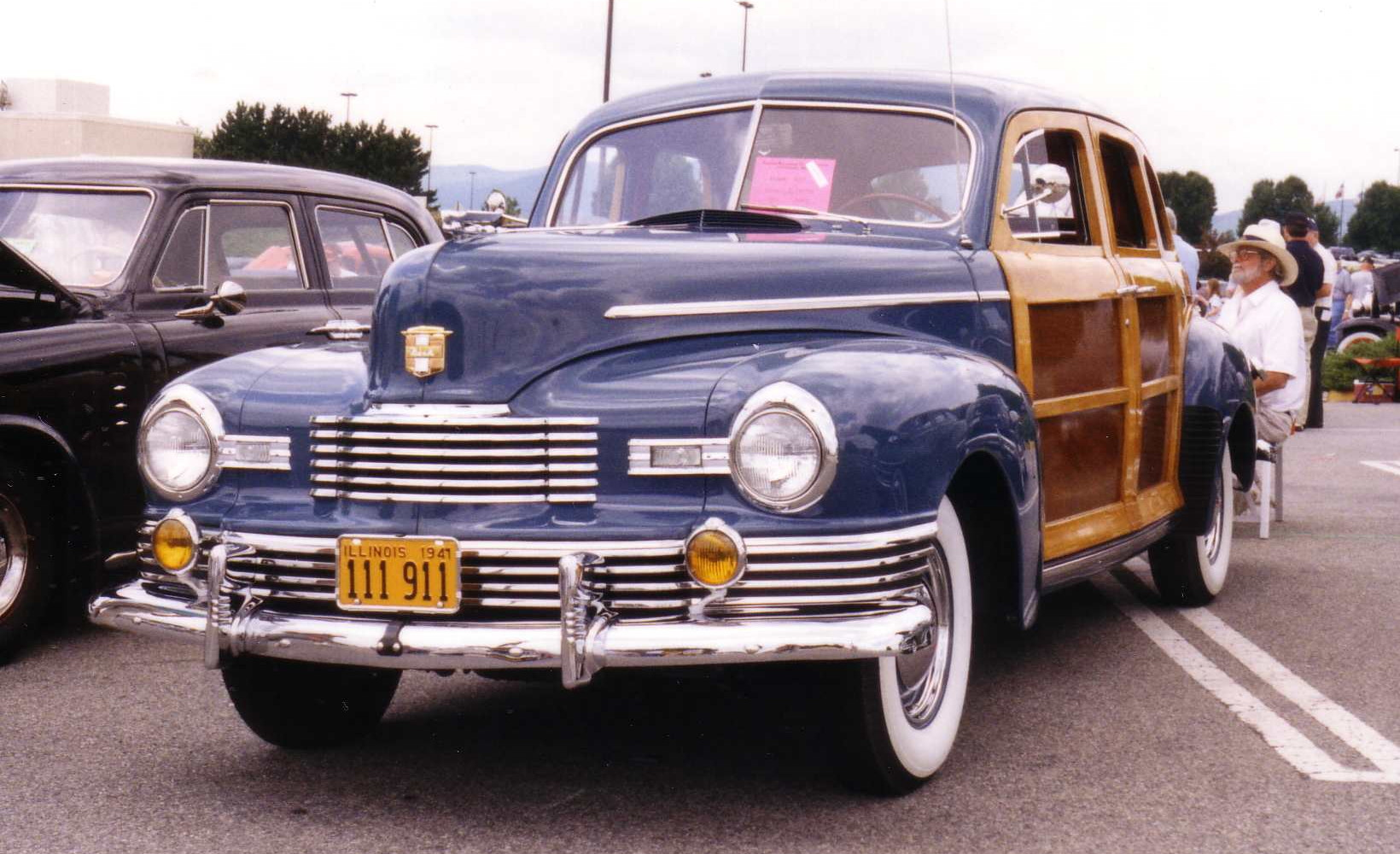
Nash Ambassador 6 Series 4660 Suburban

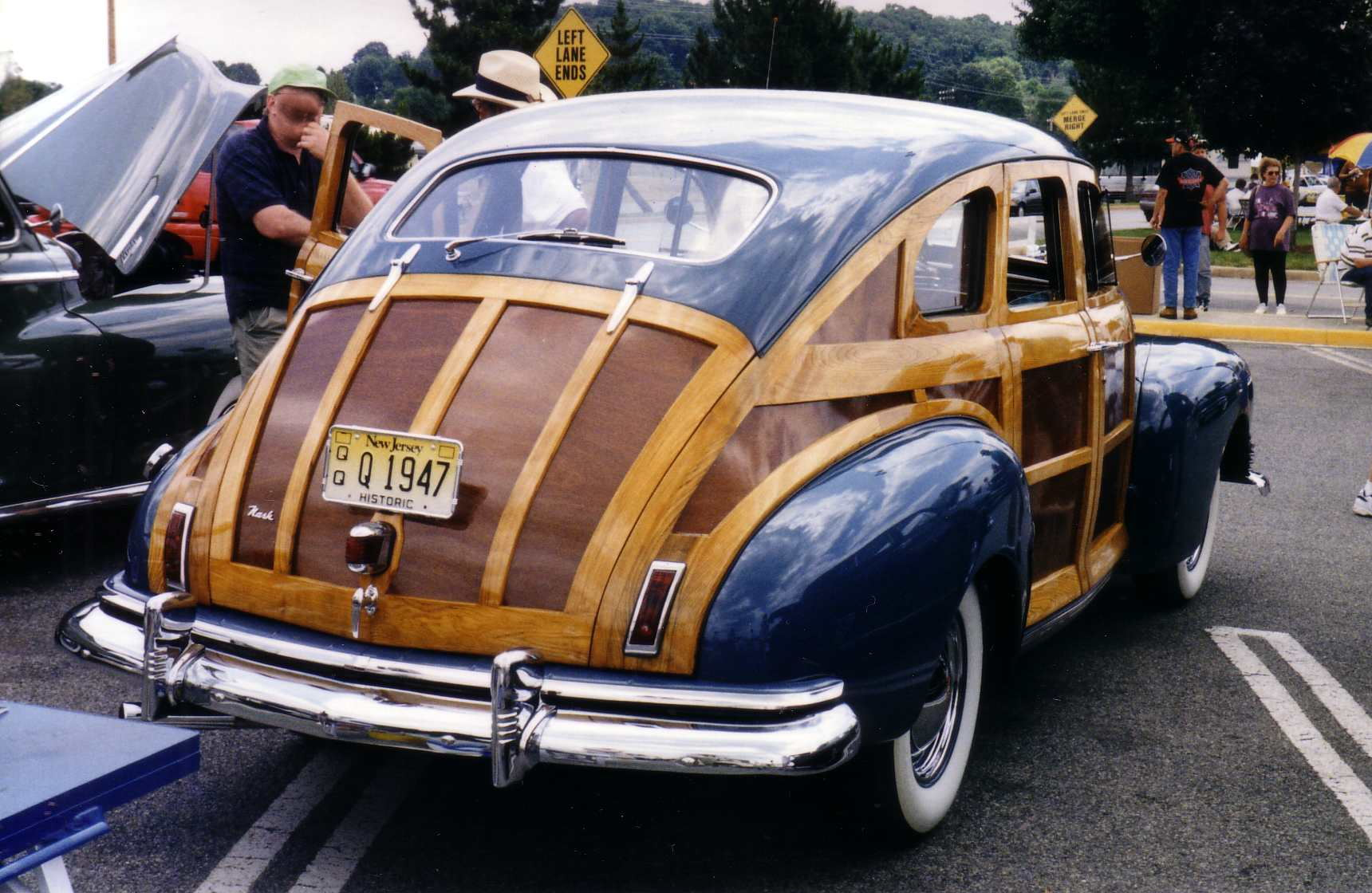
Nash Ambassador 6 Series 4660 Suburban

Перші післявоєнні автомобілі почали виготовляти вже в жовтні 1945 року, пропонувалися вони як моделі 1946 року. Спочатку пропонувалися тільки 6-циліндрові моделі, причому тільки з 4-дверним кузовом седан, від довоєнних машин їх відрізняв тільки декор решітки радіатора і габаритні вогні біля основних фар, але якщо мотор 600 Series 4640 (молодша модель втратила назву Ambassador) видавав ту ж потужність, що й колись, то у старшої Ambassador 6 Series 4660 потужність 3.8-літрового мотора зросла до 112 к.с., до кінця року було побудовано трохи більше 6000 автомобілів. На початку 1946 року в каталогах з'являються версії з кузовом купе, які називалися Brougham, і 2-дверні седани, також через брак прокатної сталі з'явилися седани Suburban з панелями кузова, виготовленими з червоного дерева. За 1946 рік було продано майже 96000 автомобілів двох серій.

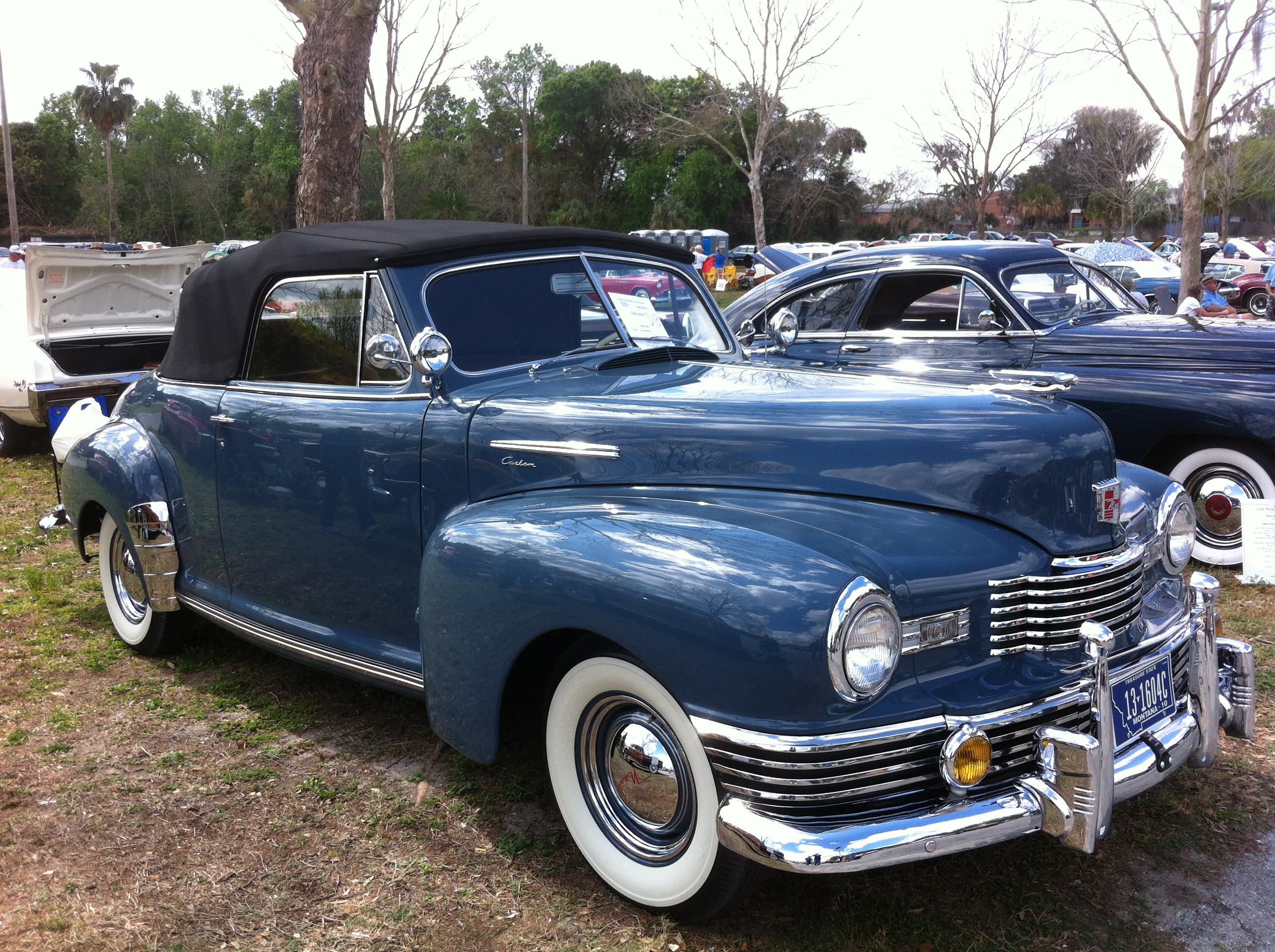
Nash Ambassador Series 4860 Convertible

У 1947 році в травні, через два роки після закінчення війни в Європі (Японія капітулювала пізніше), в США проходять перші повоєнні гонки Інді 500. Народ жадав розваг, яких у них не було довгих шість років, на роль пейскару претендувало багато фірм, але організатори гонок вибрали Nash Ambassador Six. Цей рік став унікальним для Інді 500 тим, що ніколи більше «Неш» не був пейскаром, ніколи більше 4-дверний седан не був пейскаром, і ще ніколи більше бос автомобільної компанії не ставав водієм пейскару, сам Джордж Мейсон вів автомобіль з чорним дахом. Перед стартом до Мейсона підійшов джентльмен, який був великим шанувальником потужних автомобілів і гонок, Мейсон впізнав в людині Кларка Гейбла, і коли той попросився за кермо автомобіля, Мейсон не упустив можливості сфотографувати зірку американського кіно в автомобілі своєї фірми. Роком пізніше цей же автомобіль під керуванням «Кенон Болла» Бейкера поставить рекорд по проходженню 32 км відрізка на трасі в Ешвілі, який він пройшов за 38 хвилин. На трасі було 638 поворотів і не чистий асфальт, а деколи вузька гірська дорога з калюжами і ділянками, покритими слизькою глиною.
У 1948 році у віці 84 років помирає Чарльз Неш, який не зміг пережити смерть своєї дружини Джессі, з якою він пройшов свій життєвий шлях від бідного фермера до мультимільйонера і яка пішла 10 місяцями раніше. Також у 1948 році відбувається освіження моделі, яка з'явилася 7 років тому. «Неш» наймає відому жінку-дизайнерку, німкеню Хелені Ротер, яка прибула в США в 1941 році з Парижа, де жила після отримання художньої освіти в Гамбурзі та Веймарі. З 1943 року вона жила в Детройті, де займалася промисловим дизайном, у 1947 році вона заснувала фірму Helene Rother Associates і незабаром уклала контракт з «Неш» про створення нового інтер'єру і кольорової палітри кузовів. 1948 року також починається виробництво кабріолетів, «Сабербен» пропонувався останній рік (в 1949 році їх вже не пропонували, а за всі три роки, що їх випускали, було продано всього близько 1000 авто, тому що вони були доволі дорогими).

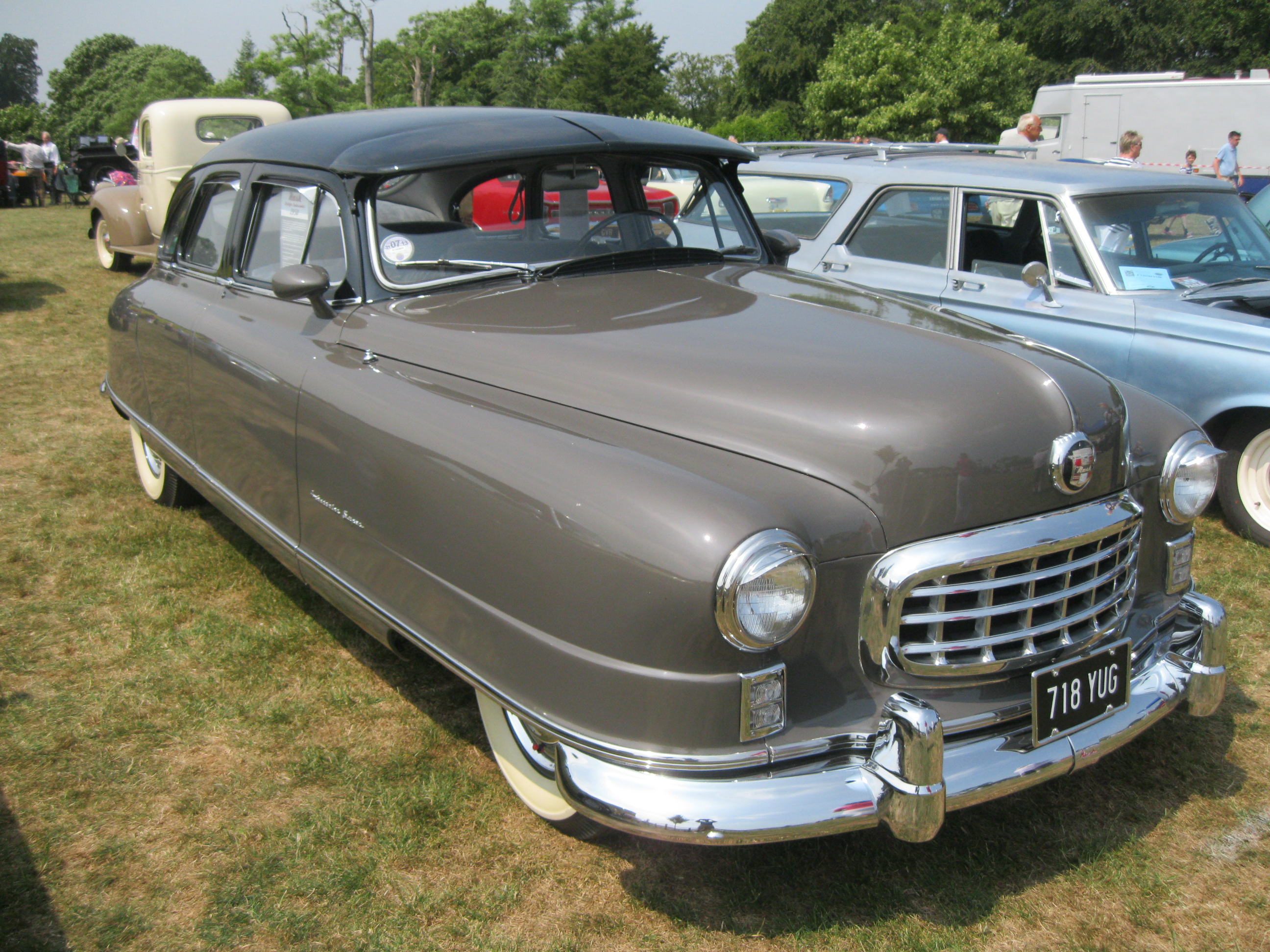
Nash 600 Series 4948 Super Sedan

Наприкінці 1949 року подається нова лінійка автомобілів з новим дизайном. Під час війни Вальберг захопився аеродинамікою, і під його впливом фірма будує один з перших аеродинамічних тунелів, призначених для розробки автомобілів. Вальберг спільно з Теодором Ульріхом приходять до думки, що автомобільний кузов зменшує повітряний опір на 20%, якщо арки коліс були закриті, тому серійні кузови нового стилю, названого Airflyte, обзавелися такою сімейною рисою. 600 модель серії 40 отримує кілька версій обробки: Super, Super Custom і Super Special; старша модель Ambassador 60 Series мала всього дві комплектації — Custom і Super Special. Крім закритих арок кузов автомобіля також отримав панорамне лобове скло, у попередній серії воно складалося з двох половинок. У салоні панель приладів, розроблена Роттер, була зібрана в один круглий блок, розташований над рульовою колонкою, в ліжко тепер можна перетворити і передні сидіння.

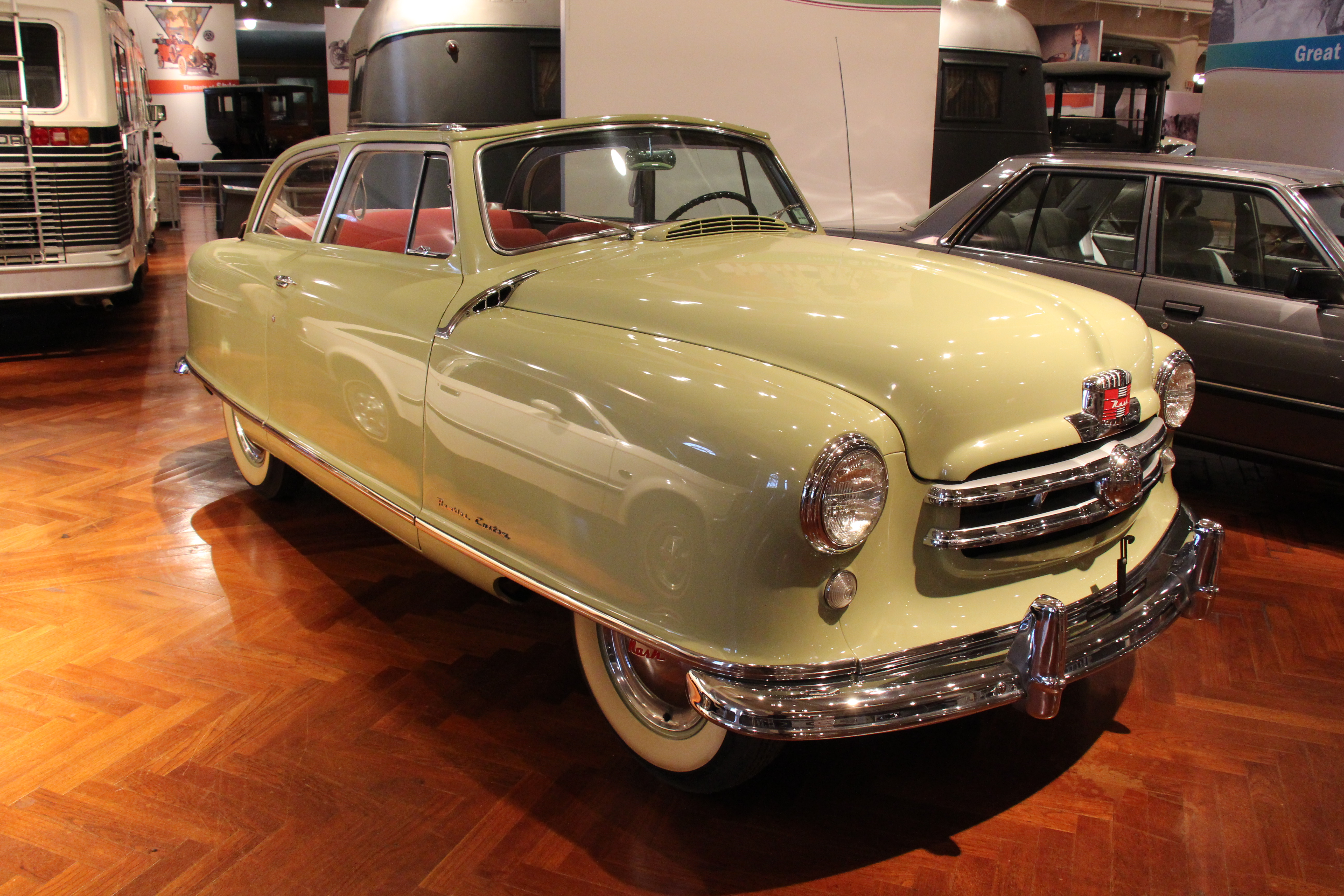
Nash Rambler Series 5010 Convertible Landau

У березні 1950 року на ринок виводиться новий гравець, у своєму роді унікальний для США. Мейсон був досить великим чоловіком, зростом далеко за 1.80 і вагою за 130 кг, але при цьому він обожнював маленькі автомобілі. Новий автомобіль був не великим за американськими мірками — всього 4 м 47 см в довжину, проте не дрібним за європейськими масштабами. Під капотом машини був знайомий по моделі 600 2.8 л 82-сильний 6-циліндровий мотор, спочатку новинку хотіли назвати Diplomat за аналогією старшої моделі Ambassador і Statesman, що дебютувала в 1950 році, яка була перейменованою моделлю 600. Однак у цей же час на ринку з'являється 2-дверний хардтоп з емблемою Dodge на капоті і вензелем Diplomate на багажнику, тому Мейсон і його команда починають мозковий штурм. Тут комусь спадає на думку назвати модель по марці автомобілів, які випускалися раніше на заводі в Кеноші, тобто Rambler. Ще однією особливістю стало те, що нова машина дебютувала не з кузовом седан або фастбек, як його конкурент Henri J від фірми Kaiser, а з відкритим. Вже до 1940 року змінилася цінова політика, якщо раніше найдоступніші машини пропонувалися з відкритими кузовами, а закриті були в кілька разів дорожчими, то тепер відкриті версії стали більш дорогими. Але Rambler 5010 не був банальним кабріолетом, а мав закриті віконні рами, тобто це був фаетон за подобою радянської «Перемоги» або «Москвича» (які запозичили такі типи з Німеччини, де до війни були популярні кабріо-лімузини, але відкритими ці машини були через брак прокатної сталі), але на самому «Неші» кузов називали Convertible Landau, що є заплутуванням клієнта. Ландо — це коли дах і стійки, покриті вінілом, імітують піднятий верх відкритого екіпажу і на стійках є фальш-механізми даху. На такий маркетинговий крок Мейсон пішов заради того, щоб покупець не подумав, що перед ним банальний маленький дешевий седан, який йому не хотілося б купувати, а краще він купить б/в, але більший авто. А тут наліт на престиж, який навпаки приваблював покупців, що й було видно з продажу, марка «Неш» встановила рекорд свого життя — 191865 проданих автомобілів. Кузов «Ремблера», не дивлячись на те, що був відкритим, він був несучим, так само, як і кузов моделі 600, що було унікальним випадком в американській практиці. Це була перша відкрита машина з несучим кузовом в США.
Модель 600 перейменували в Statesman, ніяких технічних удосконалень не сталося, і хоча модель Ambassador теж практично не змінилася, але в її списку опцій з'явилася автоматична коробка передач, що поставлялася General Motors, тим самим «Неш» став першою компанією, яка стала оснащувати свої автомобілі коробками фірми GM, потім й інші компанії стали закуповувати автомати.
У січні 1950 року шоу-руми фірми відвідало близько 250 000 чоловік, і всі з одним мотивом, потенційних клієнтів попросили оцінити новий концептуальний автомобіль Nash NXI (Nash Experimental International). Мейсон був великим шанувальником маленьких автомобілів, тому прийшла йому в голову ідея запустити малолітражку. Щоб знизити собівартість автомобіля, було вирішено виготовляти його в Європі і на європейських агрегатах, як партнера Мейсон бачив італійський Fiat. Американці планували випускати автомобілі з 570-кубовим 18-сильним і 1.1 л 36-сильним агрегатами, для любителів швидшої їзди можна було б замовити мотори від Cisitalia. Перший прототип Біллі Флайоле був побудований на базі Fiat Topolino з 570-кубовим мотором. Автомобіль був не тільки унікальним через свої габарити (хоча в США був уже виробник мінікарів Crossley), скільки тим, що у нього капот являв собою єдине ціле з крилами, і відкидався вперед цілим елементом, полегшуючи допуск до мотора. Плюс відкритий кузов мав несучу конструкцію, чого не було раніше на автомобілях такого класу в США.
Восени 1950 року на автосалоні в Парижі дебютував відкритий спортивний автомобіль марки Nash-Healey, який викликав певний інтерес у публіки. Історія його створення по своєму цікава. 1949 року Чарльз Мейсон подорожував на круїзному лайнері «Queen Elizabeth», на верхній палубі він познайомився з людиною на ім'я Дональд Хілі, цей колишній британський військовий льотчик вирішив зайнятися після війни виробництвом гоночних автомобілів і досяг успіху в цій ніші. Знайомство панів зав'язалося не на автомобільній темі, а на ґрунті фотографії, Мейсон і Хілі захоплювалися фото, і останній зауважив у огрядного джентльмена дорогий і складний апарат. Щоб продовжити бесіду, Мейсон запросив на келих коньяку Хілі до себе в номер.
Там Хілі повідав про те, що він побудував гоночний автомобіль Бріггсу Каннінгему з мотором V8 від Cadillac. Гоночний автомобіль виявився успішним, і тепер він вирушає до Детройта, щоб укласти договір про поставку таких двигунів для своєї компанії Donald Healey Motor Company. Мейсон сказав, що він президент Nash-Kelvinator, і якщо люди з General Motors відмовляться співпрацювати, то нехай заїде до нього на зворотному шляху погостювати. У підсумку Хілі приїхав на поріг будинку Мейсона, де і повідомив, що Ед Коул досить різко дав зрозуміти, що Cadillac не бажає продавати на сторону свої двигуни. Хілі здивувався, коли Мейсон не тільки погодився постачати йому 3.8 л двигуни від Ambassador, але і попросив побудувати спортивний автомобіль з вузлами концерну Nash-Kelvinator. Хілі до літа будує на подовженому і розширеному шасі Healey Silverstone родстер з алюмінієвим кузовом. Як двигун, коробка передач, редуктор і елементи задньої підвіски (у праотця були листові ресори, які замінили пружинами) використовувалися агрегати від Nash Ambassador. Однак Хілі не міг не залізти в двигун, так головку замінили на легку з алюмінієвих сплавів, також він встановив здвоєні карбюратори SU, всі ці дії в підсумку підійняли потужність мотора з 112 к.с. до 125. Прототип автомобіля бере участь у 24-годинних перегонах Ле-Ман наприкінці червня 1950 року, на марафон було заявлено 60 екіпажів, серед яких був і екіпаж Тоні Ролта і Данкана Гамільтона. Після закінчення 24 годин екіпаж британців фінішує четвертим у загальному заліку і третім у своєму класі, Nash-Healey поступився тільки французам на Talbot-Lago з 4.5 л двигуном і британському Allard J2 з 5.4 л двигуном від Cadillac, залишивши позаду себе Aston Martin, Delage, Bentley, Jaguar та інших значних конкурентів, всі три Ferrari взагалі не дійшли до фінішу. Це був фурор, автомобіль бренду, який ніколи не захоплювався автоспортом і мав імідж «тачки для дідусів», дебютував дуже вдало.

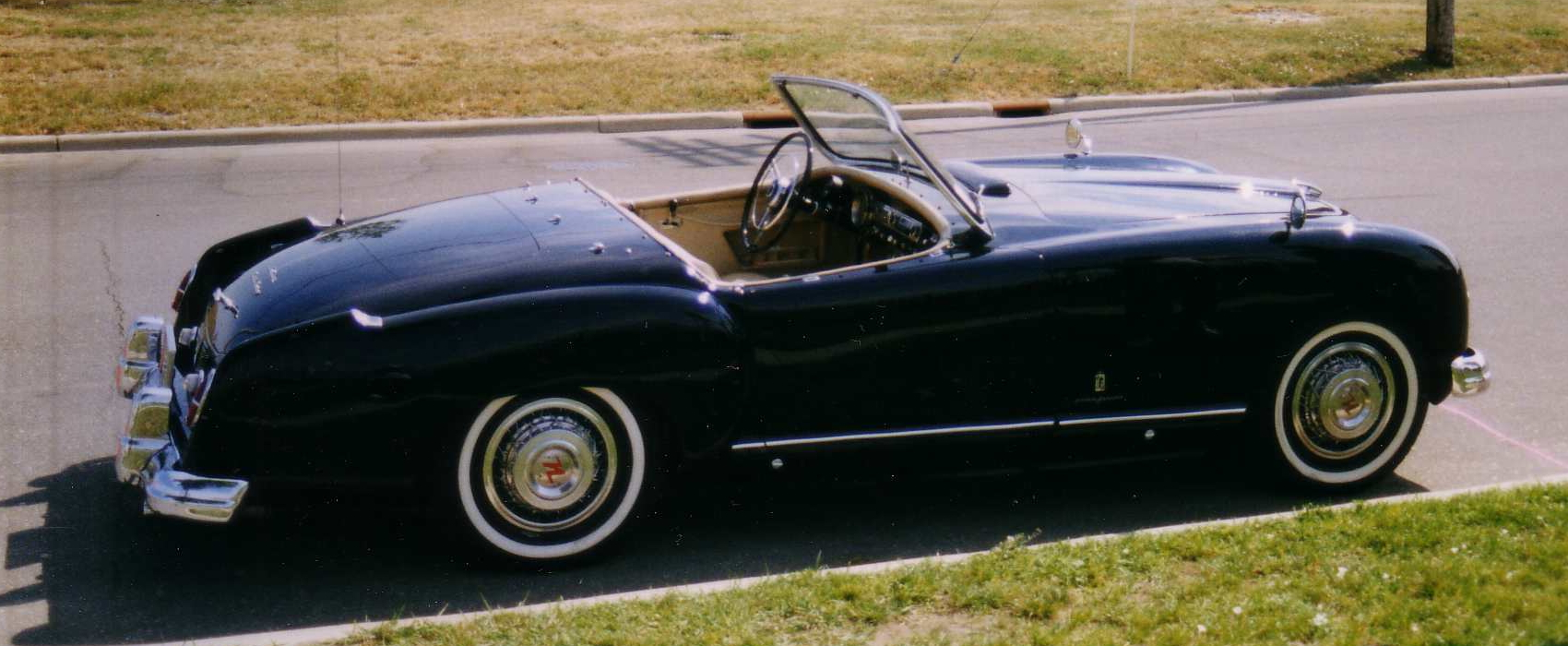
Nash-Healey 25160 Roadster

У жовтні 1950 року автомобіль дебютує в Парижі, через чотири місяці машину показують і на автосалоні в Чикаго, після чого починаються продажі новинки.
Складання автомобілів відбувалося в Англії, туди вирушали механічні вузли, деталі екстер'єру (решітка радіатора, фари і т. д.) і елементи салону, кузов з алюмінію поставляла бірмінгемська контора Panelcraft Sheet Metal. Всі ці логістичні заморочки збільшували ціну автомобіля до позначки в 3700 доларів.

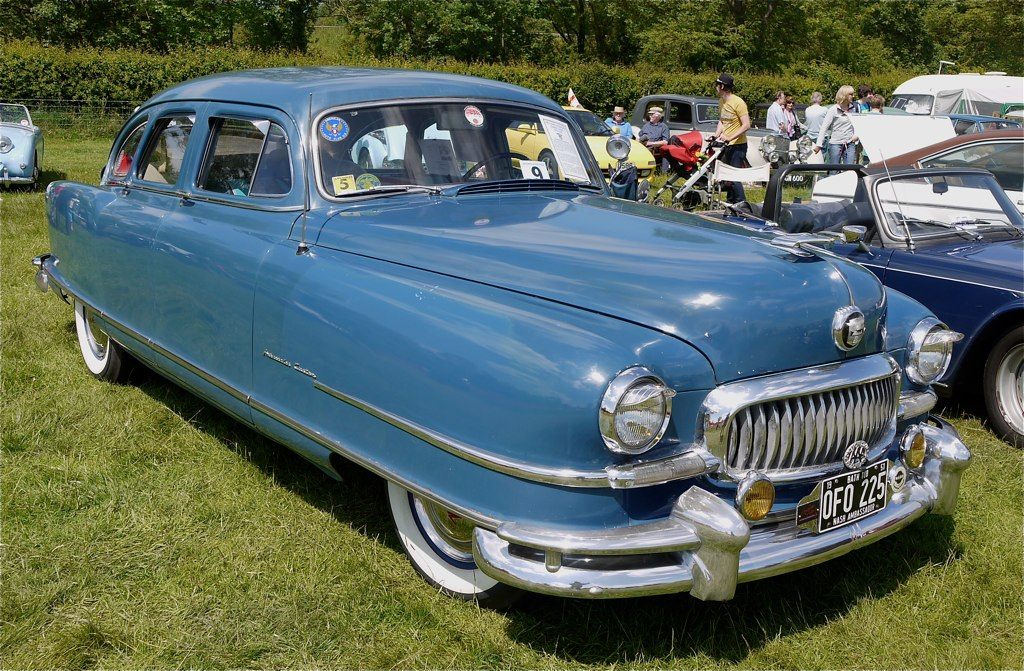
Nash Ambassador Super Series 5160 Sedan

На початку 1951 року мадам Ротер узяла участь у Паризькій автомобільній виставці, представляючи продукцію фірми «Неш», там вона познайомилася в Батістою Пінін Фаріною, так зав'язалися ділові зв'язки між американською компанією та італійським дизайнером. Пінін Фаріна береться модернізувати модельний ряд фірми, а поки ведуться роботи над новими автомобілями, злегка оновлюються існуючі моделі. Так в цей час починає набирати популярність мода з авіаційними нотками, старші Ambassador і Statesman обзаводяться кілями на задніх крилах, тим самим руйнуючи цілісний зовнішній вигляд колишньої моделі. Унікальна комбінація приладів «Уніскоп» (круглий прилад, схожий на спідометр мотоцикла, в якому були розміщені всі контрольні лампочки), була замінена на розташовану на панелі приладів, яку спроєктувала Ротер.

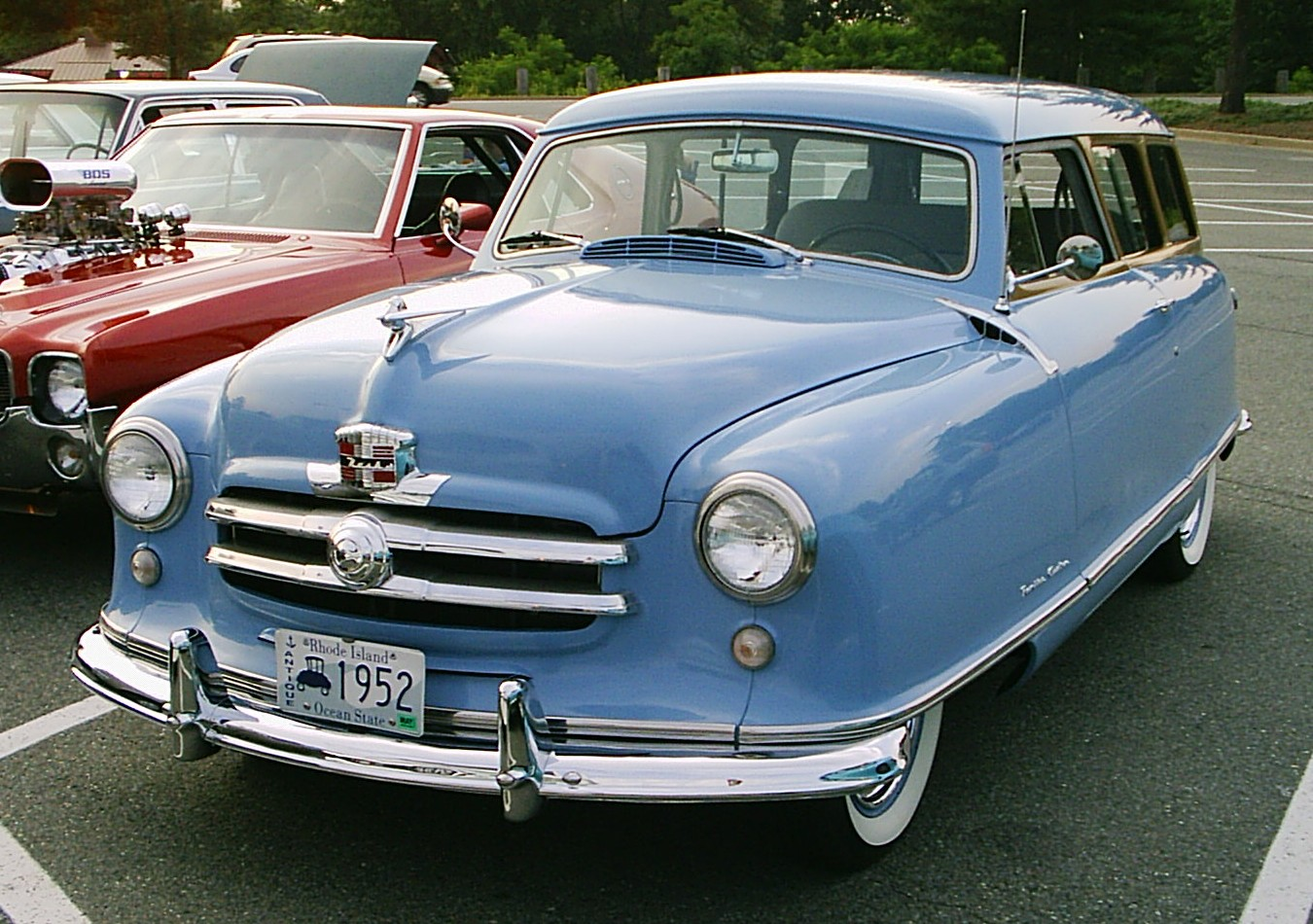
Nash Rambler Series 5110 Station Wagon Custom

Молодша модель Rambler в липні обзаводиться новими версіями, насамперед з закритим дахом, це був хардтоп, який отримав назву Country Club. Крім цього модельний ряд розширюється універсалом — Station Wagon, який завойовує особливу популярність. Ця машина склала 22% від числа продажів універсалів в США за 1951 рік.
Також влітку перший післявоєнний американський спортивний автомобіль, здатний розвивати 200 км на годину (а в гоночній версії і зовсім 230 км на годину) і розганятися до 100 км на годину за 9,8 секунди, знову бере участь у французькому 24-годинному марафоні. Однак цього разу п'єдестал пошани тандему Ролт-Гамільтон не скорився, вони приходять шостими у загальному заліку і четвертими в своєму класі (від 3 до 5 літрів), пропускаючи вперед більш потужні Jaguar XK-120C і два Talbot-Lago T26 GS, але випереджаючи при цьому таку легенду як Ferrari, що все одно варто дорогого, враховуючи, що у марші Nash взагалі ніякого досвіду в цій справі до цього не було, досвід був у Дональда Хілі.

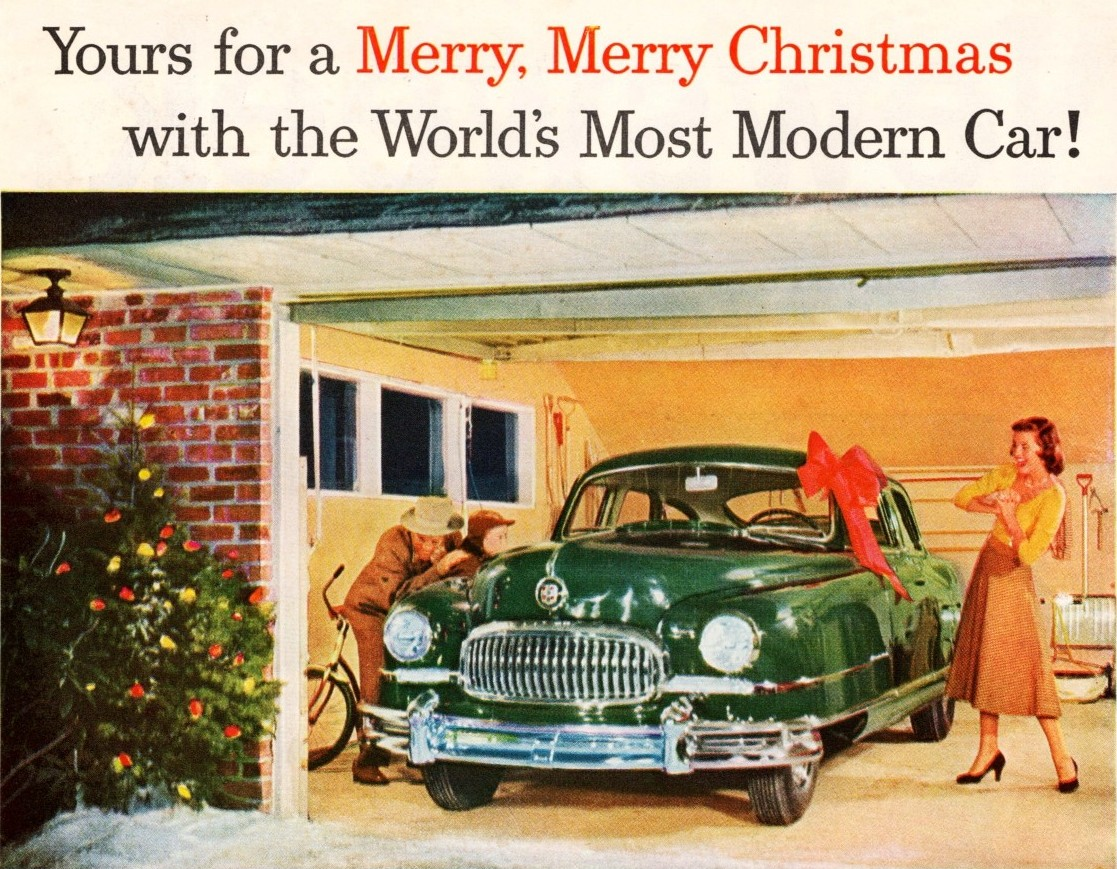
Nash Ambassador Custom Series 5160 Sedan

У 1952 році фірма відзначала свій 50-річний ювілей, звіт вівся від перших випущених Джеффрі автомобілів марки Rambler, оскільки Чарльз Неш просто перейменував підприємство. Неш свого часу викупив не тільки фірму Джеффрі, але і його віллу на березі озера. Ювілей вирішено було відзначити повним оновленням дизайну, над яким роком раніше став працювати Батіста Фаріна. В першу чергу старші Ambassador і Statesman отримують нові кузови типу седан замість вже застарілих фастбеків. Ще в 1951 році майбутній маестро будує прототип, на якому він вирішує прибрати закриті передні крила, також Фаріна встановив передні фари в ґрати радіатора. Все це надавало автомобілю занадто європейський вигляд, і хоча шеф-дизайнери фірми Вільям Реддіг і Едмунд Андерсон (колишній до війни глава відділу стилю фірми Oldsmobile) були у захваті від прототипу, керівництво фірми машину не прийняло.

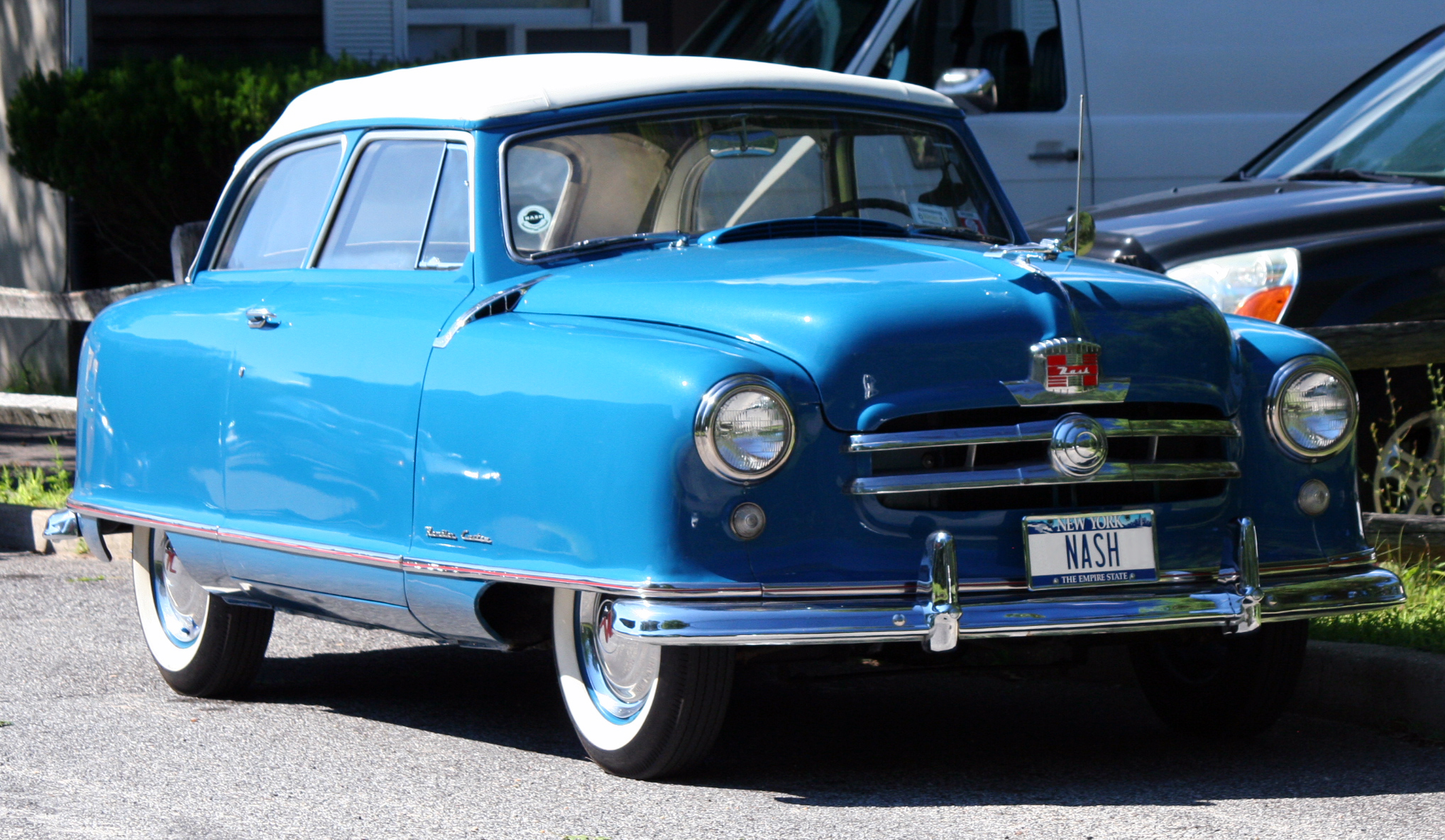
Nash Rambler 5265 Convertible

Мейсону машина сподобалася і він навіть дав відмашку на запуск її у виробництво, проте Мід Мур, який змінив Вальберга на посту шеф-конструктора, чинив опір і натиснув на Мейсона, так що довелося Андерсону в терміновому порядку вносити корективи у зовнішній вигляд італійського дизайну, так передні і задні крила з корпоративної традиції зробили закритими, ґрати радіатора збільшили в розмірі, а фари винесли на передні крила. Салон з новою панеллю приладів був відданий на відкуп мадам Ротер. Серед технічних особливостей прикметною була незалежна передня підвіска з пружинами, які були встановлені не в підрамнику, а зверху, тобто зразок стійки МакФерсона, яка дебютувала роком раніше на європейських моделях марки Ford, але «Нешовська» версія отримала назву Aeroflex. Завдяки новій підвісці Nash Ambassador вважався самим комфортабельним автомобілем у своєму класі на території США. Модель Statesman отримує 3-літровий двигун, який отримав гучне ім'я Super Flying Scot, але потужність мотора зросла всього до 88 к.с., Ambassador отримав 120-сильний 4.2 л двигун, прозваний Super Jetfire. Компанія рекламувала його як один з двох шестициліндрових двигунів у світі, який має сім корінних підшипників колінчастого вала, тобто такою фішкою володів тільки Nash і Rolls-Royce.

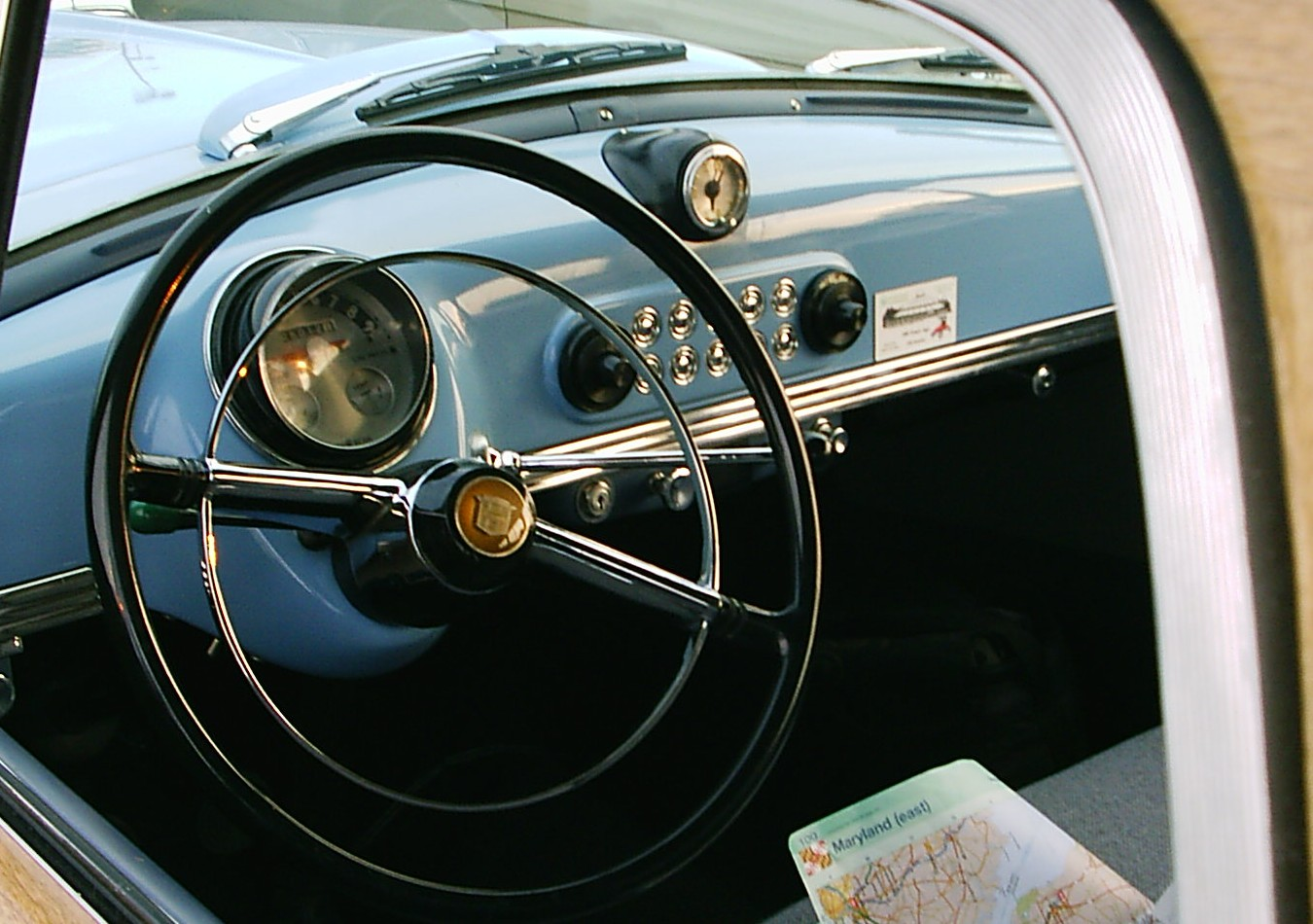
Салон Nash Rambler 1952 року

Лінійка Rambler залишилася практично без змін, але отримала ряд опцій, які тільки зміцнювали імідж солідного автомобіля, так ця маленька за американськими мірками машина могла бути оснащена салонним дзеркалом заднього виду, яке мало нічну функцію; двірником заднього скла; переносним ліхтариком на магніті; ременями безпеки, ця опція була у марки Nash з 1950 року, щоправда багато хто приписує перші ремені безпеки бренду Volvo, на продукції якого вони з'явилися тільки в 1958 році, але як стандартне, а не опціональне оснащення; тонованими стеклами; ще одна цікава опція — Nash Curb-L-Alarm — антенка, розташована біля краю кузова, яка подавала звуковий сигнал, якщо автомобіль занадто близько наближався до бордюру, щоб уберегти боковини покришки; радіо системою з двома динаміками і радіолою з автоматичним пошуком станцій; і запасним колесом, що встановлювалося ззаду в окремому кожусі, ця опція називалася Continental Rear Tire Mount. При винесенні запасного колеса з багажника звільнялося додаткове місце під багаж, необхідне для континентальної подорожі.

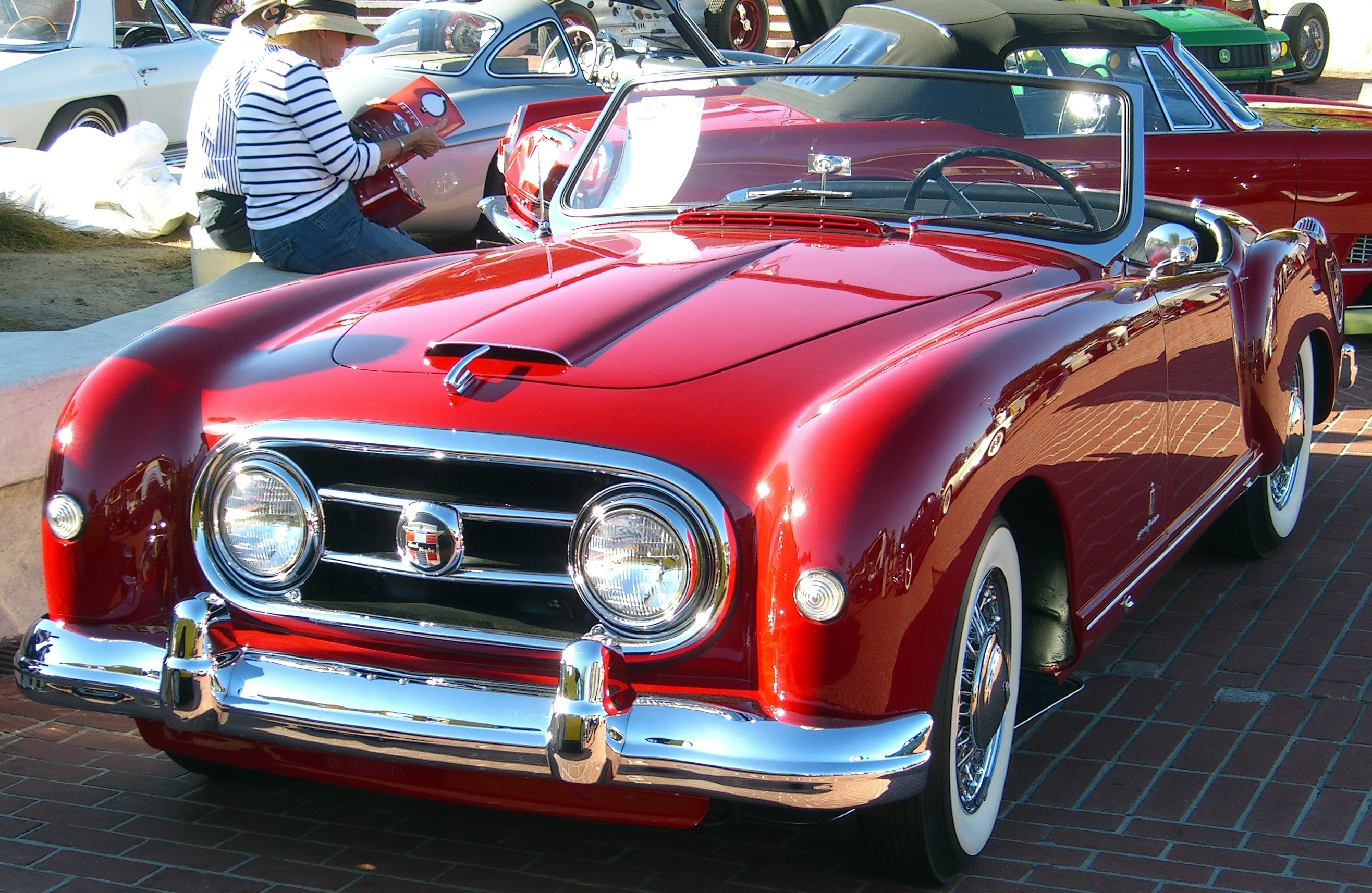
Nash-Healey Roadster 25262

Керівництво поставило хрест на дизайні седана Пінін Фаріни, однак робота італійця все ж не пішла цілком у смітник, Мейсон вирішує змінити дизайн родстера Nash-Healey, який до того моменту розійшовся тиражем в 104 примірника. Тепер технічна частина з США поставлялася в Англію на підприємство Дональда Хілі, де з 4.2 л двигуна знімали 140 к.с., готові шасі, які могли пересуватися самостійно, вирушали з Англії до Турина, де вже компанія Carrozzeria Pininfarina встановлювала на них свої кузови, виготовлені з металу, але капот і багажник залишилися від колишнього варіанта і були виготовлені з алюмінію. Панорамне лобове скло змінило подвійне колишньої моделі, також була замінена панель приладів автомобіля. Не дивлячись на збільшення в потужності, автомобіль не став швидшим, оскільки потужність з'їдалася вагою автомобіля. Всі ці логістичні витрати збільшили тепер недешеву ціну на спортивний автомобіль до позначки в 5900 доларів, з цієї суми 1/5 припадала саме на логістику. Corvette, що з'явився через рік, коштував всього 3500 доларів, але перші Corvette складно назвати спортивними, не дивлячись на їх дизайн і більш потужний мотор, адже шасі Corvette було запозичене від седана 1949 модельного ряду, та й розгін до 100 займав на дві секунди більше, ніж у «Неш-Хілі».

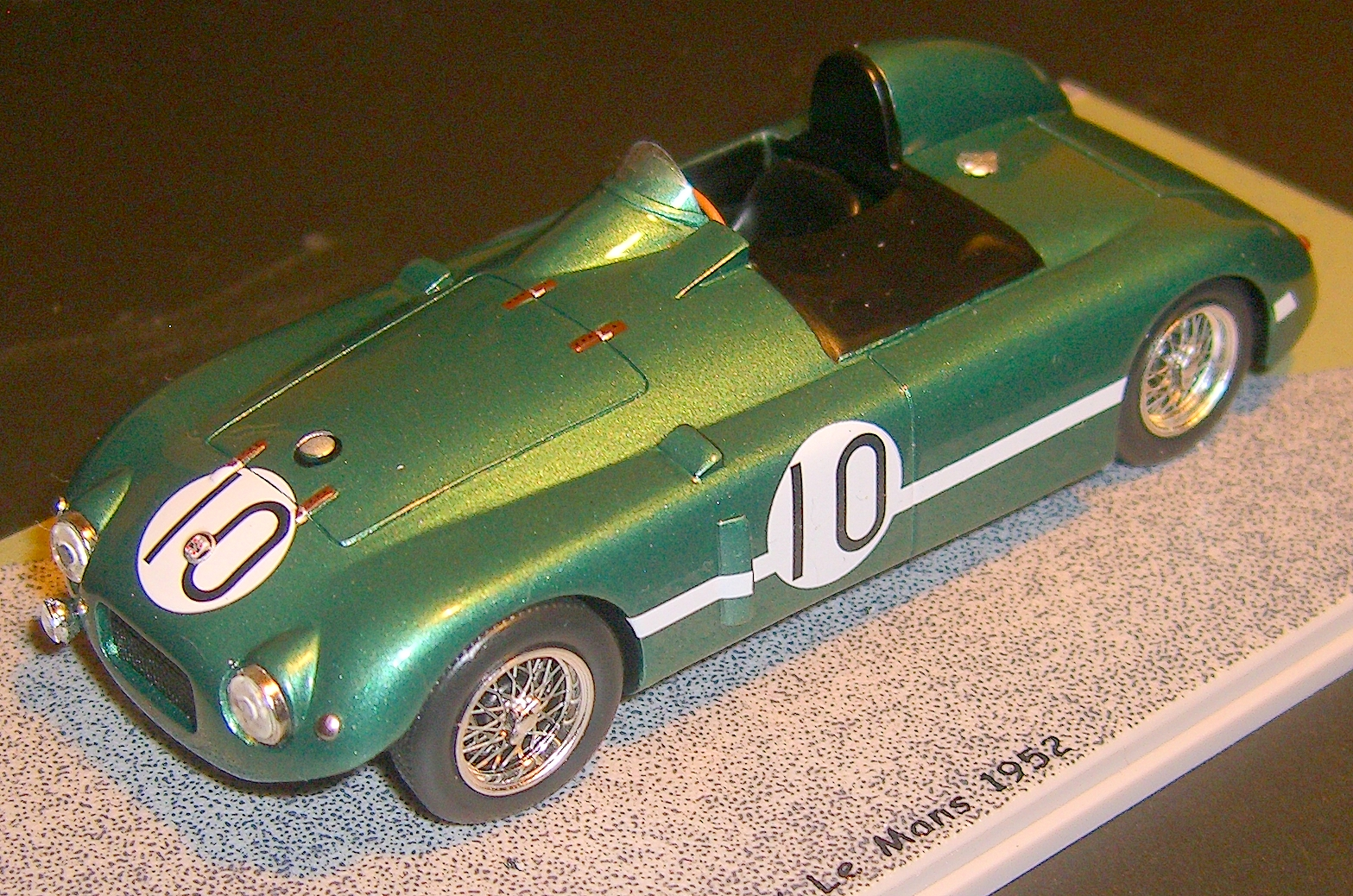
Nash-Healey Roadster Le Mans, побудований Джонсоном і журналістом Вісдомом для участі в гонках 1952 року

За традицією в червні проходив марафон в Ле-Мані, туди було заявлено два екіпажі на Nash-Healey, перший — П'єр Верон та Ів Жиро-Кабанту, що виступали на автомобілі з серійним кузовом, якому підправили носову частину, під капотом був мотор, що розвивав 200 к.с.. П'єр Верон — гонщик, ім'я якого відоме сьогодні будь-якій людині, що захоплюється автомобілями, а на слуху воно завдяки гіперкару Bugatti Veyron. Верон прийшов ще в 1932 році заводським гонщиком-випробувачем у французьку фірму Bugatti, де і пропрацював майже всю свою кар'єру, поки фірма не припинила свою активну життєдіяльність. Другий екіпаж — Леслі Джонсон і Томмі Вісдом побудували свій власний кузов, причому полегшений, виготовлений з алюмінієвих листів, кузов був вибитий вручну без всяких проєктів та розрахунків, його будівництво закінчили тільки за тиждень до гонок. Якраз в 1952 році в Ле-Мані дебютує заводська команда фірми Mercedes-Benz, що підготувала свій суперкар 300SL, яких на марафон було заявлено цілих три штуки з екіпажами Херманн Ланг — Фрітц Райсз, Тео Хельфріх — Гельмут Найдермайер і Карл Клінг — Ганз Кленк. Німці підійшли до перегонів серйозно, в Ле-Ман прибуло 12 інженерів фірми, всі ходили в білих халатах, 40 механіків, два причепи із запасними частинами і ще два повністю протестованих автомобіля про запас. Два перших місця в загальному заліку посіли німці, однак третє місце дісталося британському екіпажу, виступаючому на автомобілі з американськими агрегатами, який вважався американським автомобілем — Nash-Healey 25262. При цьому Джонсону і Віздому вдається обійти конкурентів на Ferrari, Lancia та інші команди з сильною заводською підтримкою. Ветеран Верон так і не фінішував, оскільки зійшов восьмим з 57 екіпажів, що стартували.

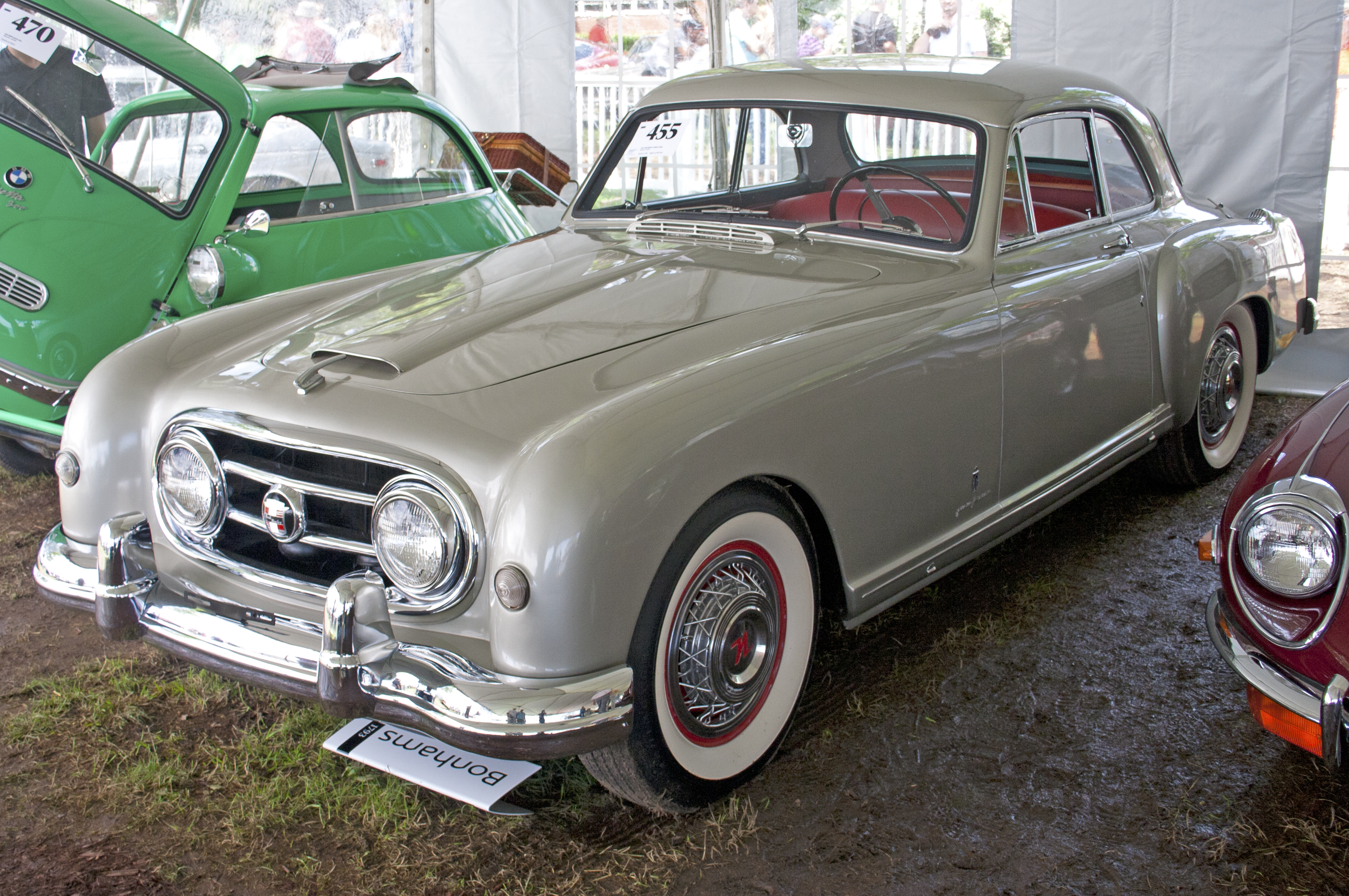
Nash-Healey Le Mans Hardtop 25367

Крім Ле-Мана Nash-Healey Roadster проявив себе позитивно і на інших змаганнях, так в Мілле Мілья Джонсон знову виступав у парі з журналістом, цього разу штурманом у нього був журналіст з Дайл Телеграф — Білл Маккензі, але цей екіпаж фінішував лише сьомим в загальному заліку і третім у своєму класі, пропустивши вперед Бракко, що прийшов до фінішу першим на Ferrari 250 S Berlinetta Vignale, кілька Mercedes-Benz 300SL Gullwing, що закінчили гонку другим і четвертим заліком. Першим місці їхав Клінг, що не фінішував в Ле-Мані, а другою машиною управляв легендарний Караччіола, що повернувся у великі гонки. Між ними фінішували три Lancia Aurelia B20. В легендарних 1000-мильних гонках взяв участь і Дональд Хілі зі своїм сином Джеффрі, проте їх екіпаж зійшов через аварію. Для цих перегонів Хілі підготував версію з кузовом купе-хардтоп, яка і з'явилася у продажу в лютому 1953 року під назвою Le Mans 25367.

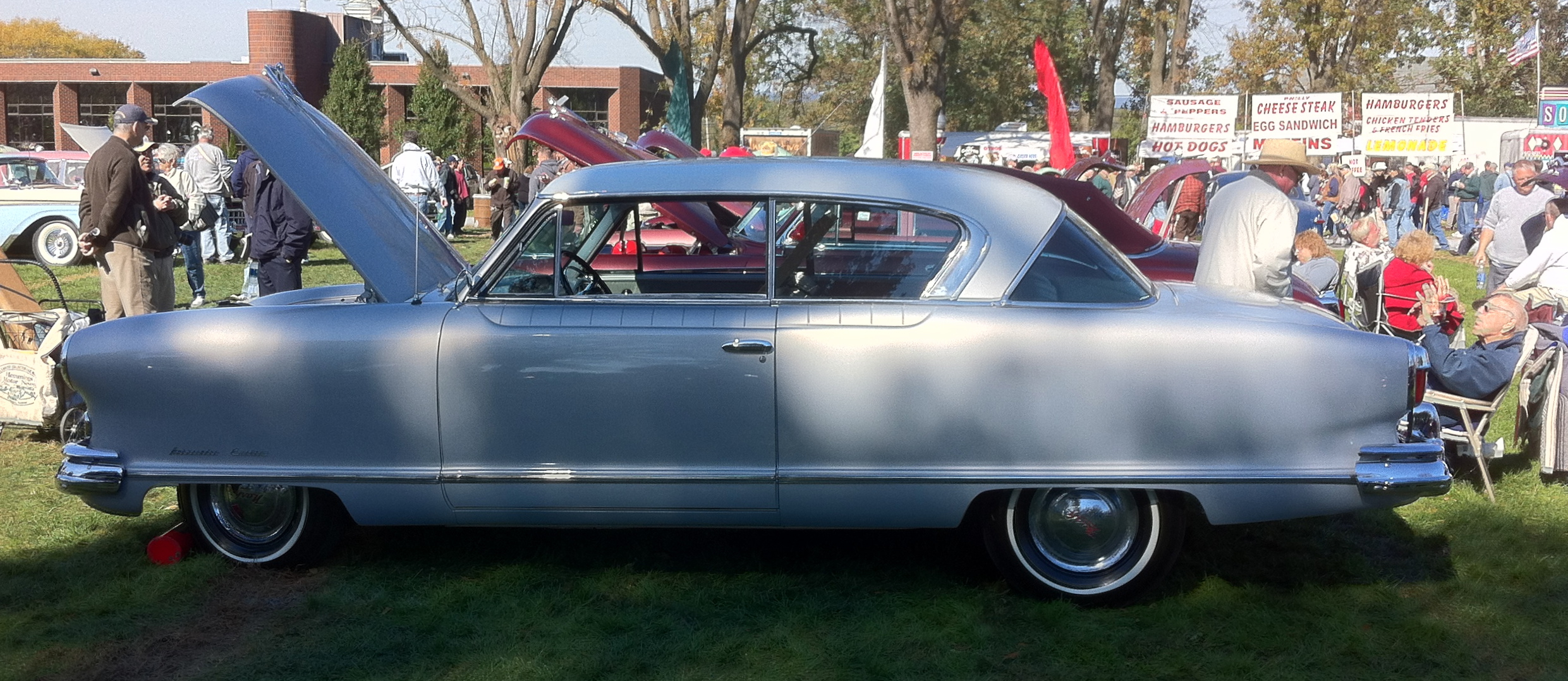
Nash Ambassador Country Club 5367 Custom

У 1953 році модель Rambler піддається ліфтингу, дизайн якого отримує корпоративний стиль і літеру F на крилі, як й інші моделі бренду, буква F — похідна від Farina. З виробничої гами зникає вантажна версія Deliveryman, яких за 1953 рік всього було продано 9 примірників, універсал обзаводиться ще двома версіями: Suburban, яка стала найбільш доступною, і Greenbrier, яка по комплектації була аналогічна топовій Custom, яку можна було відрізнити по декору екстер'єру під дерево. А Greenbrier міг похвалитися двокольоровим забарвленням кузова. Відкрита версія автомобіля в комплектації Custom обзаводиться штатним електромотором тенту. Більші Statesman і Ambassador обзаводяться версіями з кузовами типу хардтоп, а як технічна новинка виступав гідропідсилювач рульового управління, наданий фірмою Monroe Auto Equipment Co, але цю опцію вибрало всього 690 покупців, чого не скажеш про іншу новинку сезону — електричні склопідйомники, на них розщедрилися близько 70% покупців Ambassador і Statesman.
Влітку 1953 року Джонсон разом з Бартом Хедлі бере участь у Ле-Мані, крім них у марафоні брав участь і вже відомий французький екіпаж — Верон — Жиро-Кабанту, однак і цього разу від легендарного француза відвернулася удача, після чого вже немолодий чоловік вирішує повісити на гачок свої окуляри і шолом, британцям пощастило більше, вони не зійшли з траси, проте все, що вони могли зробити — прийти 11 в загальному заліку і всього сьомими в своєму класі, а зіркою в цих заїздах стала команда фірми Jaguar, яка почала свій переможний хід на спортивних змаганнях.
Цей час був складним, особливо для автовиробників: США воювали в Кореї, була нестача металу, свинцю та інших матеріалів, плюс велика трійка, тобто General Motors, Ford і Chrysler, починають битву цін. Цим потужним корпораціям нічого не заважало демпінгувати, автомобілі, що виходили з брами їх заводів, стають настільки дешевими, що незалежні не настільки великі фірми насилу продавали свою продукцію, доводиться або закривати двері і знімати вивіски зі стіни, або об'єднуватися з такими ж бідолагами. Nash-Kelvinator грає за другим сценарієм, і в травні 1954 року об'єднується з Hudson Motor Car Company, переговори з яким про злиття йшли з січня того ж року.

## Nash у складі концерну American Motors Corporation
Компанії утворюють концерн American Motors Corporation, тепер це була не дрібна контора, а компанія, яка входила в сотню великих підприємств США. Вибір на «Хадсона» з боку розважливого Мейсона упав завдяки тому, що ця американська контора також випускала свої автомобілі, оснащені несучим кузовом, тим самим це спрощувало виробництво двох марок на одному і тому ж конвеєрі, що знижувало витрати на логістику. У «Хадсона» вже були автомобілі компакт-класу — Jet Series, так що дилери Hudson були морально готові до продажу компактних Rambler. Після об'єднання концерн продовжив виробництво автомобілів під своїми торговими марками, Мейсон планував провести експансію за межі США, і в жовтні повинен був летіти в Англію на переговори щодо купівлі там виробничих потужностей для вторгнення на європейський ринок, однак у день вильоту прийшла сумна новина — президент корпорації American Motors Мейсон помер. В терміново порядку на місце президента компанії обирається Джордж Вілкен Ромні. Ромні був вихідцем з полігамної мормонської сім'ї, народився він в 1907 році в сім'ї місіонерів, які вели свою активну діяльність на території Мексики. Свою кар'єру він починав стенографістом у сенатора Уолша, під час економічної кризи він разом зі своїм братом відкрив молочний бар, в 1930 році він перейшов працювати в металургійну компанію Alcoa. 1939 року він став віце-президентом Асоціації автомобільних виробників США, через два роки він став генеральним директором цієї асоціації. 1948 року Мейсон, що дружив з Ромні, покликав його до себе, незабаром Мейсон зробив свого друга відповідальним за розвиток моделі Rambler. Після вступу на посаду Ромні першим ділом відмовляється від планів злиття з фірмами Studebaker і Packard, переговори з якими почав Мейсон. По-друге, він вважав, що тільки компактні автомобілі дозволять триматися компанії на плаву, тому продовжує гнути лінію партії, автором якої був покійний глава фірми.

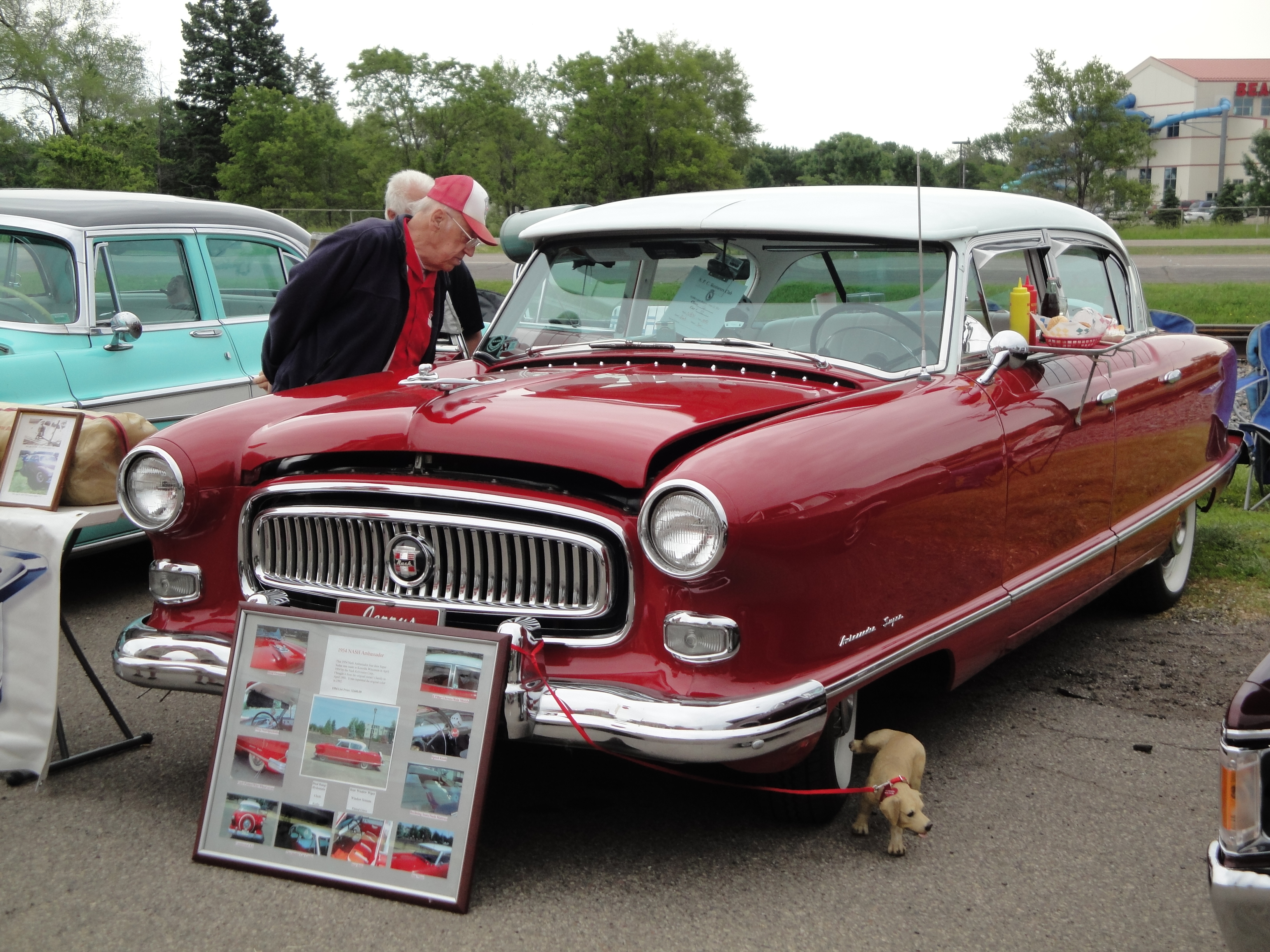
Nash Ambassador Custom Sedan 5460

У 1954 році спортивні автомобілі Nash-Healey з кузовом родстер випускалися до початку червня, а версія хардтоп — до кінця серпня. При цьому вона пережила модернізацію, так замість панорамного заднього скла встановили трисекційне, але такої ж форми. Зняття з виробництва цієї серії було пов'язано з тим, що компанія Ford планувала вивести на ринок спортивний автомобіль з V8 моделі Thunderbird, конкурувати з якою Nash-Kelvinator не бачив сенсу, тим більше Ford просив удвічі менше за свій автомобіль, ніж коштував Roadster або Le Mans. Старші серії Ambassador і Statesman обзаводяться опцією All-Weather Eye, це був перший у світі компактний агрегат, встановлений під капотом, що включав в себе як обігрівач салону, так і кондиціонер, який включався окремим зчепленням (обгінною муфтою), плюс до всього в салоні мався термостат, який автоматично регулював температуру у відведеному для нього просторі. Всі інші автомобілі, які мали в опційному списку кондиціонер, мали застарілу конструкцію, яка не пішла далеко за 15 років свого існування. Як і колись, установка займала багато місця, причому в багажному відділенні, плюс до всього важила вона 120–150 кг, на відміну від блоку кліматичної установки від «Неш», яка важила 60 кг, але найголовнішою перевагою цієї системи була її ціна. Якщо AMC просила за свій агрегат 375 доларів, то Oldsmobile за свою застарілу систему — всі 550 доларів, а Chrysler — ще більше. Зовні змін практично не було, крім додаткового хромованого декору та винесеної на багажник запаски Continental, але всередині автомобілі обзавелися новою панеллю приладів, роботи все тієї ж мадам Хелені Ротер. З технічного боку автомобілі Ambassador могли оснащуватися або мотором колишнього об'єму, потужність якого була доведена до 130 к.с., або за замовленням 140-сильним агрегатом, як у спорт-кара Nash-Healey, більш дрібний Statesman отримує 110-сильний агрегат. Обидві моделі до того ж були оснащені гідропідсилювачем гальмівної системи, тобто це були одні з найкращих американських автомобілів: надійні мотори, комфортабельна підвіска, пристойний рівень оснащення, але при цьому досить економічні і маневрені, ідеальні автомобілі для мегаполісів.

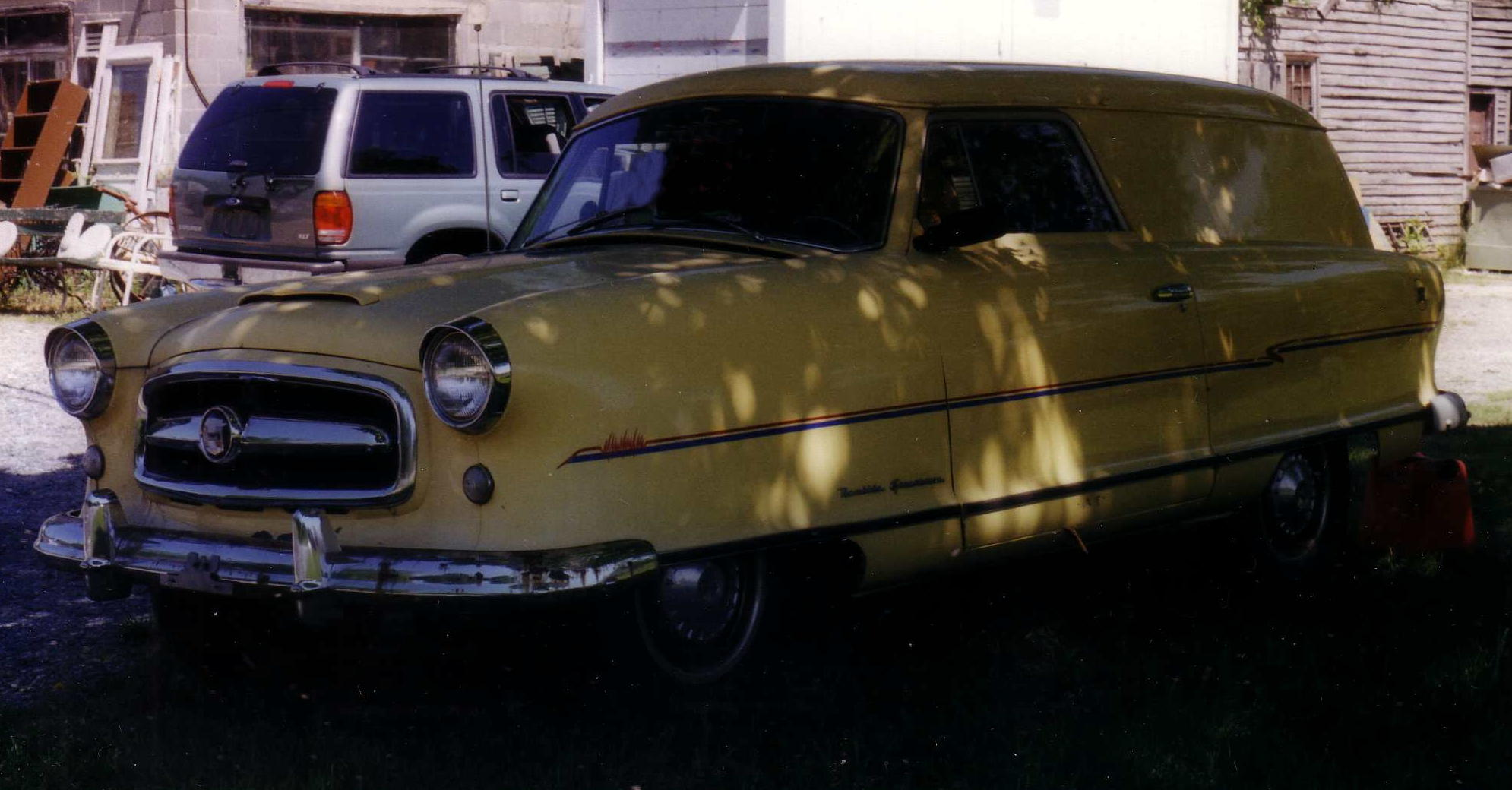
Nash Rambler Delivery

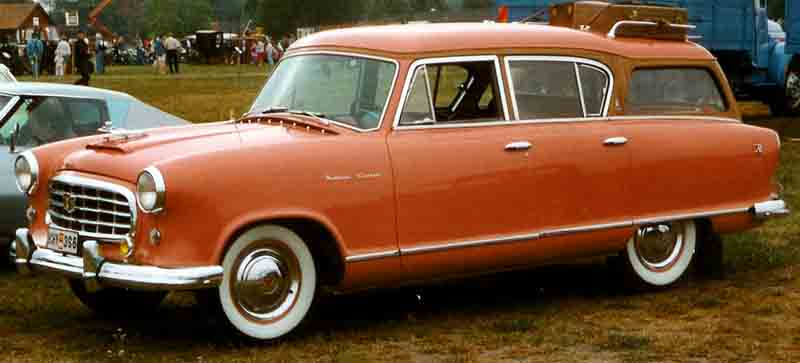
Nash Rambler Cross Country 5248 Custom

Модель Rambler обзаводиться 4-дверними версіями, шасі було подовжено на 20 см, що і дозволило встановити додаткові двері. Седан пропонувався тільки в комплектації Custom, але крім седана з'являється і універсал з характерною лінією даху, ця версія отримує власне ім'я Cross Country. І седан, і універсал отримує як стандартне оснащення фамільну фішку — спальні місця в салоні, якщо в двох дверцятах скласти в ліжко можна було тільки задні сидіння, то більші «Ремблери» обзавелися і переднім диваном-ліжком. Версія з кузовом хардтоп Country Club обзаводиться найдоступнішим варіантом — Super, який мав у базі радіо та систему Weather-Eye. З усіх версій, що випускалися, найпопулярнішим виявився 5-дверний універсал Cross Country, що не могло не радувати керівництво компанії, оскільки на розробку несучого кузова зі складною геометрією були витрачені немалі кошти, які окупалися тепер з лишком.

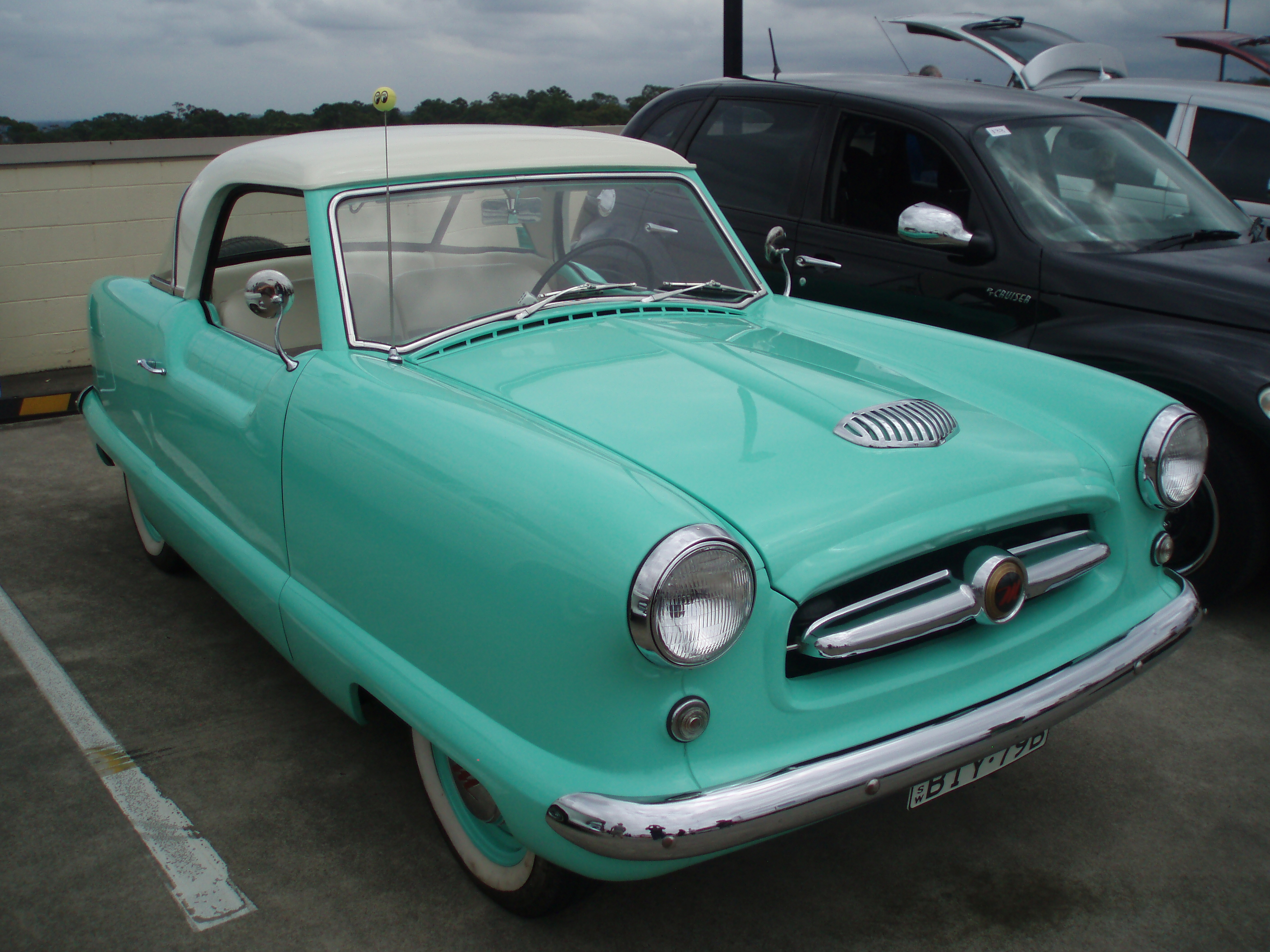
Nash NKI Custom 541 Series Coupe

У середині березня 1954 року в продажу з'являється саме незвичайне і бажане дітище Мейсона — Nash NKI Custom 540 Series (Nash Kelvinator International). Це був серійний автомобіль, що практично повторював прототип NXI 4-річної давності. Спочатку Мейсон задивлявся на італійські агрегати, проте в 1952 році Леонард Лорд, глава компанії British Motor Corporation, підписує угоду про виробництво в Лонгбріджі автомобілів марки Nash з використанням двигуна, об'ємом 1.2 л і потужністю в 42 к.с., від Austin A40 і ходової частини від Austin A30. Кузови типу купе і кабріолет, які були несучими, взялася постачати британська кузовобудівна компанія Fisher & Ludlow (яка до початку виробництва автомобілів стане частиною ВМС і змінить ім'я на Pressed Steel Fisher). Насправді британці стали виготовляти автомобілі ще в жовтні 1953 року, і до лютого 1954 року було виготовлено трохи менше 1900 автомобілів під цією назвою, після чого торгове ім'я було змінено на Metropolitan. Частина машин, які в березні доставили в США, мала бейджики з назвою NKI Custom, але основна маса отримувала бирки і ковпаки коліс з прописом Metropolitan, проте література була вже видрукувана і ніхто її поки не заміняв.
Новий автомобіль виявився меншим за габаритами, ніж VW 1200 Typ 11, більш знаний як «Жук», проте, на відміну від німецької машини, яка спочатку позиціонувалася як дешева, Мейсон вирішує надати своєму малюкові солідності. Двомісний автомобіль, ціни на який починалися з 1445 доларів, мав як стандартне оснащення: радіосистему, систему клімат-контролю Weather-Eye, електричні двірники, покришки з білими боковинами і запасне колесо «Контінентел» на багажнику. Новинка насамперед позиціонувалася як автомобіль для жінок, за смаками американців важіль КПП 3-ступінчастої трансмісії був розміщений на рульовій колонці, на відміну від того ж німецького авто, у якого важіль КПП розташовувався на підлозі.
У серпні того ж 1954 року, коли Metropolitan уже розійшовся тиражем у 10 000 штук (за якісь п'ять місяців), з'являється друга серія цієї моделі. Під капотом був також 1.2 л двигун такої ж потужності, але вже від моделі Austin A40 Cambridge, крім цього авто отримало гідравлічний привід зчеплення. У той час машина починає продаватися і під маркою Hudson, яка позиціонувалася як більш солідна. Для просування нової моделі була розширена дилерська мережа, до кінця року кількість продавців, що представляли інтереси концерну АМС, зросла з 3000 до 4000.

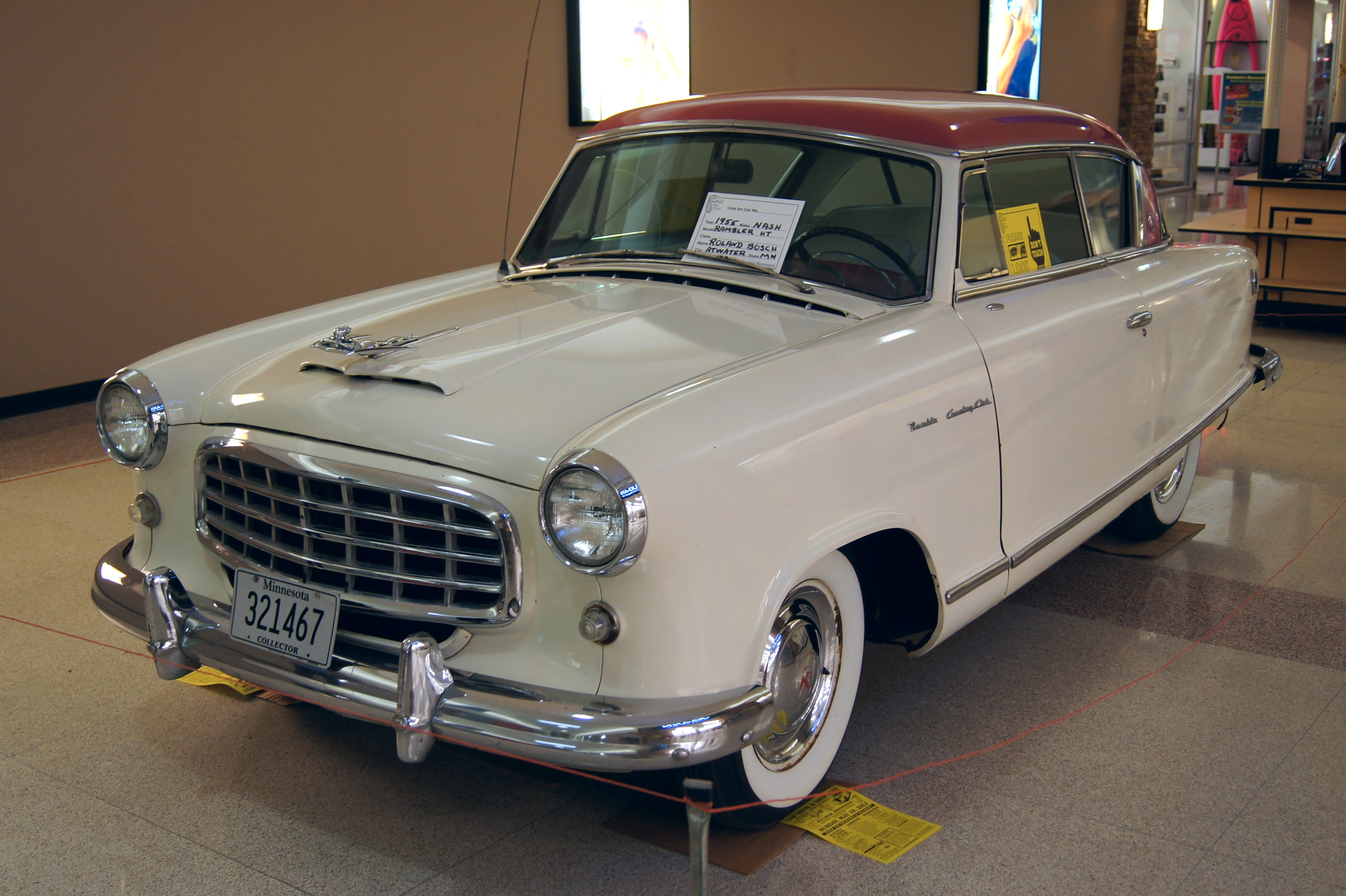
Nash Rambler Country Club 5516 Custom

У 1955 році відбувається оновлення Rambler, машина позбавляється за ініціативою Ромні своїх знаменитих характерних закритих передніх крил, колеса отримують більший доступ до відкритого повітря, що дозволяє зменшити на 2 м радіус розвороту, решітка радіатора також змінюється на більшу. З виробничої лінійки вилучається відкрита версія автомобіля, замість неї випускається тепер закритий дводверний седан. Оскільки вантажна версія не була анонсована в каталогах (хоча на ділі близько 35 Deliveryvan було продано за 1955 рік під марками Nash і Hudson, з кінця 1954 року «Ремблери» стали продаватися і під маркою Hudson), то на базі 2-дверного седана з'являється версія для комівояжерів — Business Coupe, такою назвою в США позначалися 2-дверні автомобілі з кузовом типу купе, у яких замість задніх сидінь був зроблений майданчик для вантажу, доступ до якого був з багажника. 3-дверний універсал отримує власне ім'я — Suburban. Оскільки фірма з припиненням виробництва спортивного автомобіля Nash-Healey припиняє брати участь в автоспорті, але заради реклами потрібно було миготіти в пресі як учасник або переможець яких-небудь змагань, то компанія бере участь в екоралі — Mobil Economy Run, де встановлює рекорд для автомобілів з двигуном більше 3 літрів і оснащених автоматичною коробкою передач — 8.5 л на 100 км пробігу.

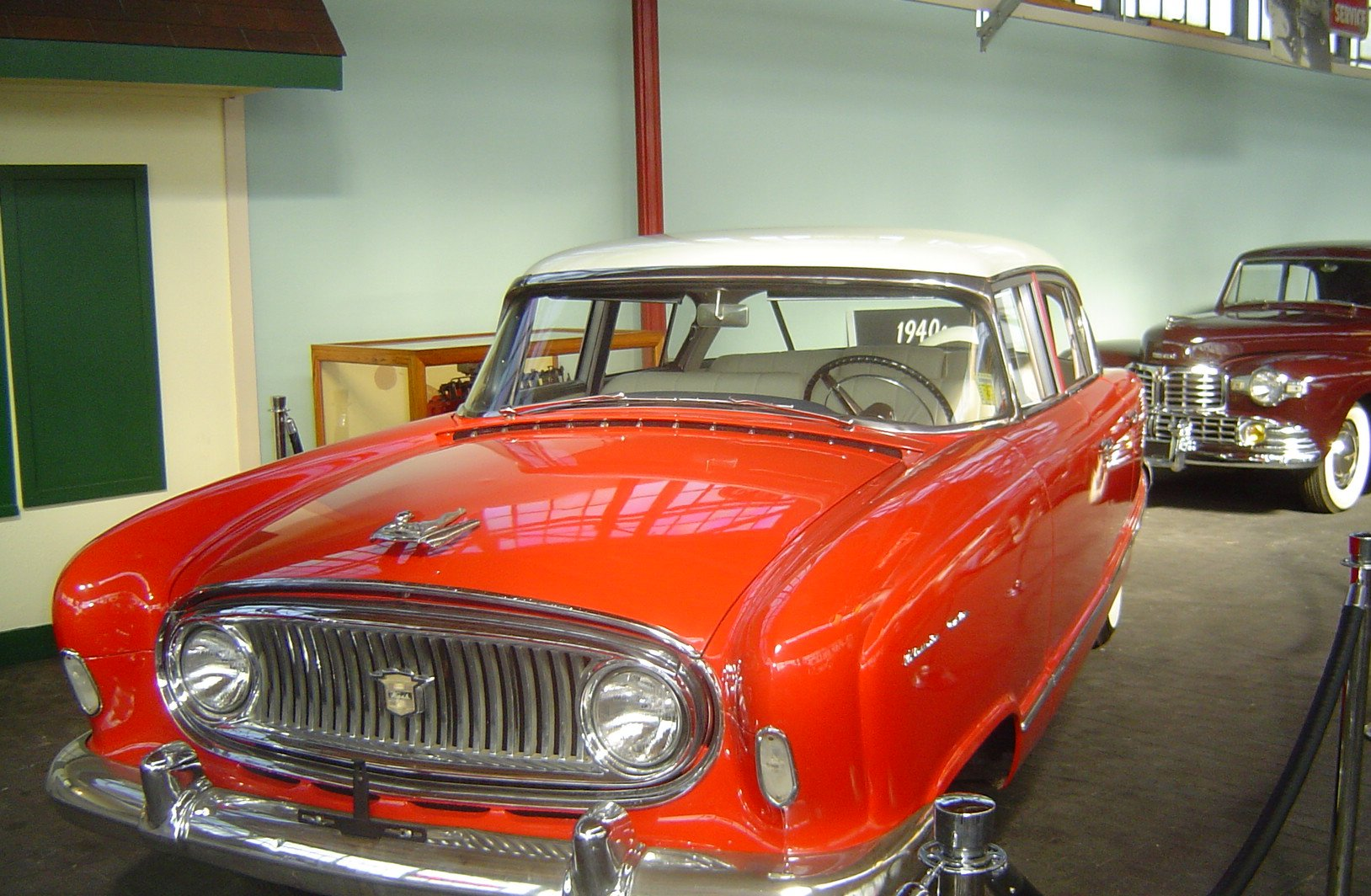
Nash Ambassador Super 5585 Sedan

Моделі Ambassador і Statesman отримують нове оформлення передньої частини, яке нагадувало прототип 1951 року, а також «обличчя» марки Nash-Healey після рестайлу, проведеного фірмою Pinin Farina. Крім візуальних змін відбулися і технічні, так у Ambassador серії 5560 мотор залишився колишнім, а от у серії 5580 вперше за післявоєнний час з'являється двигун формули V8, об'ємом 5.2 л і потужністю 208 к.с.. Американці були не настільки потужні, зате у них були високі крутні моменти, у цього мотора було всього 300 Нм. Але цей агрегат з верхніми розподільчими валами був не власної розробки, а запозичувався у фірми Packard, з якою колись Мейсон обіцяв з'єднати корпорацію American Motors, але цього не сталося, зате відбулася короткочасна співпраця. Замість цього до мотора від моделі Clipper дісталася і коробка передач Twin Ultramatic, яка була здатна перетравити цю потужність (коробка від General Motors виявилася менш стійкою до надпотужних моторів). Автором цієї 4-ступінчастої коробки передач був Захарій Де Лореан. У моделі Statesman 3.2 л двигун розвивав тепер 100 к.с..

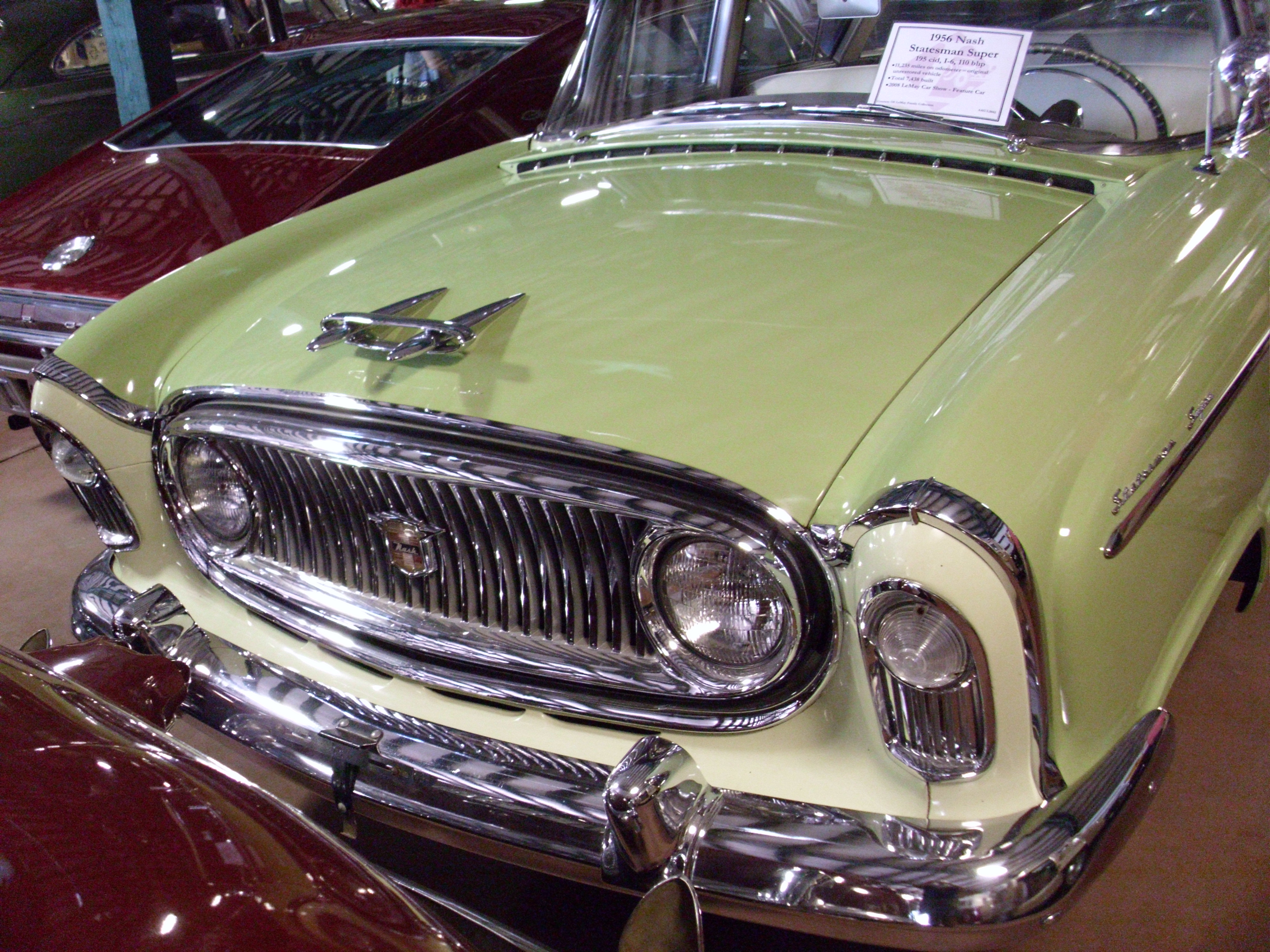
Nash Statesman Super 5645 Sedan

У 1956 році під капотом у Ambassador 80 серії замість 5.2 л мотора з'являється 5.7 л серії Jetfire, потужністю 220 к.с. Крім неї в середині року з'являється нова версія Ambassador Special 5650 Series, під капотом у неї був V8 власного виготовлення, об'ємом 4.1 л і потужністю 190 к.с.. І в цей раз мотор не був дітищем власних інженерів, склалося так, що конструктор компанії-конкурента Kaiser-Frazer на ім'я Девід Поттер сконструював непоганий мотор, але у компанії не вистачило коштів, щоб запустити його в серію, тому його було вирішено продати компанії АМС. Однак повного розриву з Packard не сталося, до їхнього мотора потрібна була і трансмісія, тому цей мотор агрегатували з АКПП від Packard. Зовні зміни у цієї моделі звелися до нового оформлення передка, особливо бічної оптики, а також задньої частини кузова, забарвлення у автомобілів стало 3-кольоровим у більш дорогих версій і 2-кольоровим у дешевих. У серпні 1956 року виробляють останній автомобіль моделі Statesman, у фінальний рік свого життя цей авто пропонувався всього в одній комплектації і з одним тільки типом кузова — седан, який також пережив оновлення в стилі старшої моделі Ambassador. Потужність мотора молодшого з старших була збільшена до 130 к.с., стільки ж роком раніше розвивав 6-циліндровий Ambassador 5560, тепер 6-циліндровий флагман був всього на 5 к.с. потужнішим.

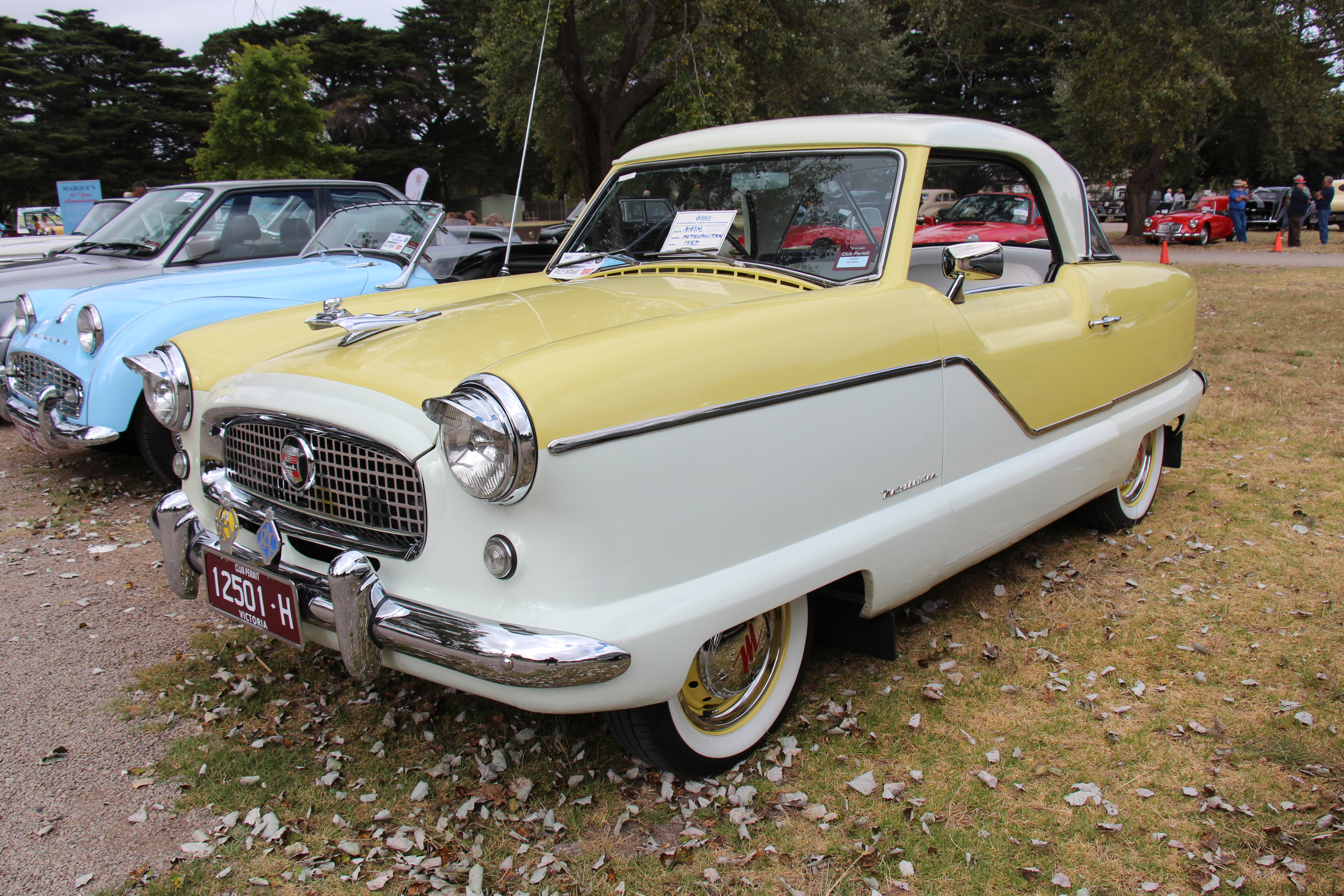
Nash Metropolitan 1500 Series 562 Hardtop

Metropolitan переживає оновлення в квітні 1956 року, вірніше вони пішли в продаж у квітні, а виготовляти їх стали в листопаді 1955 року, британці виготовляли велику партію, і тільки тоді все це відправляли в США. З технічного боку машина отримала новий, більш потужний (52 к.с.), мотор, об'ємом 1.5 л, від Austin A50 Cambridge, 3-ступінчаста КПП отримала синхронізатори 2 і 3 ступенів. З новим мотором машина стає самим швидкохідним і спритним мінікаром на американському ринку, так до 100 машина розганяла за 17 секунд, а максимальна швидкість впиралася в позначку за 130 км на годину, Ford Anglia, VW Beetle і Renault Dauphine, що продавалися в США, розганялися максимум до 115 км на годину, а на розгін до сотні йшло в середньому по півхвилини у кожного. Кузов також зазнав змін, головною фішкою кузова стало двоколірне розфарбування кузова, яке поділялося поясною лінією з двома рівнями висоти, низ обов'язково забарвлювався в білий колір, а верх міг бути будь-яким з тринадцяти запропонованих. Складна поясна лінія допомагала візуально збільшити автомобіль, торкнулися зміни і решітки радіатора, яка стала куди соліднішою на вигляд, з капота пропав непотрібний повітрозабірник, не забули оновити і салон автомобіля.

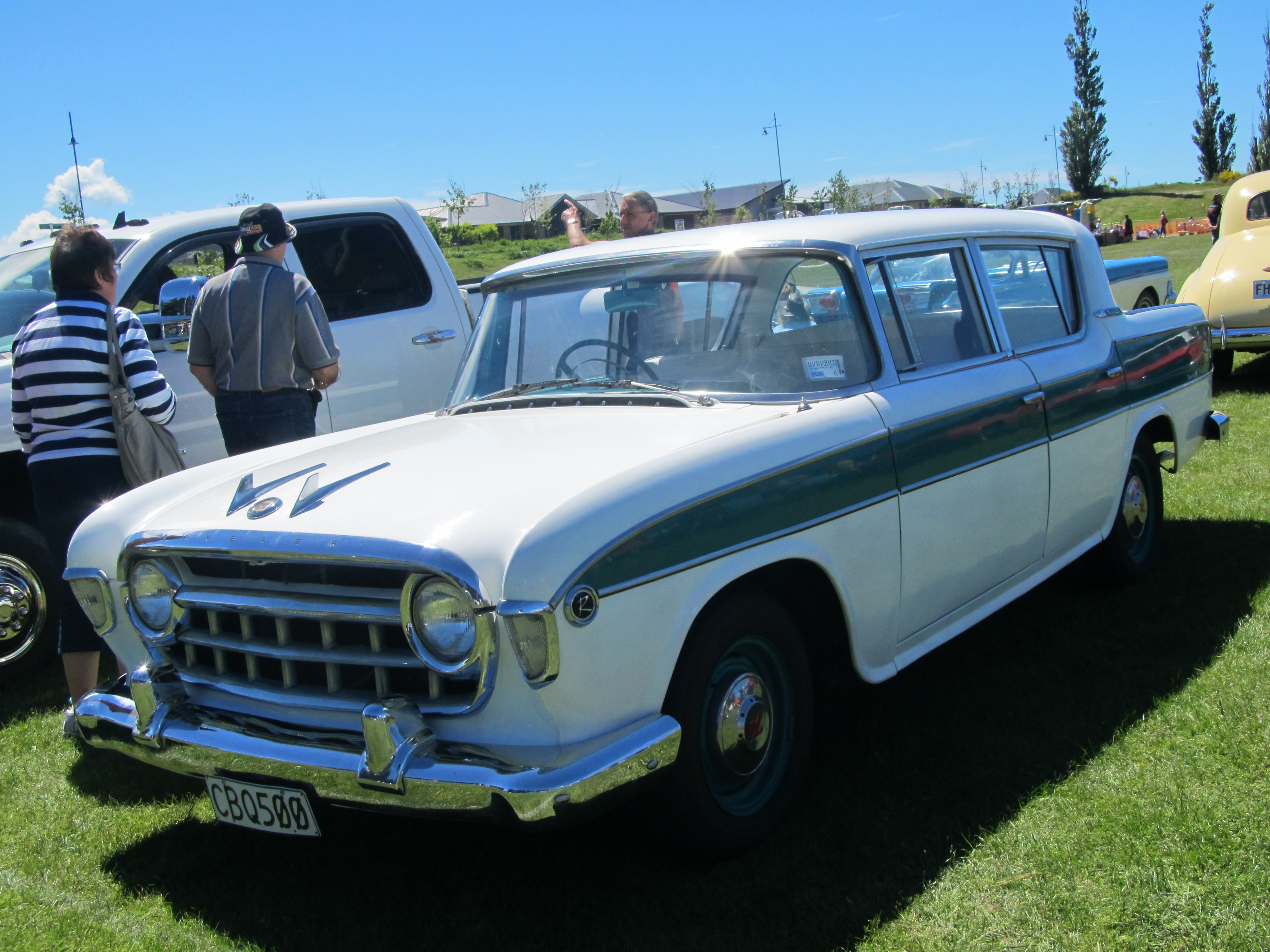
Nash Rambler 5617 Series Custom Sedan

Куди більше кардинальне оновлення дісталося компакт-моделі Rambler, машина настільки відрізнялася від торішньої моделі, що тільки прочитавши назву на шильдику можна було зрозуміти, з чим маєте справу. База автомобіля залишилася колишньою — 2.74 м, але кузов, який отримав незграбні форми, збільшився в габаритах. Кузови тепер пропонувалися тільки з 4-ма бічними дверима, причому це були унікальні кузови за своєю суттю. Поряд із звичайним 4-дверним седаном були анонсовані седан-хардтоп (Custom) і універсал-хардтоп (Cross Country), «хардтоп» включає в себе кузов без середньої стійки. Хардтоп-седан вже існував у інших марок, але в інших марок кузови ставилися на раму, а тут він був несучим. З інших цікавих особливостей дизайну була задня стійка зі зворотним нахилом, як у старих братів, фари були інтегровані в решітку радіатора, кузови могли мати триколірне забарвлення з 15 пропонованих фарб, салон теж можна було комбінувати аж з шести кольорів шкіри. Потужність 3.2 л мотора серії Typhoon становила 122 к.с., цей двигун працював в парі або з 3-ступінчастою мануальною коробкою передач, або з колишнім автоматом від GM. Не дивлячись на об'єм у 3.2 л, середня витрата машини становила всього 7.6 л на сотню. Гідравлічні гальма з підсилювачем були в стандартному оснащенні, а за замовленням клієнти могли встановити на автомобілі запаску «Контінентел», клімат-контроль з кондиціонером і дивани-ліжка. Rambler 5610 виявився єдиним абсолютно новим американським автомобілем в США в 1957 році, причому він виявився на порядок меншим своїх конкурентів від великої трійки, але габарити не завадили йому роз'їхатися по країні в кількості майже 80000 примірників, ще близько 20 000 продалося під маркою Hudson, що дало загальне число близько 100 000 примірників.
У цьому ж році по автосалонах подорожував автомобіль, який пізніше став особистим транспортним засобом Роя Чапіна, майбутнього президента АМС. Це був прототип Nash Rambler Palm Beach, Батіста Фаріна побудував його з надією на воскресіння спортивного автомобіля в програмі американської фірми, спадкоємця Nash-Healey. Автомобіль мав зухвалий зовнішній вигляд з кілями задніх крил і незвичайною носовою частиною, салон був оброблений шикарною шкірою з європейською панеллю приладів, однак кузов машини, який був побудований на укороченій базі моделі Rambler, виявився з низькою бічною лінією і з низько розташованим капотом, тому під кришку вдалося впихнути всього 3.2 л мотор з карбюратором, розташованим збоку, такий мотор зміг розвинути тільки 82 к.с., коробка передач була 3-ступінчастою, Фаріна оснастив автомобіль системою, при якій треба було вичавлювати педаль зчеплення, щоб завести двигун, було це зроблено в цілях безпеки, і сьогодні багато машин мають такий захист, зустрічалася ця фішка і в 30-ті роки. Але керівництво фірми не дало зеленого кольору з проєктом, Ромні не бачив спорткара такого роду в гамі продукції, що випускалася концерном АМС, та й зайвих грошей на цей проєкт не було, на розробку моделі Rambler пішло 4.5 млн доларів.

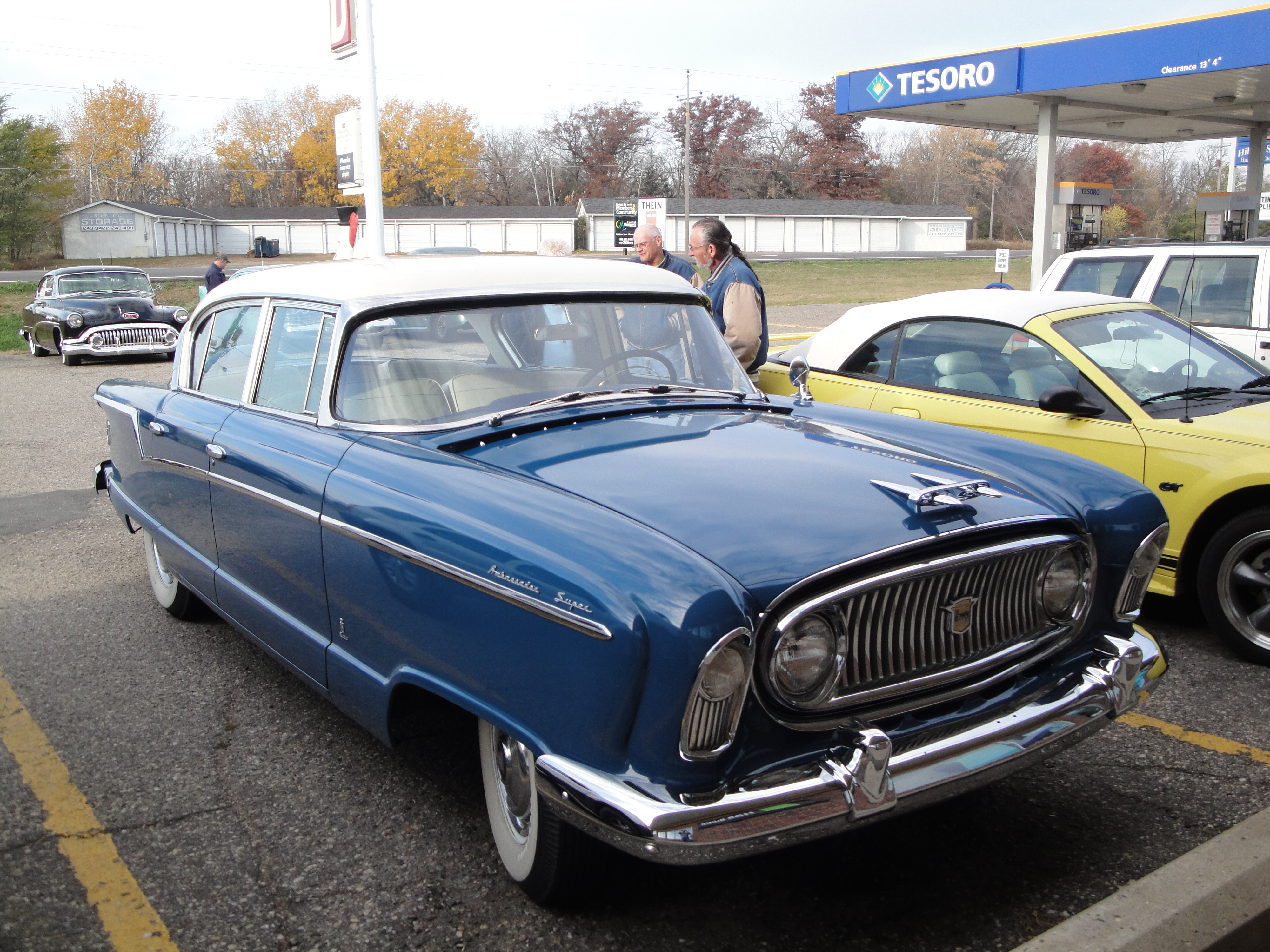
Nash Ambassador Custom 5680 Sedan

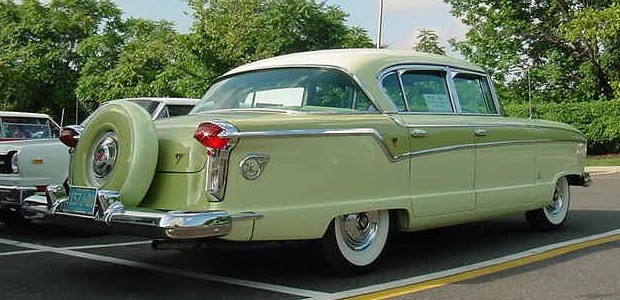
Nash Ambassador Custom 5680 Sedan

У 1957 році АМС припиняє закуповувати двигуни, пропоновані фірмою Packard, яка запросила надмірну суму за свою продукцію, оскільки в підсумку ціна Ambassador 80 Series виросла вище тієї позначки, яку згодні були платити прості американські споживачі, але коробки закуповувалися і надалі. Ще однією причиною, крім ціни, була поява власного мотора, об'ємом 5.4 л і потужністю 255 к.с., а шестициліндрова версія тепер взагалі не пропонувалася. Зовнішнє омолодження торкнулося насамперед передньої оптики, її вивели на край лицьової частини, і більше того вперше в США застосували здвоєну оптику. Задня оптика теж була організована неординарно. Дах машини був занижений, а 15" колеса були змінені на 14", щоб зробити машину візуально нижчою.

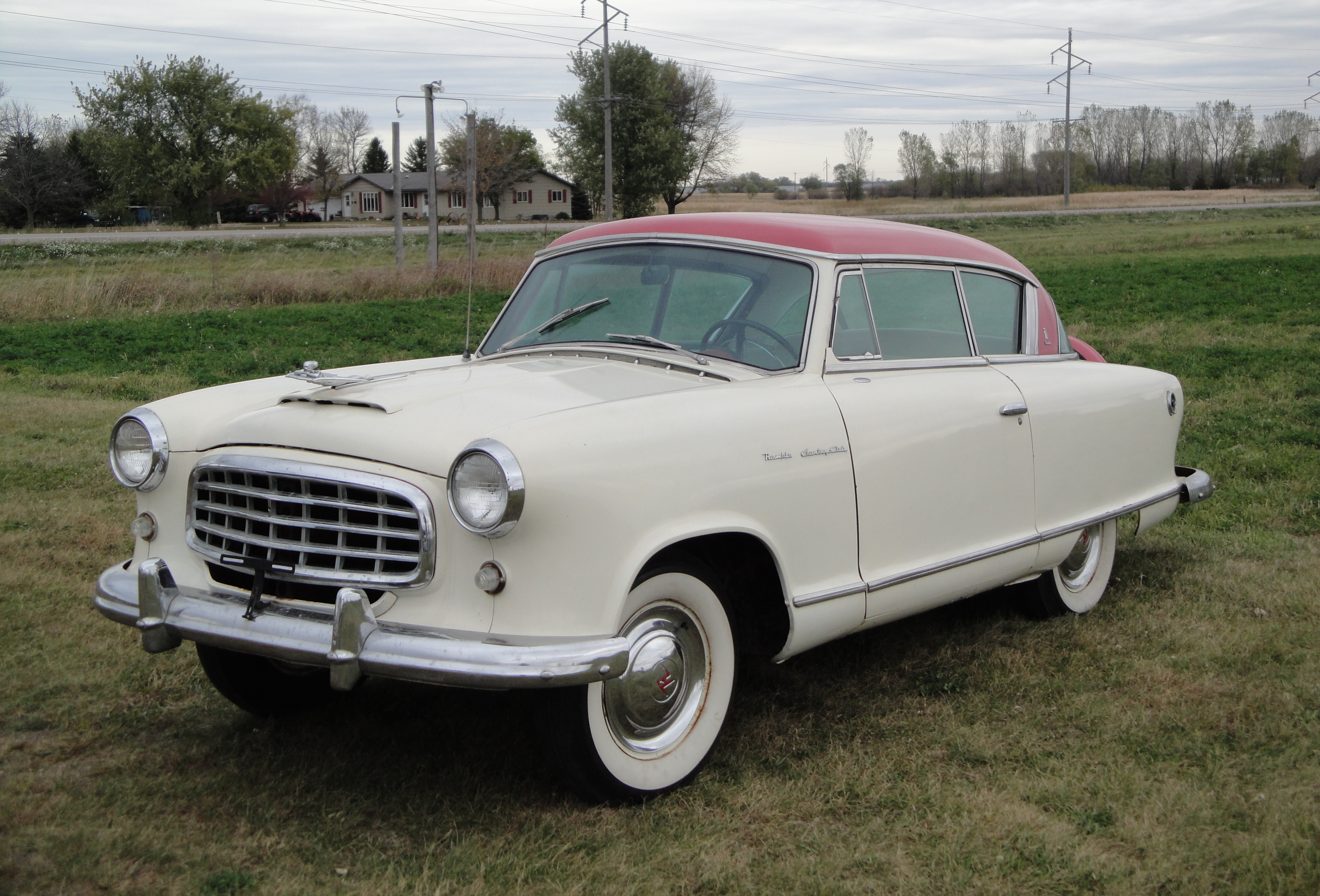
Nash Rambler Country Club Custom 5618 Series

Середня модель Rambler (Statesman канув у літа роком раніше)тепер обзавелася мотором V8, але об'ємом всього 4.1 л і потужністю 190 к.с., не дивлячись на пристойну потужність, машина виявилася досить економічною, завод заявляв витрату на трасі в районі 7.6 л на сотню. Кузов машини отримав трохи інше виконання фронтальної частини, салон машини отримав м'яку оббивку панелі приладів, що зменшувало травмонебезпечність, також м'яку набивку мали козирки від сонця, ремені безпеки були в базовому виконанні, «дитячий замок», щоб нащадки власників не відчиняли двері на ходу, тобто фірма робила наголос на безпеку.

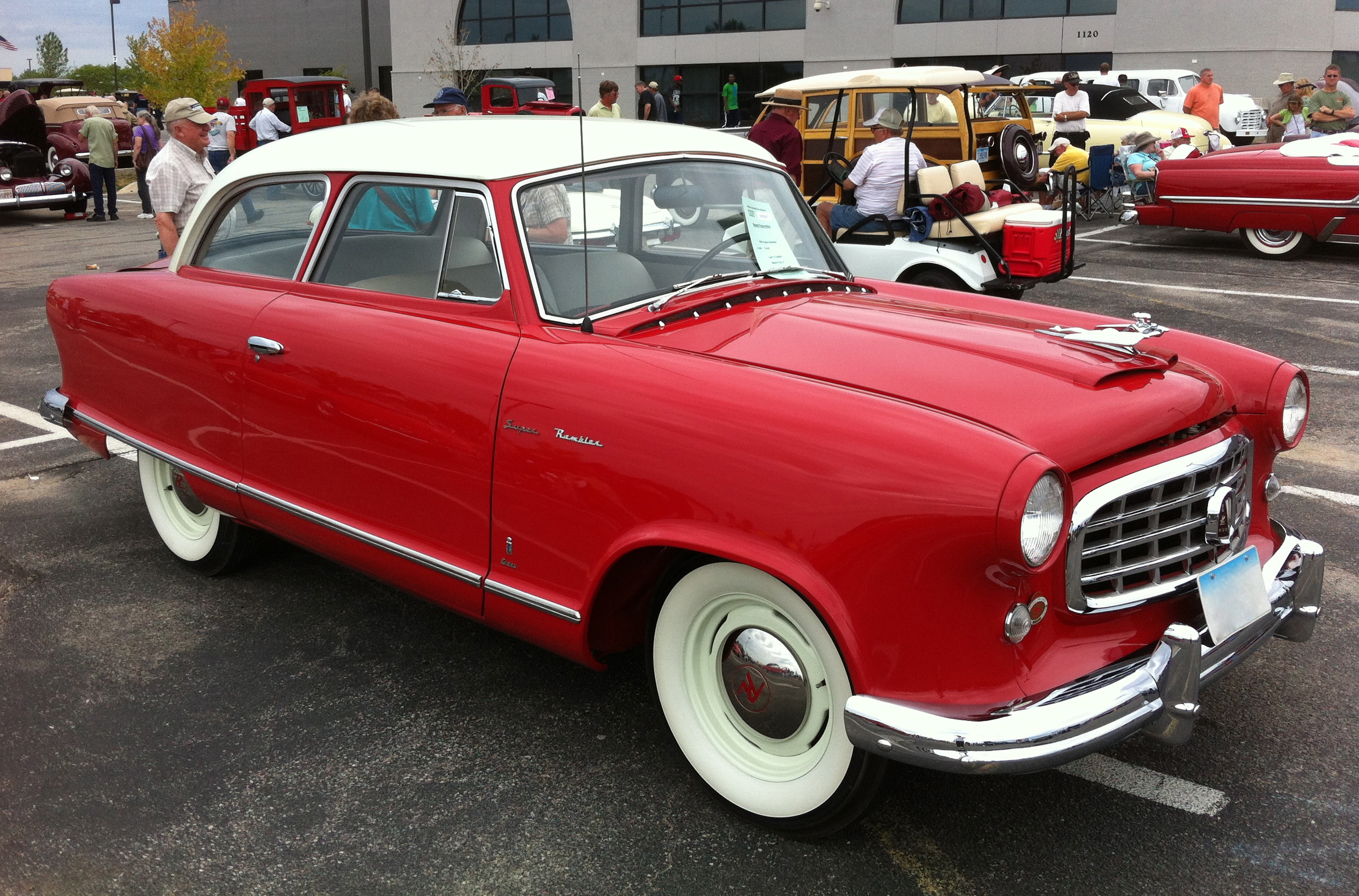
Hudson Rambler

Також на початку року з'явилася версія Rambler Rebel, створення перших максл-карів приписують фірмі Pontiac, коли на прохання Захарія Де Лореана в Tempest помістили потужний V8, але на ділі першим на компактний автомобіль розмістив найпотужніший V8 Nash. Nash Rebel V8 отримав 5.4 л мотор, який відрізнявся від мотора такого ж об'єму, встановлюваного на Ambassador, механічними штовхачами (у старшої моделі вони були гідравлічними) і більш високим ступенем стиснення, але, не дивлячись на різницю в конструкції, потужність була у них однакова 255 к.с.. З цим мотором Rambler Rebel ставав майже найшвидшим автомобілем, виробленим в США, він поступався тільки Corvette з 4.6 л 283-сильним двигуном, у якого йшло 7.0 секунд до 96 км на годину проти 7.2 секунди у Nash Rambler Rebel. Це взагалі мізерна різниця, враховуючи, що «Корвет» мав склопластиковий кузов з 2 місцями, а Nash Rambler Rebel був сімейним 5-місним автомобілем. Решта автомобілів, які випускалися в той же час у США, також поступалися «Нешу», навіть могутній Chrysler 300C з більш потужним мотором програвав якісь долі секунди, не кажучи вже про Thunderbird, оснащеного мотором з нагнітачем. Взагалі спочатку планувалося запустити в серію ще більш потужну версію також з 5.4 л двигуном, але оснащеним вперше в світі електронним уприскуванням палива «Bendix Electrojector», цей мотор розвивав всі 288 к.с. і легко міг би заткнути за пояс Corvette, але анонсована в грудні 1956 року система уприскування виявилася «сирою», в теплу погоду проблем вона не підносила, але от в сиру погоду двигун геть відмовлявся заводитися, як опцію її все ж запропонували в березні 1957 року, але реально перші автомобілі змогли поставити клієнтам тільки в червні того ж року, тільки чотири людини погодилися заплатити за ненадійну опцію майже 400 доларів, після чого її взагалі перестали пропонувати, оскільки вона продовжувала ламатися, тому від неї і довелося відмовитися. Взагалі модель Rambler пропонувалася у версіях Deluxe 5710 — базова модель, пропонувалася тільки з 6-циліндровим мотором без жодних прикрас кузова, не було навіть шильдиків з написом версії. Наступними йшли версії Custom і Super, вони мали назву версії і відрізнялися кількістю молдингів на боковині кузова (перша мала один молдинг, друга версія — дві хромовані лінії декору), обидві вони могли оснащуватися або 6-, або 8-циліндровим двигуном. Версія Rebel, що означає «Бунтар», мала багате стандартне оснащення, практично включаючи в себе весь список опцій, пропонований для комплектації Custom, а зовні «маскл-кари» можна було відрізнити за сріблястим забарвленням і анодованою під золото вставкою на боковині кузова, який пропонувався тільки у варіанті 4-дверного седана-хардтопу. Rebel стандартно пропонувався з ручною 3-ступінчастою коробкою передач, оснащеною овердрайвом, але за замовленням можна було замовити і коробку автомат Hydra-Matic, яка робила машину істотно повільнішою.

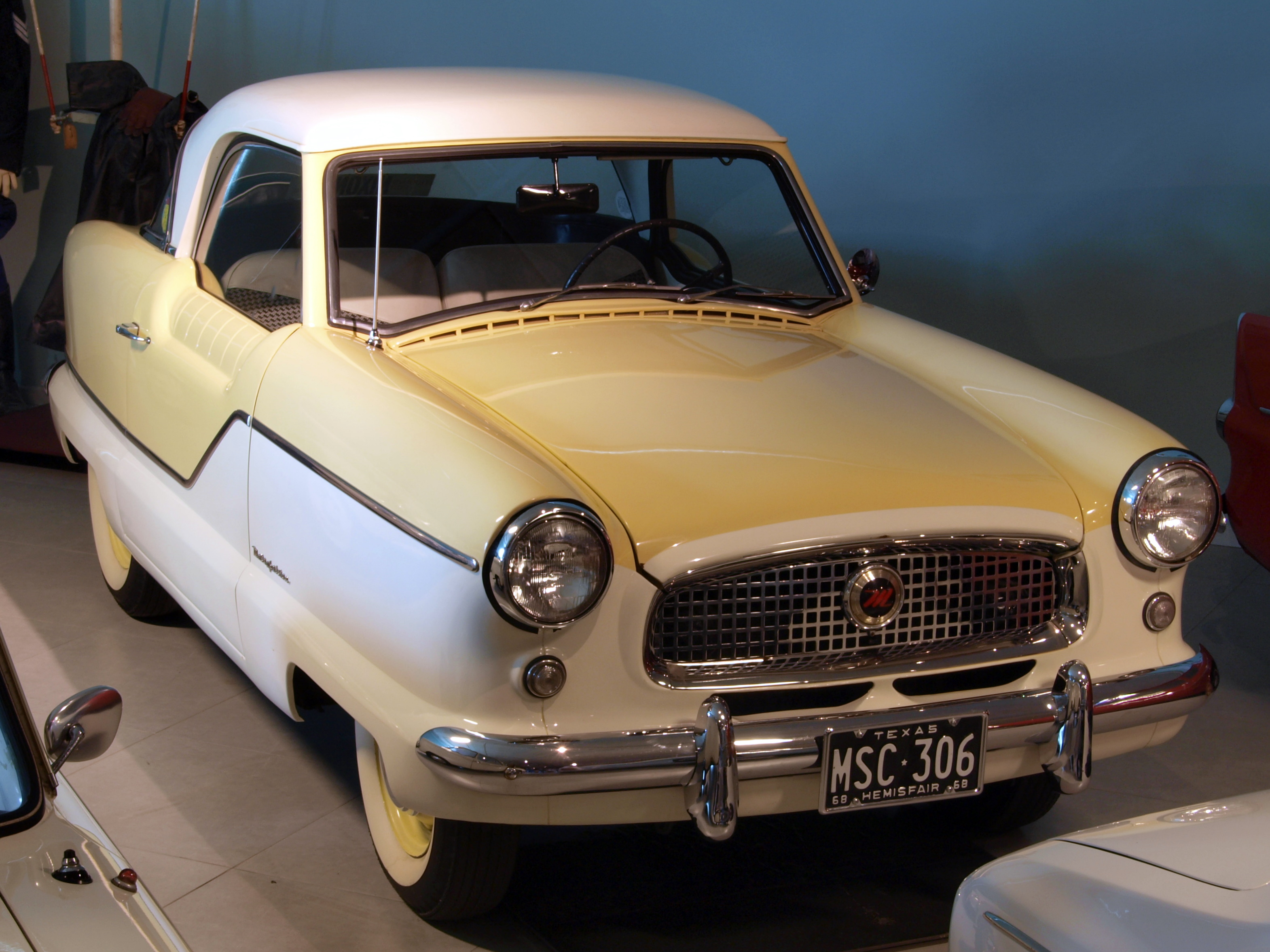
Nash Metropolitan 572

Модель Metropolitan до цього року набрала обертів продажів, якщо в перший сезон було продано всього 700 автомобілів, то тепер за 1957 рік було реалізовано понад 15000 примірників, що на 5500 більше, ніж роком раніше. Технічно змін у машини в 1957 році не було, тільки в кінці року у мотора з'явився більш досконалий масляний фільтр, а бардачок в салоні стали встановлювати як базове оснащення, до цього його ставили тільки на замовлення. Ще в грудні 1956 року англійці, бачачи, що в американців був відсутній інтерес просувати свого «малюка» за межами США, підписують договір про право продавати машину під маркою Austin у Великій Британії. Тепер у квітні 1957 року стартують продажі Austin Metropolitan HE6/HD6 (буквений індекс залежав від типу кузова). «Праворукі» Metropolitan потрапили в тому ж році і в США, поліція деяких мегаполісів купила їх в свої мотопідрозділи, оскільки ці малюки були не особливо більші за Harley-Davidson, які також використовувалися правоохоронцями, але краще захищали пасажирів.

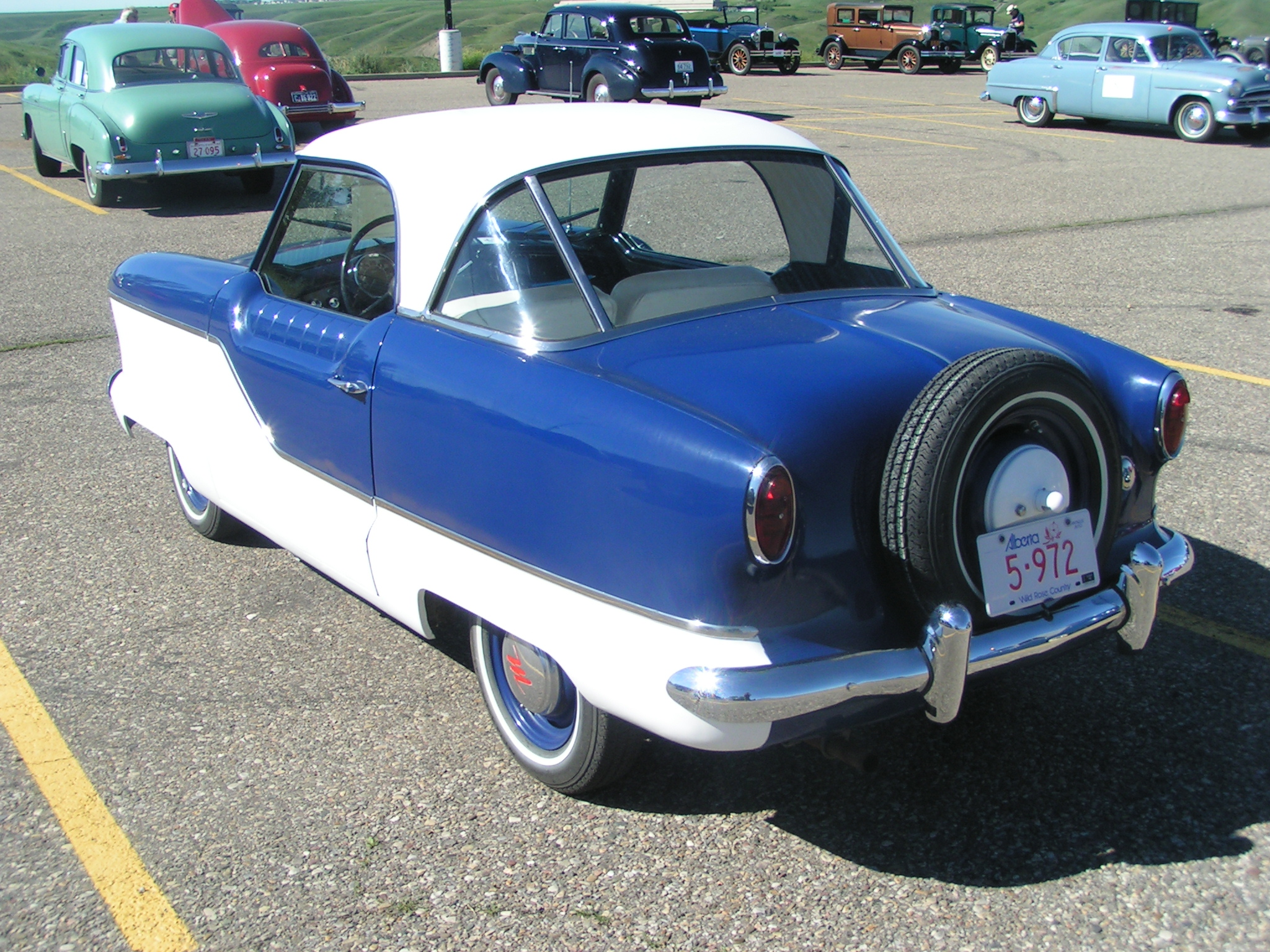
Nash Metropolitan 572

У 1957 році американський журналіст Геррі Уолтон і його друг, випускник Єльського університету Денніс Майкл О'Коннор, який вивчав у цьому вищому закладі російську мову, вирушають на новенькому Nash Rambler з кузовом універсал і 6-циліндровим мотором в подорож по Європі, причому в планах було відвідати Радянський Союз. Їхній автомобіль був виготовлений в Бельгії, на заводі, який раніше належав фірмі Hudson. У результаті американці перетнули польсько-радянський кордон і вирушили з Бреста через Мінськ і Смоленськ до Москви, звідти через Тулу, Орел, Харків, Сімферополь до Ялти. Американці побоювалися жахливих доріг і механіків, які не зможуть впоратися з лагодженням нового автомобіля у випадку поломки, однак до їх здивування дороги в СРСР виявилися не гіршими американських, а механіки — цілком першокласними. Оскільки машина була новою, то через 2000 км знадобилася перша зміна масла, яка пройшла під пильним поглядом Уолтона. В цілому американці позитивно відгукнулися про СРСР, а їх автомобіль викликав жахливий інтерес у радянських громадян, ще більше людей дивувала невелика ціна.

## Припинення виробництва автомобілів. Закриття компанії
У червні 1957 року за рішенням Ромні припиняється виробництво автомобілів моделі Ambassador, пов'язано це було з підведенням підсумків: автомобілі моделі Rambler розходилися в 30 разів краще флагманської Ambassador, яку за рік придбало 3500 осіб. А з вересня за рішенням Ромні бренди Nash і Hudson припиняють своє існування, оскільки ці обидві марки позбавляються своїх флагманів, які трохи відрізнялися один від одного. Але залишаються моделі Rambler і Metropolitan, які у двох марок відрізнялися тільки шильдиками, емблемами на капоті та ковпаками коліс, тому з цього ж часу вирішується звести назви Rambler і Metropolitan в ранг брендів.

## Список легкових автомобілів Nash
- 1917 — Nash 670 Series
- 1918 — Nash 680 Series
- 1921 — Nash 40 Series
  - Nash 690 Series
- 1924 — Nash 4 Series
  - Nash 6 Series
- 1925 — Nash Special Six
  - Nash Advanced Six
- 1926 — Nash Light Six
- 1928 — Nash Standard Six
- 1930 — Nash Single Six
  - Nash Twin Ignition Six
  - Nash Twin Ignition Eight
- 1931 — Nash 660 Series
  - Nash 870 Series
  - Nash 880 Series
  - Nash 890 Series
- 1932 — Nash 960 Series
  - Nash 970 Series
  - Nash 980 Series
  - Nash 990 Series
- 1932 — Nash Big Six
  - Nash Standard Eight
  - Nash Special Eight
  - Nash Advanced Eight
  - Nash Ambassador Eight
- 1936 — Nash 400
  - Nash 400 Deluxe
  - Nash Ambassador Six
- 1937 — Nash Lafayette 400
- 1941 — Nash 600
- 1948 — Nash Ambassador
- 1950 — Nash Rambler
  - Nash Statesman
- 1954 — Nash Metropolitan
- 1955 — Nash Ambassador V8
- 1957 — Nash Rambler Six
  - Nash Rambler V8
  - Nash Rambler Rebel

## Список автомобілів Lafayette
- 1920 — Lafayette 130 Series

## Список автомобілів Ajax
- 1925 — Ajax 50 Series

## Список автомобілів LaFayette
- 1934 — LaFayette 110 Series
- 1935 — LaFayette Series 3510
- 1936 — LaFayette Series 3610

## Список автомобілів Nash-Healey
- 1951 — Nash-Healey Roadster
- 1953 — Nash-Healey Le Mans